# Malta
Malta, oficialmente la República de Malta (en maltés: Repubblika ta' Malta; en inglés: Republic of Malta), es uno de los veintisiete Estados soberanos que forman la Unión Europea. Es uno de los estados más densamente poblados, compuesto por un archipiélago y situado en el centro del mar Mediterráneo, al sur de Italia, al este de Túnez y al norte de Libia. Debido a su situación estratégica, ha sido gobernado y disputado por diversas potencias en el transcurso de los siglos. Desde 1964 es independiente y en 2004 se adhirió a la Unión Europea.
Malta es un popular destino turístico con su clima cálido, numerosas áreas recreativas y monumentos arquitectónicos e históricos, incluidos tres sitios del Patrimonio Mundial de la UNESCO: el Hipogeo de Hal Saflieni, La Valeta, y siete templos megalíticos que son algunas de las estructuras independientes más antiguas en el mundo. En 2018 tenía una población de 475 700 habitantes con una distribución de 1457 hab./km², la más alta densidad demográfica entre los Estados de la Unión Europea. Este archipiélago es considerado uno de los seis micro-Estados del continente europeo y además está entre los 10 países más pequeños del mundo en términos de superficie.

## Etimología
El origen del vocablo «Malta» es incierto. La etimología más aceptada es aquella según la cual proviene de la palabra griega μέλι (meli, 'miel'). Los griegos llamaron a la isla Μελίτη (Melite), que significaba 'dulce como la miel', debido probablemente a la calidad de la miel producida por las abejas del archipiélago. De hecho, en Malta hay especies endémicas de estos insectos, razón por la cual se le llama «tierra de la miel». Los romanos continuaron llamándola Melita, latinización de Μελίτη.
Otra etimología tiene como referencia la palabra fenicia Maleth, que significa 'refugio', debido a la gran cantidad de bahías y de ensenadas en el litoral de la isla.

## Historia

### Prehistoria y Antigüedad

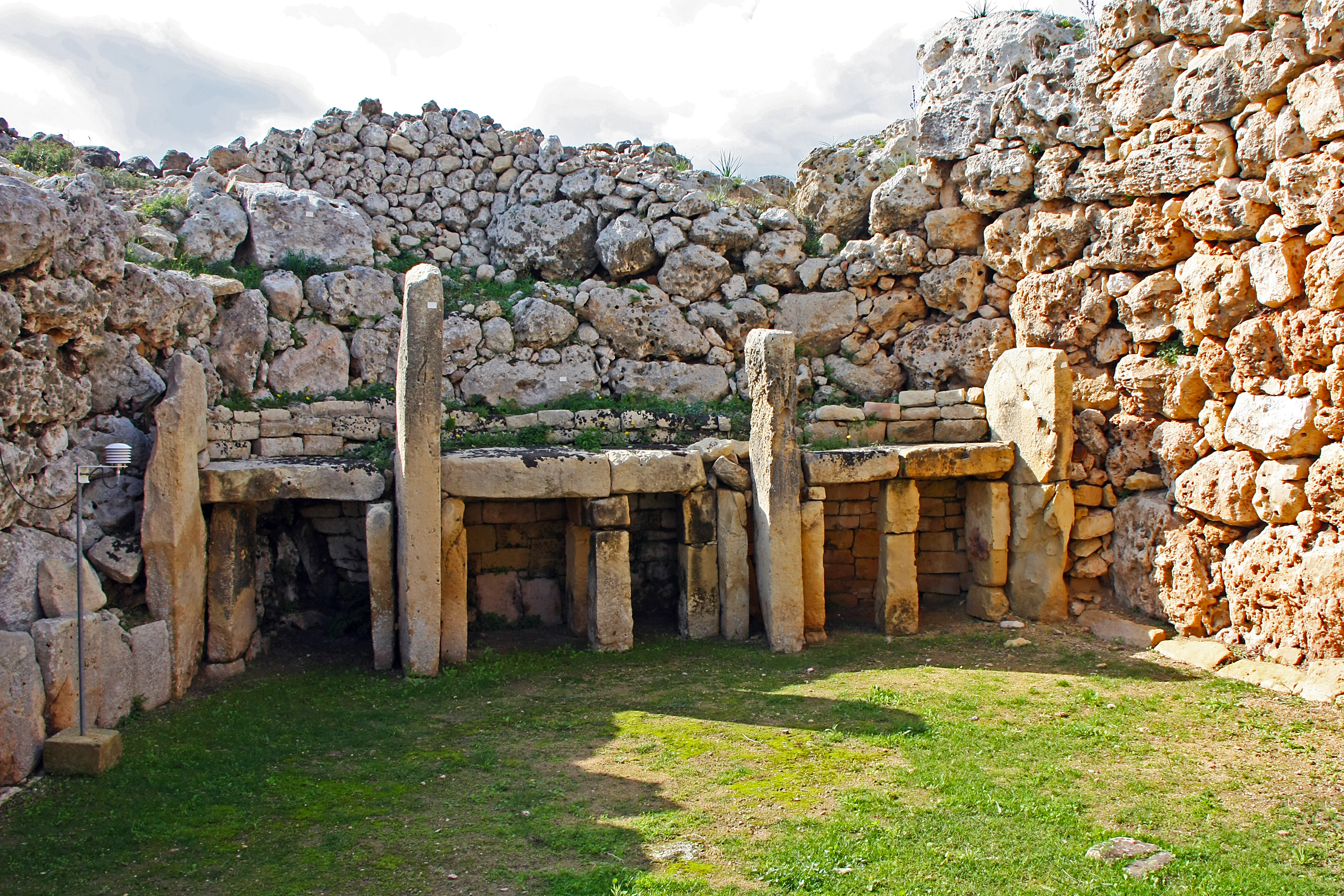
Templo megalítico de Ġgantija, en la isla de Gozo. Se levantó en el Neolítico y es Patrimonio de la Humanidad.

Los primeros pobladores de Malta eran agricultores de la Edad de Piedra que llegaron al archipiélago en 5200 a. C., probablemente sicanos provenientes de la vecina Sicilia, pues hasta la fecha son los únicos pobladores conocidos de la isla en ese entonces. Durante 3500 años este pueblo construyó algunas de las más antiguas estructuras autónomas, dentro de las que destacan las de carácter religioso, en Ġgantija en la isla de Gozo. También en Hagar Qim y en Mnadjra se encuentran otros templos megalíticos de las mismas características.
En el 1000 a. C., mercaderes fenicios ocuparon las islas y las utilizaron como base para sus exploraciones en el Mediterráneo occidental en su ruta hacia Cornualles. Hacia 700 a. C., los griegos llegaron a las islas y se instalaron cerca de La Valeta.
Las islas pasaron después al control de Cartago (en 400 a. C.) y después de Roma en 218 a. C. Durante ese periodo Malta fue considerada un municipium y una foederata civitas. Aún se conservan muchos vestigios de la presencia romana, atestiguando la relación cercana entre ambos pueblos. En el 60 d. C., las islas fueron visitadas por Pablo de Tarso, de quien se dice que naufragó en las costas de lo que hoy se conoce como la Bahía de San Pablo. Malta en la época imperial romana formaba parte administrativamente de Sicilia.

### Medievo siciliano
Después de un breve dominio bizantino en 533 y un probable saqueo de los vándalos, Malta fue conquistada en 870 por los árabes, que cambiaron casi completamente a la población romanizada de la isla. La influencia árabe puede reconocerse actualmente en el idioma maltés moderna, que originalmente deriva en parte del árabe vernáculo, fuertemente romanizado (aunque algunos lingüistas creen tenga orígenes fenicios). En 1090, tras la invasión normanda de Malta, los árabes fueron sustituidos por los normandos y la isla se encontró bajo dominación cristiana y nuevamente vinculada a la cercana Sicilia. Muchos colonos sicilianos se trasladaron a Malta. Fue entonces cuando se creó la nobleza maltesa, toda de origen italiano, la cual sigue vigente; en la actualidad cuenta con treinta y dos títulos, siendo el más antiguo el de los Barones de Djar il Bniet y Buqana.

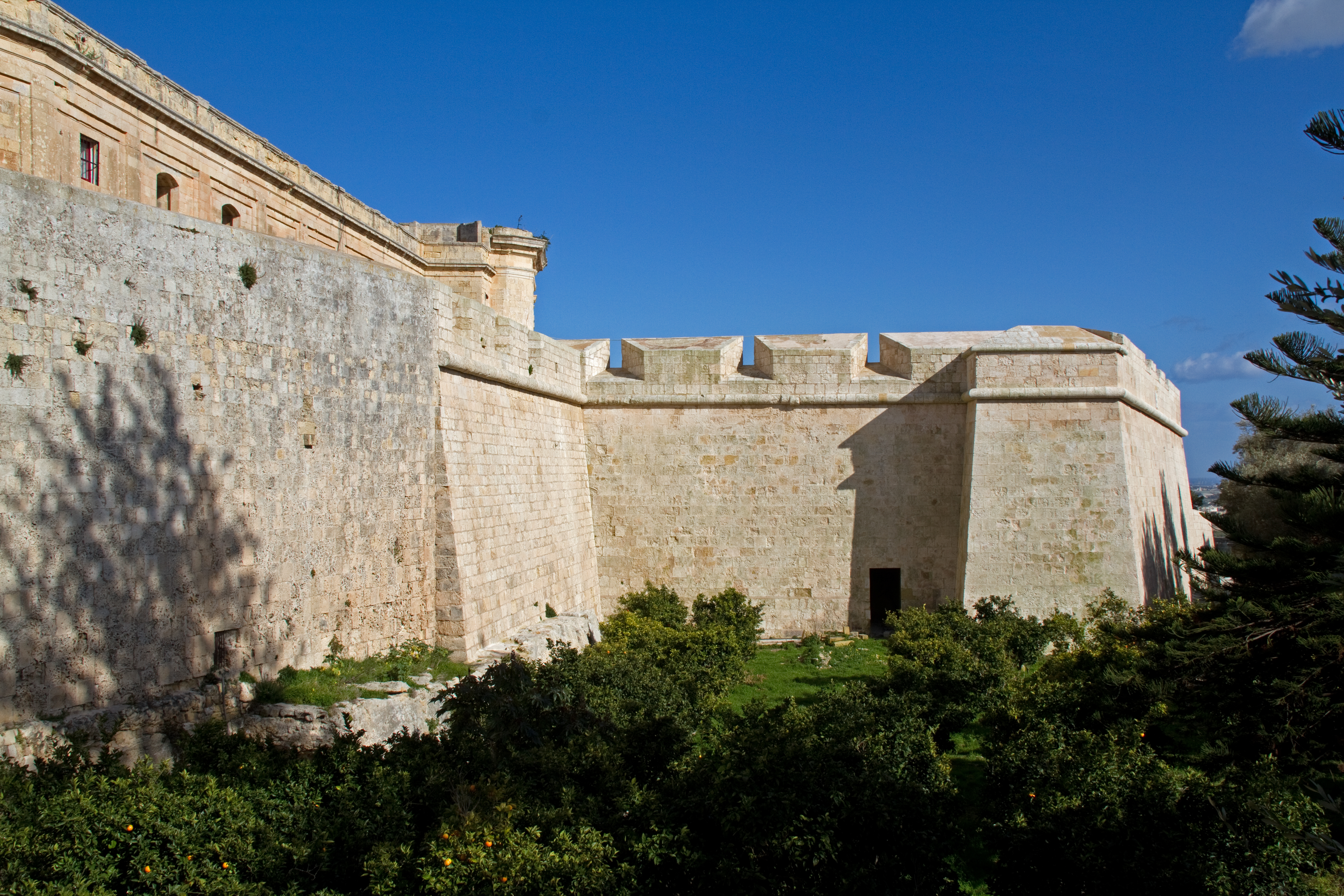
Murallas de la ciudad de Mdina, Malta

### Época aragonesa y cesión a los Caballeros Hospitalarios
A partir de 1282 Malta pasó a la Corona de Aragón junto a Sicilia, con la que tenía vínculos muy estrechos, después de que la conquistaran los almogávares de Roger de Lauria. Continuó bajo control de la Corona de Aragón dos siglos y medio. En 1530, el rey Carlos I de España dejó las islas en arriendo permanente a los Caballeros Hospitalarios, en ese entonces conocidos como la Orden de San Juan de Jerusalén, pues Solimán el Magnífico los había expulsado de Rodas en 1522. En esta nueva fase de su historia, se estableció la entrega de un halcón como pago de la renta anual. Los Caballeros Hospitalarios (ahora conocidos como la Orden de Malta) gracias a la intervención del papa Clemente VII, además de Malta obtuvieron Trípoli a condición de permanecer neutrales en los conflictos entre naciones cristianas. Los Caballeros Hospitalarios declararon el italiano la lengua oficial de Malta, favoreciendo la inmigración a la isla de colonias de sicilianos y napolitanos para robustecer el carácter cristiano de Malta.

#### Sitio de Malta y batalla de Lepanto

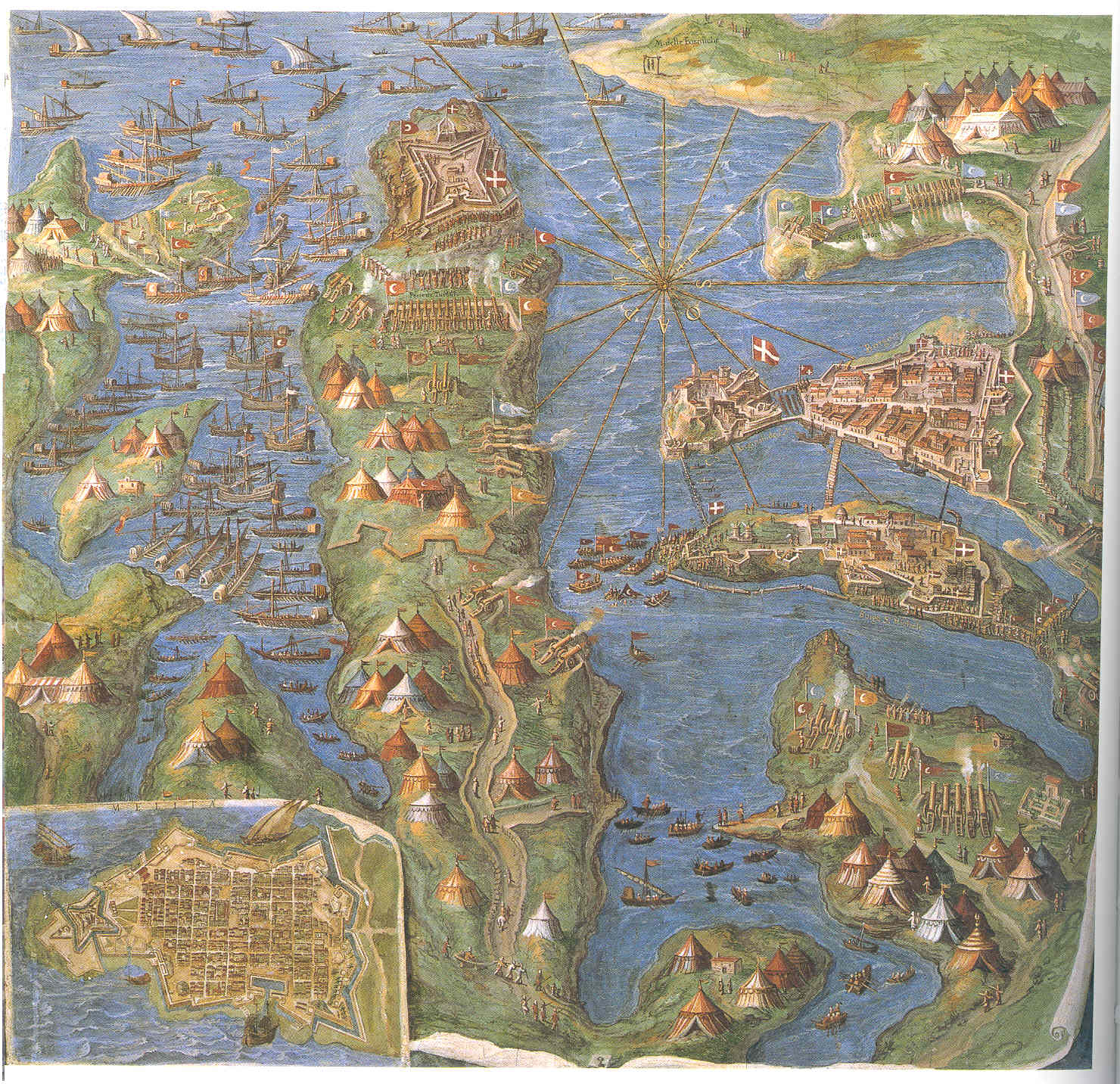
El Sitio de Malta de 1565

El sitio de Malta comenzó el 18 de mayo de 1565. Los caballeros de la Orden de Malta, bajo el mando del gran maestre Jean Parisot de la Valette, se enfrentaron a más de 160 galeras y 30 000 soldados otomanos. Como en aquella época los musulmanes dominaban el norte de África, la caída de Malta hubiera permitido el acceso turco al control estratégico del Mediterráneo occidental, lo mismo que proteger sus barcos mercantes. La Orden logró defender la isla en gran medida gracias a la ayuda del ejército español.
Al fracaso turco se añadió, seis años después, la derrota en la batalla de Lepanto contra la Liga Santa, formada por España, Venecia, Génova y la Santa Sede, lo cual supuso la neutralización de su proyecto de expansión mediterránea. Para proteger la isla de futuros desembarcos, se construyó una ciudad fortificada en la península del monte Sceberras, bautizada La Valeta, en honor al gran maestre Jean Parisot de La Valette.

### Napoleón y la ocupación francesa
El dominio de los Caballeros Hospitalarios terminó tras la conquista francesa de Malta encabezados por Napoleón Bonaparte en 1798 cuando se dirigía hacia Egipto. Para ocupar el archipiélago, el entonces general francés, pidió permiso para atracar en su puerto y, una vez allí, los caballeros se rindieron y se apoderó de la ciudad. Abolió todos los derechos feudales, reformó los monasterios y garantizó los mismos derechos para cristianos, judíos y musulmanes. También saqueó sus arcas, ante la pasividad de los caballeros hospitalarios que tenían promesa de no alzarse en armas contra ningún príncipe cristiano.
La ocupación francesa fue impopular[cita requerida], por lo que los malteses se rebelaron y los franceses se vieron forzados a refugiarse en las fortificaciones. El Reino Unido y el Reino de las Dos Sicilias enviaron municiones y ayuda. Los británicos también enviaron su flota, al mando del almirante Nelson, que efectuó el bloqueo de las islas. Las aisladas fuerzas francesas se rindieron en 1800, y los británicos tomaron el control del archipiélago, convirtiéndolo en su protectorado.

### Dominio británico y Segunda Guerra Mundial

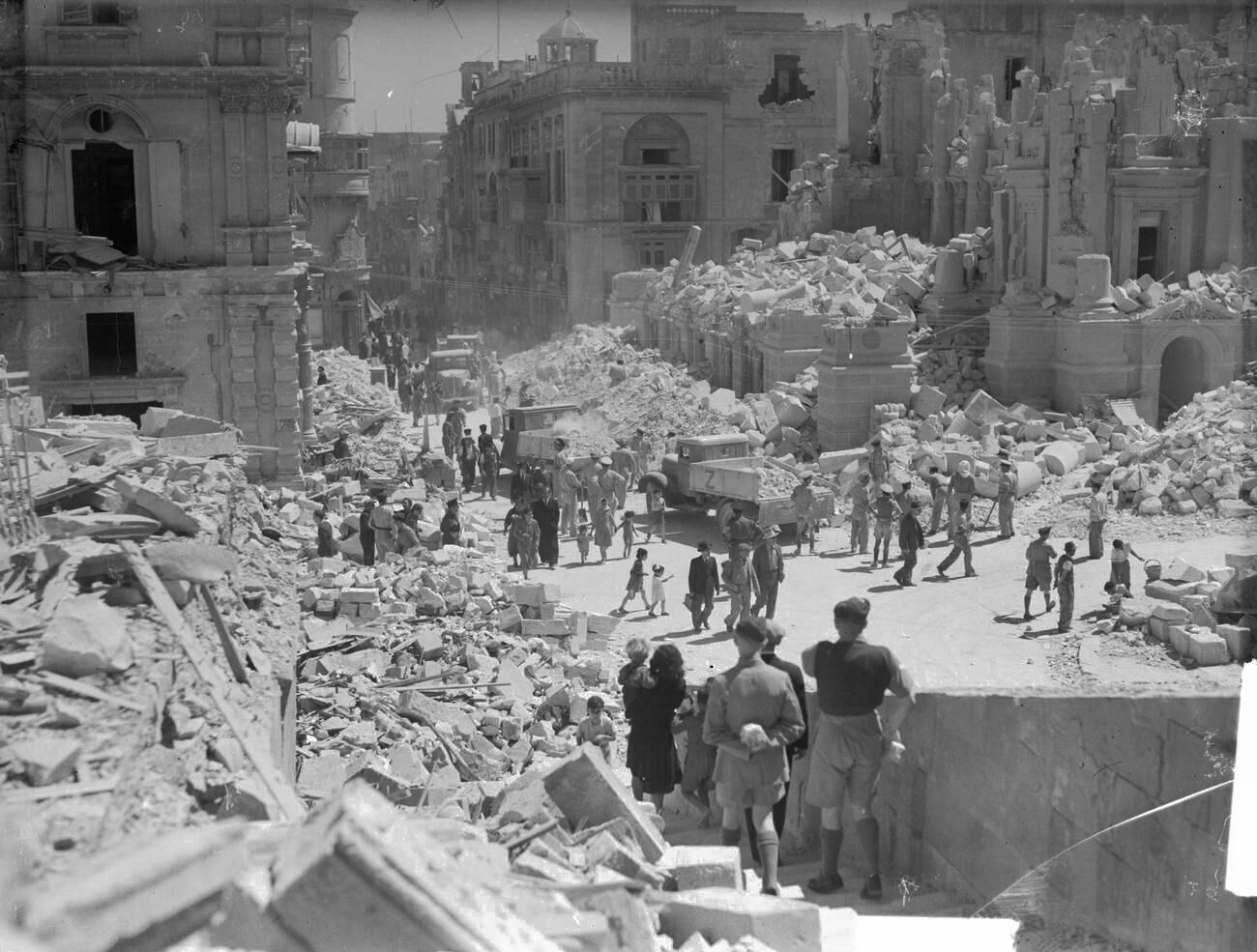
Durante el Sitio de Malta de 1940, en la Segunda Guerra Mundial, la isla resultó muy dañada.

En 1814, como parte del Tratado de París, Malta pasó oficialmente a formar parte del Imperio británico. Debido a su proximidad al canal de Suez fue usada como puerto de escala hacia la India y fue el cuartel general de la flota británica en el mar Mediterráneo hasta mediados de la década de 1930.
Durante el siglo XIX Malta fue escenario de un proceso de «anglicanización» por parte de las autoridades británicas, en el que destacó por contraste la tentativa política de unir Malta al Reino de Italia (favorecida especialmente en las décadas de Mussolini) y sucesivamente el desarrollo del independentismo maltés del siglo XX. El hecho culminante fue la abolición del italiano como idioma oficial en 1936, fuertemente contestada por muchos ciudadanos de Malta que se consideraban irredentistas (como Carmelo Borg Pisani).
Malta desempeñó una función importante durante la Segunda Guerra Mundial debido a su proximidad a las líneas de navegación del Eje, por lo que fue sitiada de nuevo. El coraje de su pueblo motivó a Jorge VI para otorgar a Malta, el 15 de abril de 1945, la Cruz de Jorge, que hoy puede verse en la bandera del país.

### Independencia

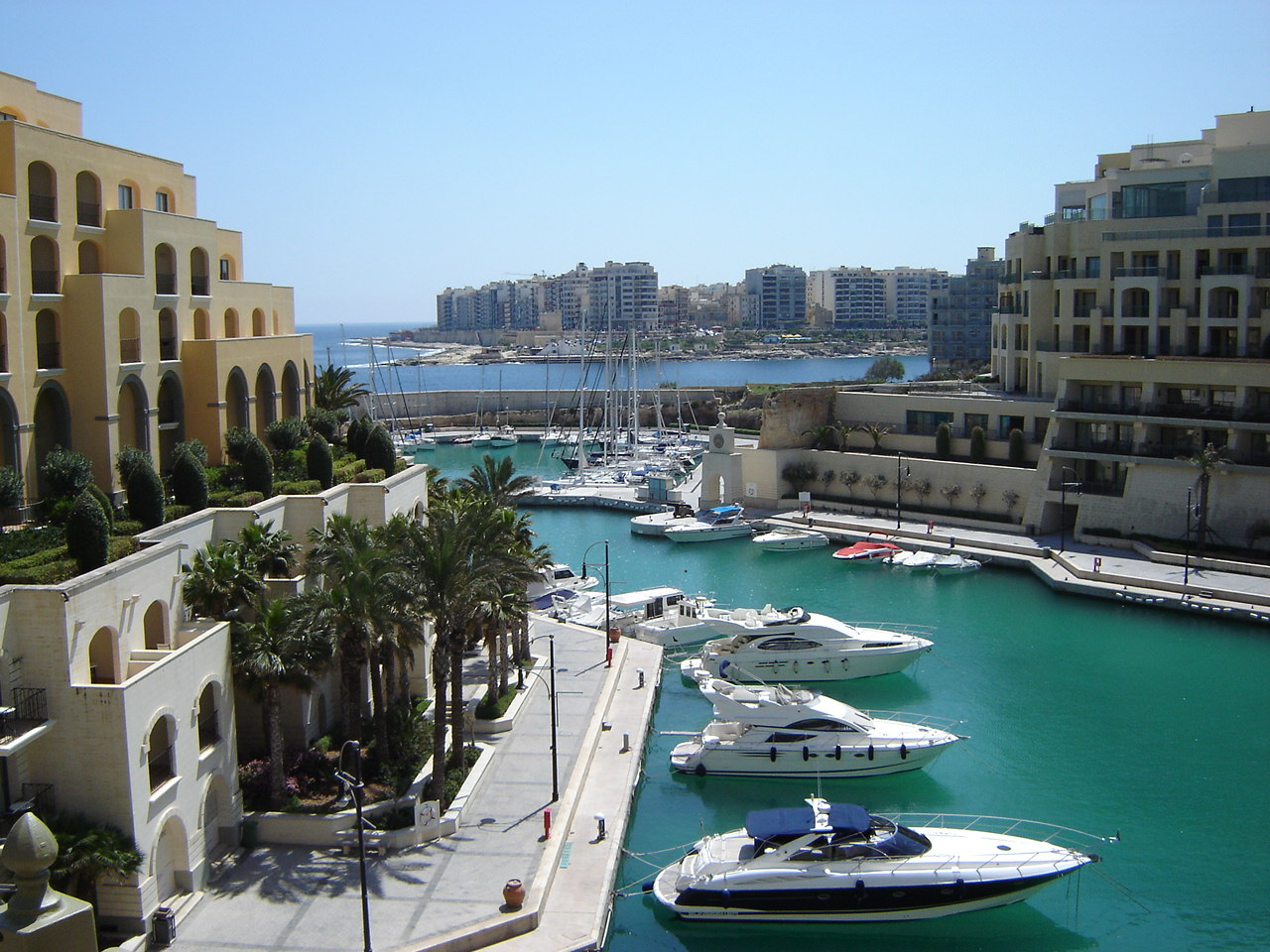
Típica arquitectura construida en los últimos años en Malta

Aunque Malta se independizó el 21 de septiembre de 1964, los británicos permanecieron en su territorio y mantuvieron un control total de los puertos, aeropuertos, correos y emisoras de radio y televisión. Según la Constitución de 1964, la reina Isabel II del Reino Unido seguía siendo la soberana de Malta, y un gobernador general ejercía la autoridad ejecutiva en su nombre. El 13 de diciembre de 1974, sin embargo, Malta se convirtió en una república dentro de la Mancomunidad de Naciones (Commonwealth), con el presidente como jefe de Estado.
El 31 de marzo de 1979 se hizo efectiva la salida de los británicos, pues su gobierno rehusó pagar la tasa exigida por el gobierno maltés para permitir su estadía[cita requerida]. En ese momento Malta se encontró sin bases militares extranjeras por primera vez en su historia. Este acontecimiento se celebra como el Día de la Libertad.
Malta se adhirió a la Unión Europea el 1 de mayo de 2004 y accedió a la zona euro el 1 de enero de 2008.

## Gobierno y política

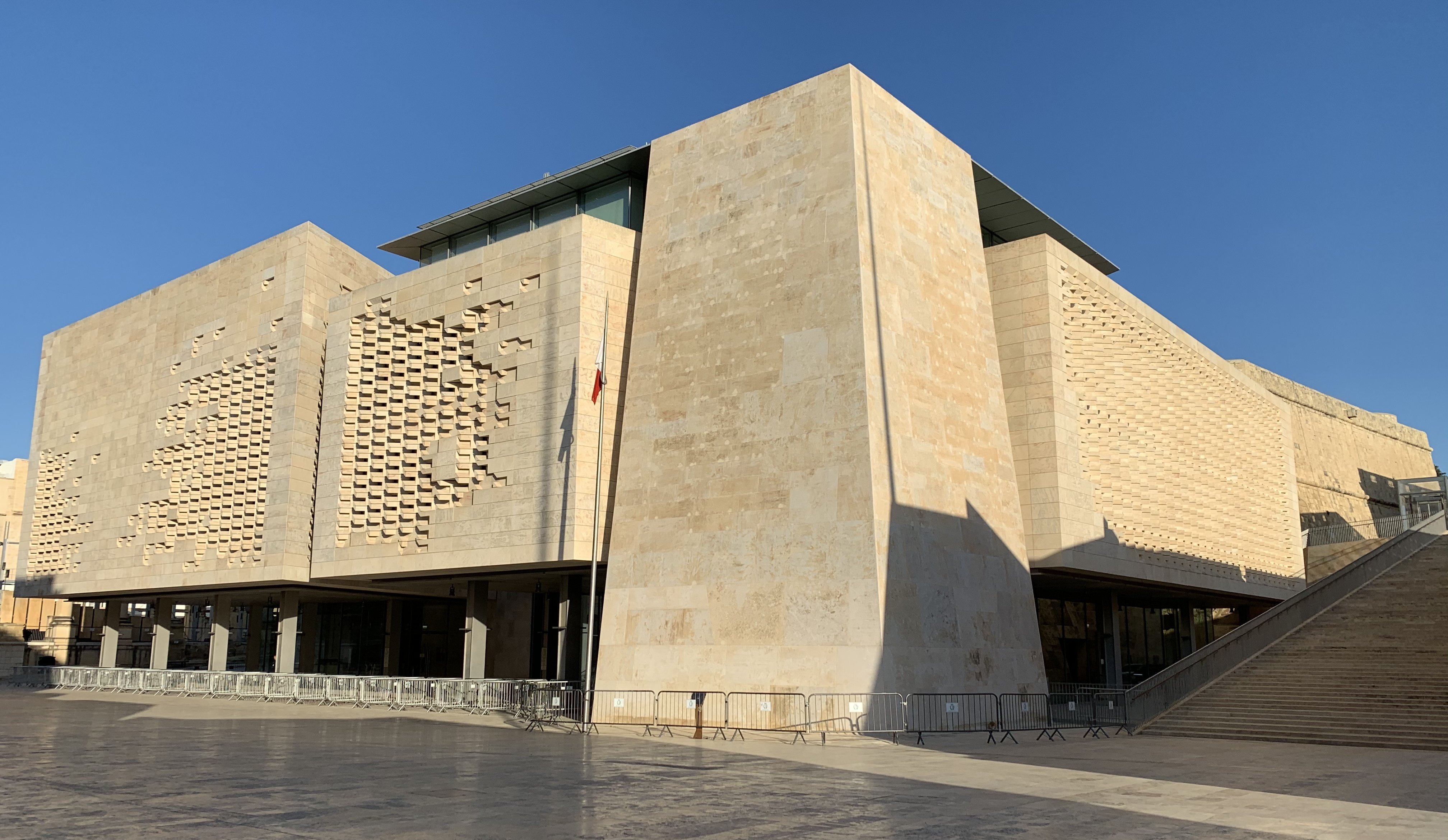
Casa del Parlamento

El sistema unicameral de Malta está centrado en una Cámara de Representantes, conocida en maltés como Kamra tar-Rappreżentanti, que es elegida por sufragio universal directo mediante voto simple transferible cada cinco años, a menos que la Cámara sea disuelta por el presidente en consulta con el primer ministro. La Cámara de Representantes tiene sesenta y cinco escaños. Sin embargo, cuando un partido obtiene la mayoría absoluta de los sufragios pero no de los escaños, puede obtener los que le hagan falta para alcanzar la mayoría parlamentaria.
El presidente de la República es elegido cada cinco años por la Cámara de Representantes.
Los principales partidos políticos son el Partido Nacionalista de Malta que es demócrata cristiano y está integrado en el Partido Popular Europeo, y el Partido Laborista de Malta que es socialdemócrata y forma parte del Partido Socialista Europeo. Existe un partido verde (Alternattiva Demokratika) y uno de extrema derecha (Imperium Europa) que no tiene escaños. El Partido Laborista de Malta es el gobernante, con el primer ministro Robert Abela, desde el 13 de enero del 2020.

### Defensa

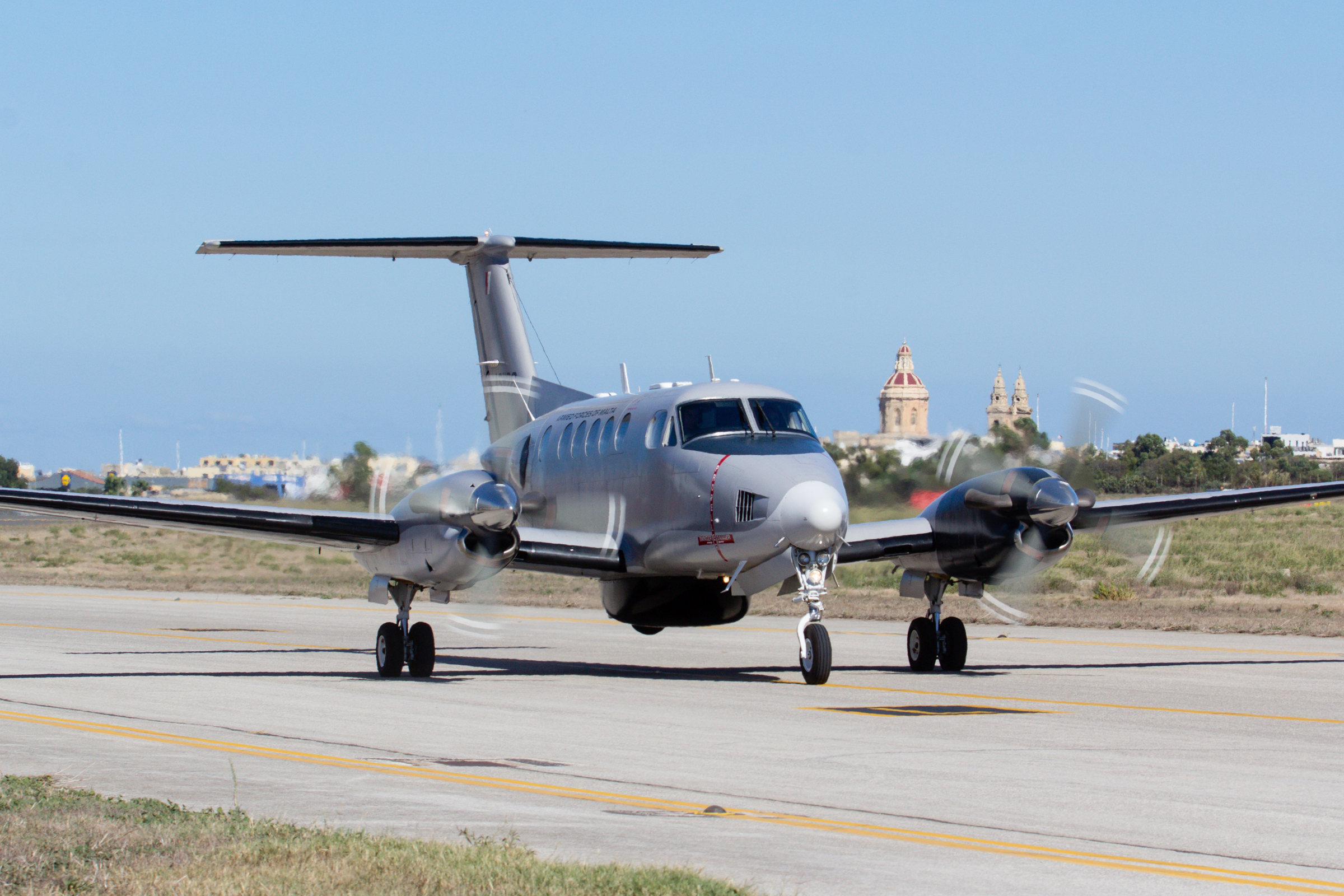
Beechcraft Super King Air AS1126 del Escuadrón Aéreo de las Fuerzas Armadas de Malta (L-Iskwadra tal-Ajru tal-FAM)

Los objetivos de las Fuerzas Armadas de Malta (FAM) son mantener una organización militar con el objetivo principal de defender la integridad del archipiélago de acuerdo con las funciones de defensa establecidas por el gobierno de manera eficiente y rentable. Esto se consigue haciendo hincapié en el mantenimiento de las aguas territoriales y la integridad del espacio aéreo de Malta.
Las FAM también participan en la llamada lucha contra el terrorismo, la lucha contra el tráfico ilícito de droga, la realización de operaciones y patrullas contra los inmigrantes ilegales y las operaciones de pesca ilegal, la operación de los servicios de búsqueda y rescate (SAR), y la seguridad física o electrónica y la vigilancia de lugares sensibles. La zona de búsqueda y rescate de Malta se extiende desde el levante de Túnez hasta el poniente de Creta, cubriendo un área de unos 250.000 km².
Como organización militar, las FAM proporcionan apoyo al cuerpo de policía de Malta (MPF) así como a otros departamentos/agencias gubernamentales en situaciones que se requieran de forma organizada y disciplinada en caso de emergencias nacionales (como desastres naturales) o de seguridad interna y desactivación de bombas.
En 2020, Malta firmó y ratificó el tratado de la ONU sobre la prohibición de las armas nucleares

### Historia de su adhesión a la Unión Europea

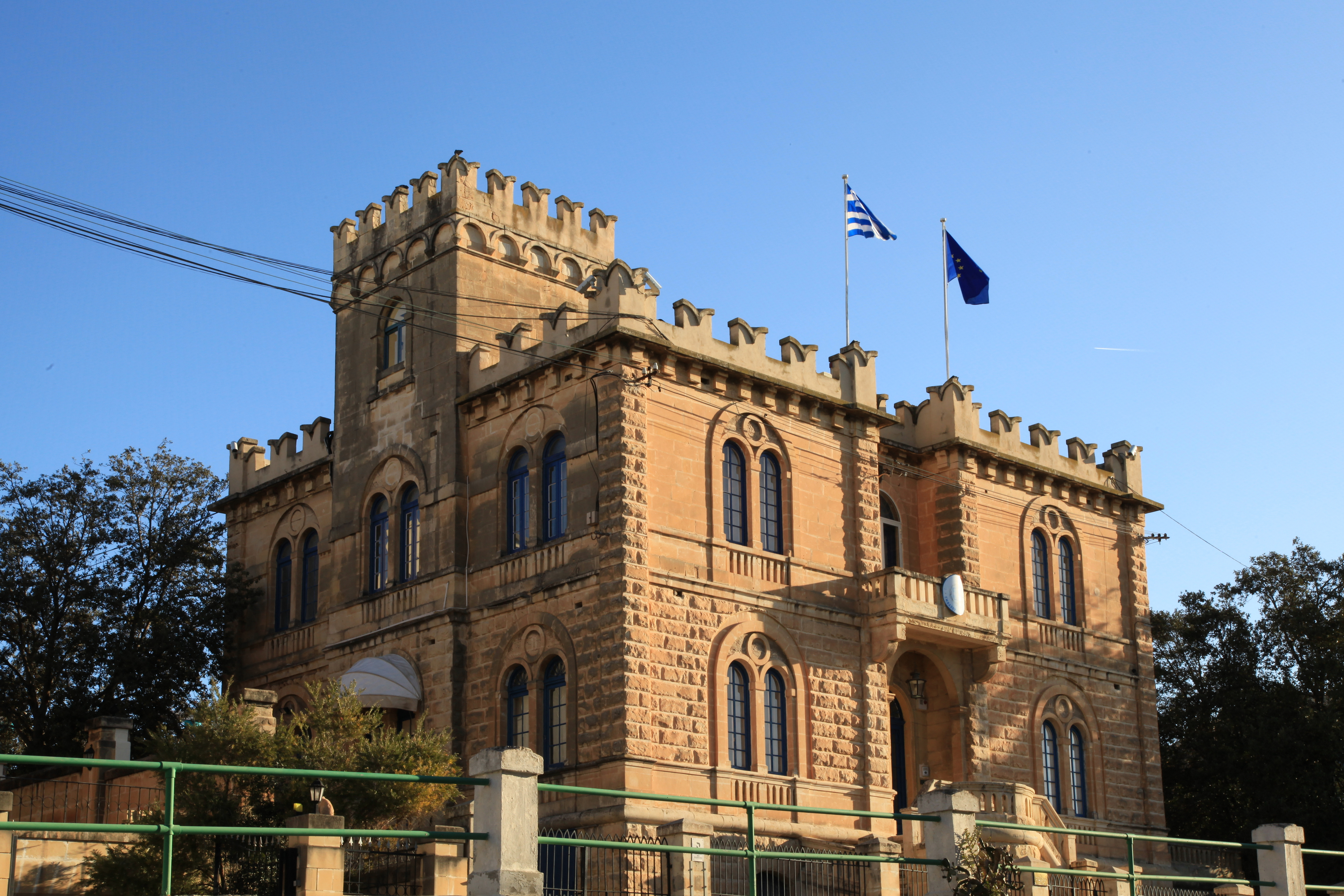
Embajada de Grecia en Malta

Malta solicitó su adhesión a la entonces Comunidad Europea (CE) por primera vez el 16 de julio de 1990. La solicitud iba acompañada de la esperanza de que Italia apoyara la adhesión de Malta en la próxima ampliación. Sin embargo, la influencia de Italia en el Consejo se vio muy debilitada debido a las convulsiones políticas que se produjeron a raíz del Mani pulite a partir de 1992. Por ello, el resultado de la Cumbre de Lisboa de 1992 no favoreció a Malta. Aunque el dictamen sobre la solicitud de Malta publicado por la Comisión Europea en 1993 fue percibido por el gobierno maltés como bastante positivo para Malta, también identificó una serie de problemas políticos, económicos e institucionales que la adhesión de Malta tendría para la Unión. Algunos de estos problemas eran, por ejemplo, la neutralidad política de Malta o la necesidad de una profunda revisión de su sistema de regulación del mercado.
A pesar de la evaluación abrumadoramente positiva de Malta, el Consejo Europeo decidió aplazar la decisión sobre la posible adhesión hasta la conferencia intergubernamental de Estados miembros prevista para 1996.
Tras la derrota electoral del Partido Nacionalista en 1996, Malta pospuso su ingreso en la UE durante dos años. Los esfuerzos por ingresar en la UE se detuvieron prematuramente, ya que los socialistas perseguían el objetivo de establecer en Malta una «Suiza del Mediterráneo». Como partido en el poder, no sólo retiraron su solicitud de adhesión a la UE, sino que también se retiraron de la Asociación para la Paz de la OTAN. Malta se había unido a ella sólo un año antes para indicar a la UE que podía mantener su neutralidad y, sin embargo, asociarse con una organización militar. En lugar de la adhesión a la Unión Europea, el nuevo gobierno solicitó un Acuerdo de Asociación, que la Comisión Europea rechazó. Como resultado de las disputas internas del partido, se celebraron nuevas elecciones en 1998, tras sólo dos años como partido en el poder. 

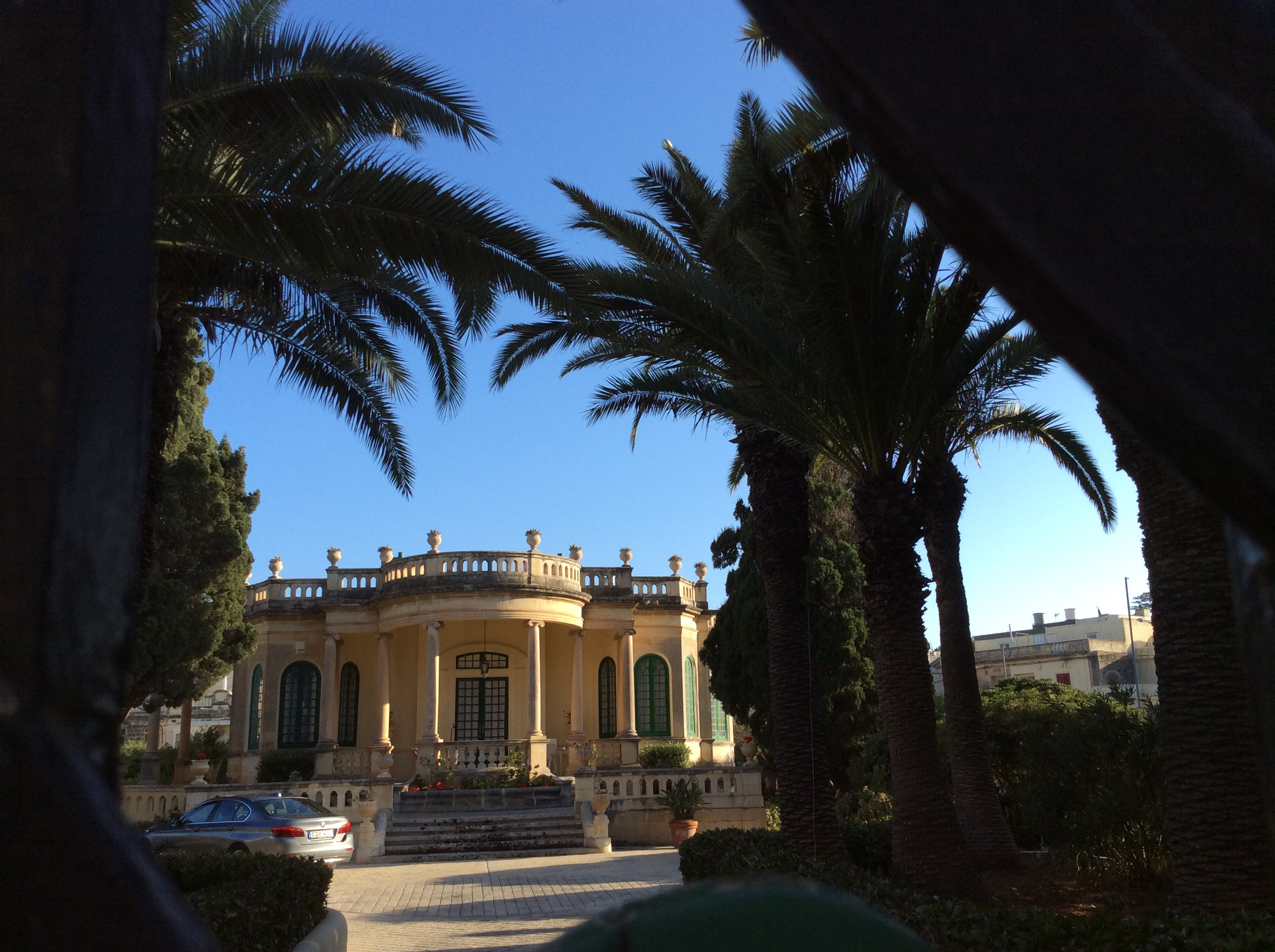
Villa Macedonia, la residencia del embajador de España en Malta

El Partido Nacionalista salió victorioso, renovando la solicitud de adhesión a la UE. Pero no sólo Malta vio algunos cambios; la Unión Europea también había evolucionado entretanto con el Tratado de Maastricht y el Tratado de Ámsterdam, el avance de la unión monetaria y otros hitos, la UE era una organización diferente a la que había sido en 1990, cuando Malta presentó su primera solicitud. Las normas que debían cumplirse para la adhesión también habían cambiado. Por ejemplo, antes de ingresar en la UE, los países candidatos debían adoptar el acervo comunitario y cumplir los criterios de Copenhague. Se trataba de comprobar y evaluar su competencia y capacidad en la aplicación de la legislación de la UE a la suya propia.
Tras el restablecimiento de su solicitud, Malta solicitó a la Comisión una actualización del dictamen publicado en 1993. La parte más importante de este informe era la recomendación de iniciar el proceso de selección de Malta para que pudieran comenzar las negociaciones reales de adhesión. Tras este proceso, que tuvo lugar entre mayo de 1999 y enero de 2000, las negociaciones pudieron comenzar en febrero. En septiembre de ese mismo año, el gobierno maltés publicó su primera versión del Programa Nacional de Adaptación del Acervo, que sirvió de guía para la revisión del sistema legislativo y administrativo.
Malta fue admitida en la Unión Europea el 1 de mayo de 2004, junto con ocho Estados de Europa Central y Oriental y Chipre, tras la decisión adoptada en la cumbre de la UE celebrada en Copenhague el 13 de diciembre de 2002, como parte de la ampliación de la UE. A pesar de ello, Malta pudo mantener su estatus de neutralidad, consagrado en su Constitución desde 1987, como también lo estaba en el Tratado de Adhesión.
Pero antes de la admisión, los malteses celebraron un referéndum el 8 de marzo de 2003. A favor de la adhesión a la UE estaba el Partido Nacionalista, mientras que los socialistas y los sindicatos se anunciaban en contra. La participación de los 390.000 malteses fue del 91 %, con un 53,65 % de votos a favor, ligeramente por encima de las previsiones. Malta sustituyó a Luxemburgo como país más pequeño de la UE.
Malta puede enviar seis eurodiputados al Parlamento Europeo, de los partidos en el poder y de la oposición, en función de los resultados electorales del país. En el primer semestre de 2017, Malta asumió la Presidencia del Consejo de la UE. La preparación para esta ardua tarea se realizó a través de un programa de trabajo conjunto en una presidencia en trío con los Países Bajos y Eslovaquia, que ocupó la presidencia en 2016.

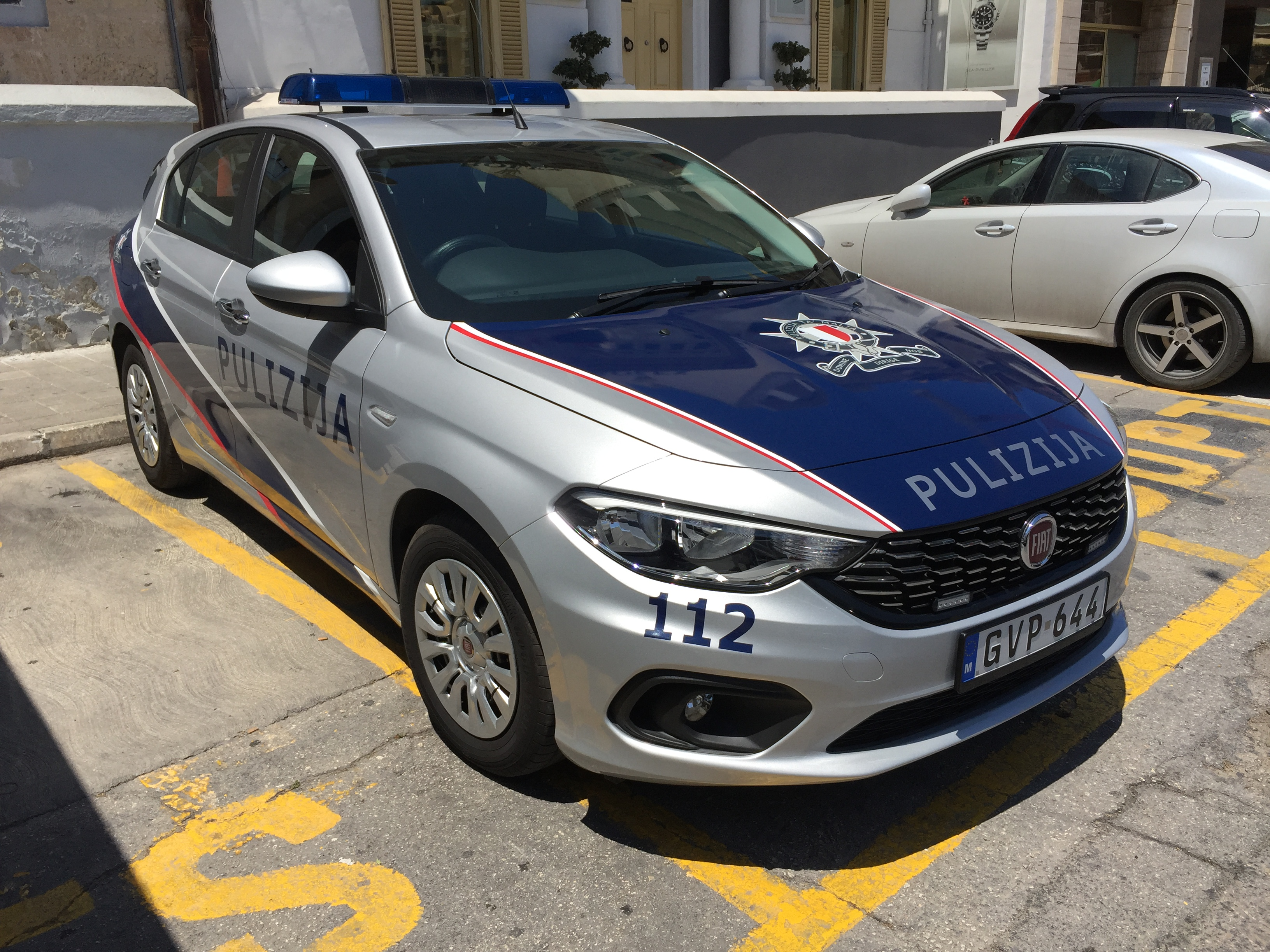
Vehículo de la Policía de Malta (Pulizija)

### Legislación
La Constitución es la fuente superior del derecho estatal. Todas las leyes pueden ser preparadas por comisiones de expertos y, si es necesario, dadas al público por adelantado en un Libro Blanco. Finalmente, el Parlamento las aprueba como leyes. Sin embargo, el poder legislativo también puede delegarse en otros organismos, como ministerios, autoridades o empresas públicas. A ello se asocia la elaboración y promulgación de reglamentos de aplicación ("legislación secundaria, reglamentos de los ayuntamientos"). Los tratados de política exterior existentes se incorporan siempre directamente a la legislación maltesa en vigor. Todas las leyes se publican en el Boletín Oficial. La Cámara de Representantes puede, previa moción, aprobar enmiendas o cambios en el texto de las leyes existentes.

### Justicia

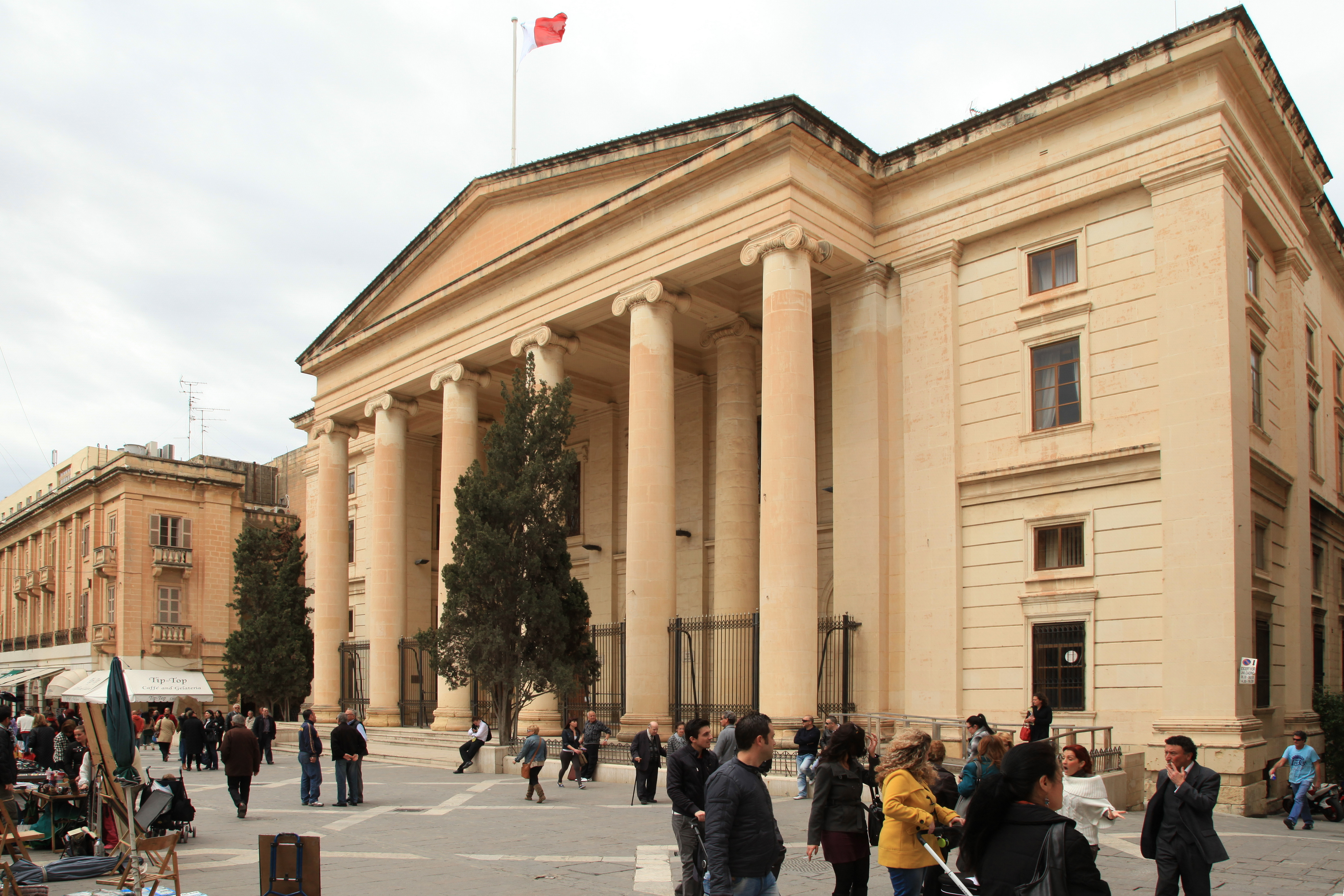
Edificio del Tribunal de Justicia (La Valeta)

Los órganos jurisdiccionales son los tribunales civiles y penales dependientes del Ministerio de Justicia, Cultura y Administración Local. Los tribunales civiles incluyen el Tribunal de Apelación, el Tribunal Civil con tres salas, el Tribunal de Magistrados, el Tribunal de Magistrados de Gozo y el Tribunal de Demandas de Menor Cuantía. Las jurisdicciones penales son el Tribunal de Apelación Penal, el Tribunal Penal, el Tribunal de Magistrados, el Tribunal de Magistrados de Gozo y el Tribunal de Menores.
Los miembros de los tribunales interpretan el derecho establecido en las distintas leyes. Los magistrados se atienen a esta jurisprudencia solamente.
En los municipios y ciudades ejercen unos 2.000 abogados privados.

### Derechos humanos
En materia de derechos humanos, respecto a la pertenencia a los siete organismos de la Carta Internacional de Derechos Humanos, que incluyen al Comité de Derechos Humanos (HRC), Malta ha firmado o ratificado:
| Malta | Tratados internacionales | Tratados internacionales | Tratados internacionales                                                                                                   | Tratados internacionales                                                                                                   | Tratados internacionales                                                                                                   | Tratados internacionales | Tratados internacionales | Tratados internacionales                                                                                                   | Tratados internacionales  | Tratados internacionales                                                                                                   | Tratados internacionales | Tratados internacionales | Tratados internacionales | Tratados internacionales    | Tratados internacionales | Tratados internacionales  | Tratados internacionales | Tratados internacionales |
| --- | ------------------------ | ------------------------ | --- | --- | --- | ------------------------ | ------------------------ | --- | ------------------------- | --- | ------------------------ | ------------------------ | ------------------------ | --------------------------- | ------------------------ | ------------------------- | ------------------------ | ------------------------ |
| Malta | CESCR                    | CESCR                    | CCPR | CCPR | CCPR | CERD                     | CED                      | CEDAW | CEDAW                     | CAT | CAT                      | CRC                      | CRC                      | CRC                         | CRC                      | MWC                       | CRPD                     | CRPD                     |
| Malta | CESCR                    | CESCR-OP                 | CCPR | CCPR-OP1 | CCPR-OP2-DP | CERD                     | CED                      | CEDAW | CEDAW-OP                  | CAT | CAT-OP                   | CRC                      | CRC-OP-AC                | CRC-OP-SC                   | CRC-OP-CP                | MWC                       | CRPD                     | CRPD-OP                  |
| Pertenencia | Firmado y ratificado.    | Sin información.         | Malta ha reconocido la competencia de recibir y procesar comunicaciones individuales por parte de los órganos competentes. | Malta ha reconocido la competencia de recibir y procesar comunicaciones individuales por parte de los órganos competentes. | Malta ha reconocido la competencia de recibir y procesar comunicaciones individuales por parte de los órganos competentes. | Firmado y ratificado.    | Sin información.         | Malta ha reconocido la competencia de recibir y procesar comunicaciones individuales por parte de los órganos competentes. | Ni firmado ni ratificado. | Malta ha reconocido la competencia de recibir y procesar comunicaciones individuales por parte de los órganos competentes. | Sin información.         | Firmado y ratificado.    | Firmado y ratificado.    | Firmado pero no ratificado. | Sin información.         | Ni firmado ni ratificado. | Sin información.         | Sin información.         |
| Firmado y ratificado, firmado, pero no ratificado, ni firmado ni ratificado, sin información, ha accedido a firmar y ratificar el órgano en cuestión, pero también reconoce la competencia de recibir y procesar comunicaciones individuales por parte de los órganos competentes. |                          |                          | | | |                          |                          | |                           | |                          |                          |                          |                             |                          |                           |                          |                          |

## División político-administrativa
Desde 1993 este micro-Estado insular se subdivide en 68 localidades o consejos locales (Kunsilli Lokali en maltés), que son las entidades únicas de administración, pues no hay ningún otro tipo de demarcación intermedia entre ella y el gobierno nacional.

### Lista de Consejos Locales

Municipios de Malta

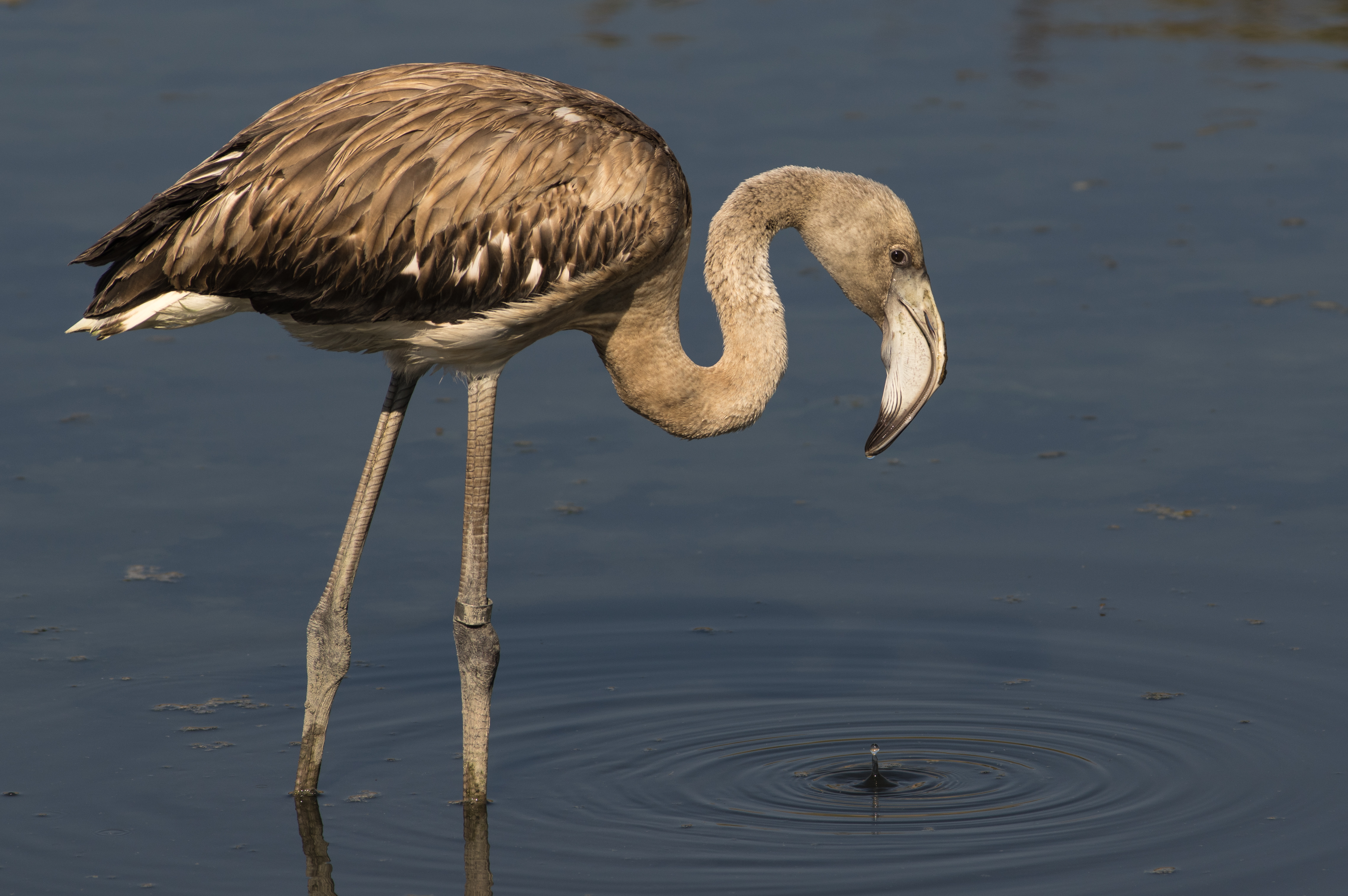
Flamenco en la reserva natural de Għadira

| Isla de Malta - Attard - Balzan - Birgu - Birkirkara - Birżebbuġa - Bormla - Dingli - Fgura - Floriana - Gudja - Gżira - Għargħur - Għaxaq - Ħamrun - Iklin - Isla - Kalkara - Kirkop - Lija - Luqa - Marsa - Marsaskala - Marsaxlokk - Mdina - Mellieħa - Mġarr - Mosta - Mqabba - Msida - Mtarfa - Naxxar - Paola - Pembroke - Pietà - Qormi - Qrendi - Rabat - Safi - San Ġiljan - San Ġwann - Santa Luċija - San Pawl il-Baħar - Santa Venera - Siġġiewi - Sliema - Swieqi - Ta' Xbiex - Tarxien - La Valeta - Xgħajra - Żabbar - Żebbuġ - Żejtun - Żurrieq Isla de Gozo - Fontana - Għajnsielem - Għarb - Għasri - Kerċem - Munxar - Nadur - Qala - San Lawrenz - Sannat - Victoria - Xagħra - Xewkija - Żebbuġ |

## Geografía
El archipiélago maltés se encuentra en el límite de la placa africana, muy cerca de la euroasiática. Lo componen las islas habitadas de Malta (la mayor en tamaño e importancia), Gozo y Comino (Malta, Għawdex y Kemmuna, respectivamente en maltés). En sus costas hay una gran cantidad de bahías que proveen buenos puertos. También cuenta con otras islas de menor tamaño entre las que destacan los islotes de Filfla y de Cominotto, o las Islas de San Pablo.
El clima local es templado mediterráneo con inviernos lluviosos pero poco marcados (~14 °C) y veranos secos y cálidos (~25 °C). De hecho, solo hay dos estaciones, lo cual atrae a muchos turistas, especialmente durante los meses estivales.
Desde el punto de vista fitogeográfico el archipiélago pertenece a la provincia liguro-tirrena de la cuenca del Mediterráneo, dentro del Reino Holártico. El Fondo Mundial para la Naturaleza (WWF) lo incluye en la ecorregión de bosque mediterráneo denominada bosque mixto y esclerófilo del Tirreno y el Adriático.
La isla principal de Malta tiene 246 km², está orientada al sureste y alcanza una longitud de 28 km y una anchura máxima de 13 km. Entre su extremo noroccidental y la segunda isla principal, Gozo (Għawdex, en maltés), se extiende el Canal de Gozo, de 4,4 km de ancho, que contiene la isla de Comino (Kemmuna, en maltés), de 2,7 km cuadrados, y el islote rocoso deshabitado de Cominotto (Kemmunett, en maltés). Gozo, de 67 km², mide 14,3 km de largo y hasta 7,25 km de ancho de este a oeste. 

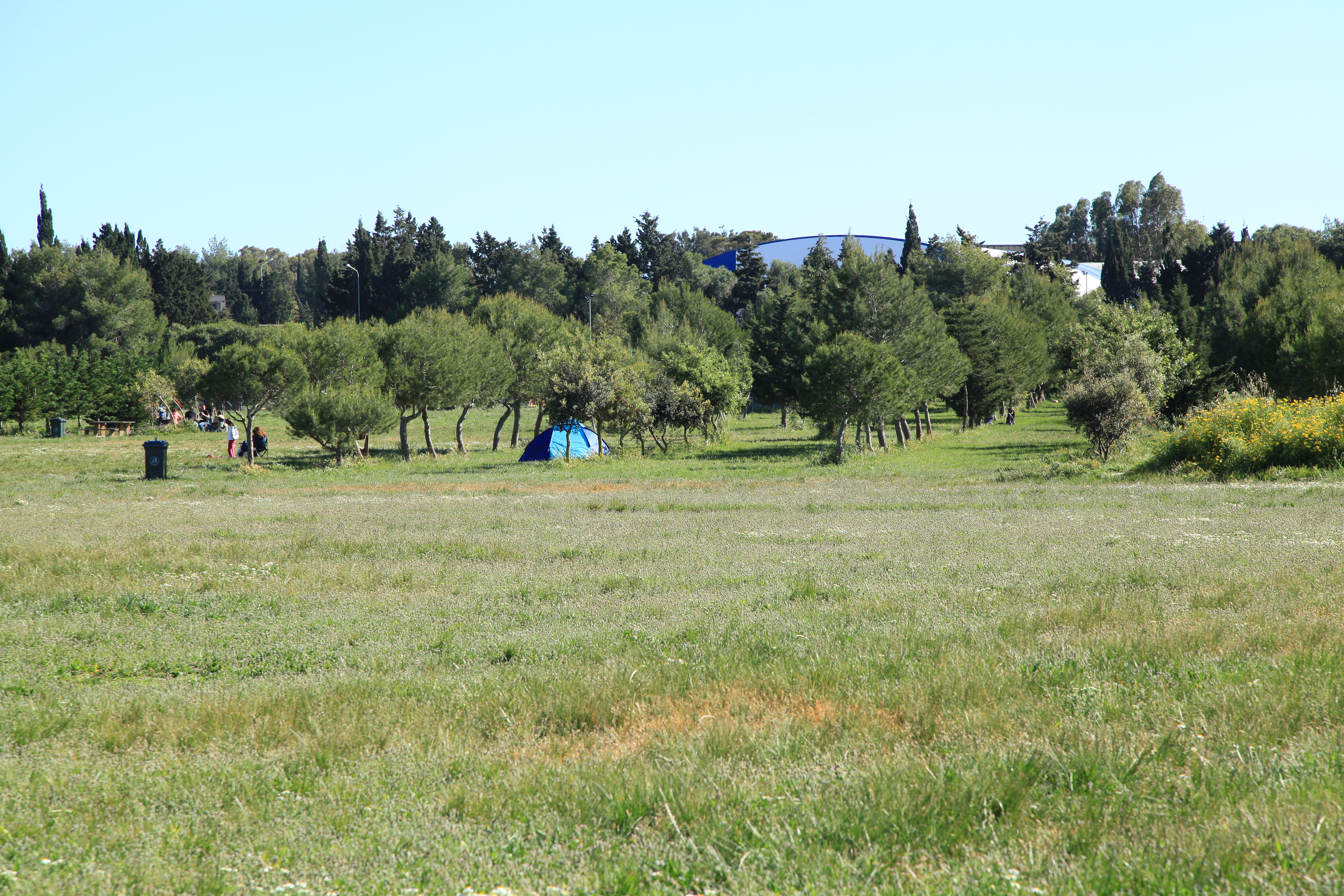
Parque nacional Ta' Qali

Las otras islas del estado -todas ellas deshabitadas- son Filfla, a 4,4 km al sur de Malta, y las Islas de San Pablo (Gżejjer ta' San Pawl, en maltés), en el extremo septentrional de la bahía de San Pablo, que se encuentran a 83 metros de la costa y están realmente conectadas, aunque su pieza de unión puede ser arrastrada por la marea. En el oeste de Gozo, en la Laguna Negra, cerca de la punta de Dwejra, surge del mar la Roca del Hongo (Il-Ġebla tal-Ġeneral, en maltés), de 60 metros de altura, una gran roca caliza. La isla de Manoel (en maltés Il-Gżira Manwel), situada en el puerto de Marsamxett, entre La Valeta y Sliema, ya no se considera comúnmente una isla, pues está conectada al continente por una calzada y una carretera.
El rasgo geográfico más característico de Malta es la diversidad de sus costas, que es especialmente evidente en la isla principal. Si los lados oriental y nororiental se caracterizan por playas planas y amplias bahías como la bahía de Marsaxlokk, el puerto de Marsamxett, Grand Harbour, la bahía de Mellieħa y la bahía de San Pablo, el suroeste y el norte tienen tramos de costa muy definidos con formaciones rocosas y ensenadas en forma de gruta. En este lado, Malta se eleva de forma muy accidentada desde el mar, formando acantilados alargados que culminan en los Acantilados de Dingli, en Ta' Dmejrek, la mayor elevación del país con 253 metros. Otras crestas kársticas se encuentran en el noroeste con la Cresta de Mellieħa, la Cresta de Bajda y la Cresta de Marfa, de hasta 122 metros de altura. Las cotas más altas de Gozo miden 127 metros.
Debido a la extrema escasez de agua no hay ríos permanentes en Malta, Gozo y Comino. Tras las fuertes lluvias del invierno, algunos cauces secos pueden llenarse temporalmente de agua de lluvia. Estos riachuelos, en su mayoría pequeños, confluyen en estrechos valles rocosos, los wieds, donde no se evaporan tan rápidamente. El arroyo intermitente más largo se puede observar en el Wied il-Għasri, que desemboca en una bahía marina con forma de fiordo en la costa norte de Gozo. El único lago importante del archipiélago está hecho por el hombre y se encuentra dentro de la Reserva Natural de Għadira, en el istmo de la cresta de Marfa, a poco menos de dos kilómetros al noroeste de Mellieħa. Mide 350 m por 220 m y tiene numerosas islas interiores.

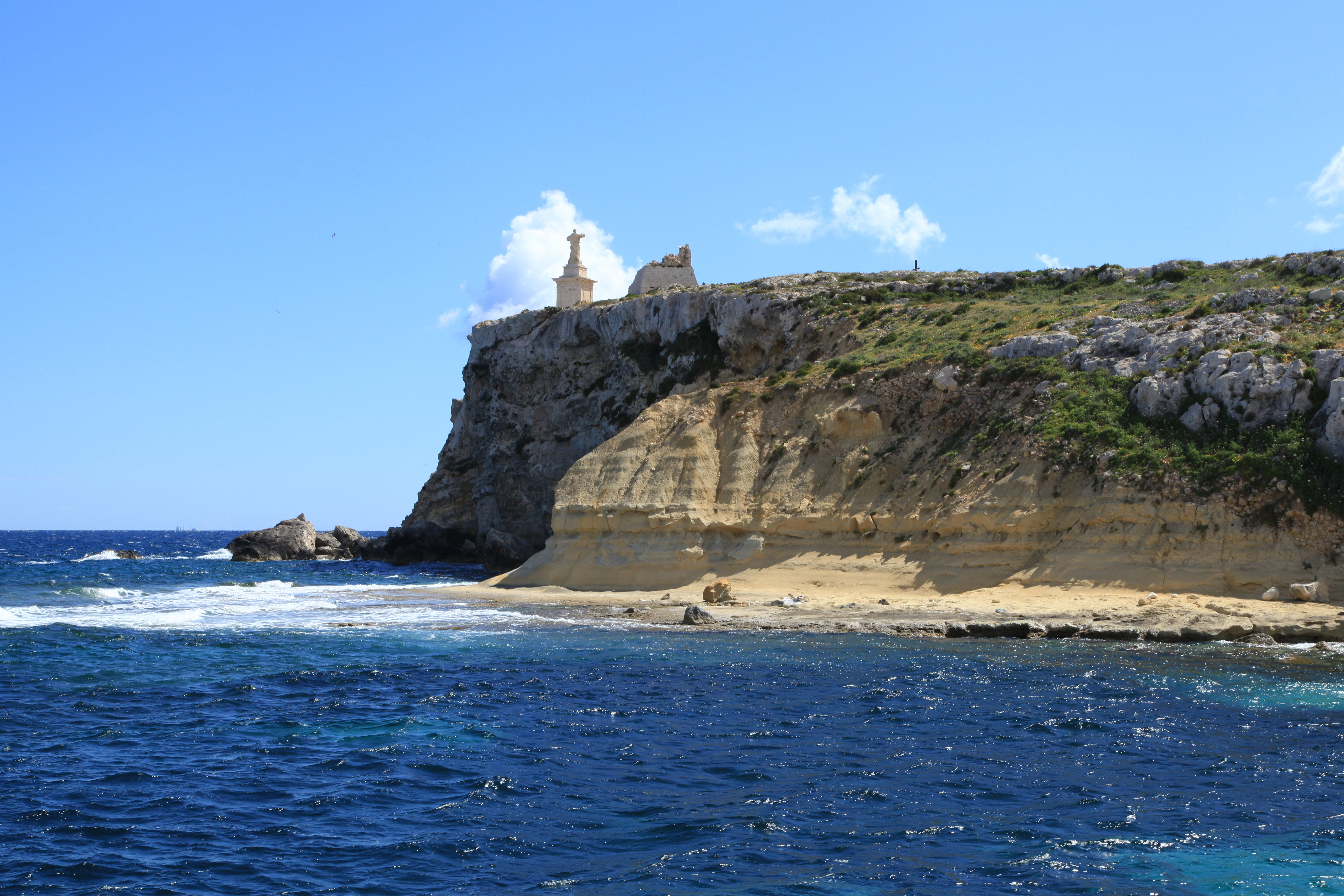
Islas de San Pablo, Malta

### Islas
Las principales islas y las únicas habitadas del país son: Malta, Gozo (Għawdex) y Comino (Kemmuna). Otras islas, consideradas islotes, que forman parte del archipiélago son: Cominotto (Kemmunett, deshabitada), Filfla, Roca Fungus (en maltés Il-Ġebla tal-Ġeneral), Isla Manoel (la cual está unida por un puente a la ciudad de Gżira), y las Islas de San Pablo; ninguna cuenta con habitantes permanentes. Las islas de Malta han sido una república independiente desde 1964. El centro del gobierno, del comercio y de la cultura es la capital, La Valeta, situada en la zona oriental de Malta.
Las islas e islotes que conforman Malta son las siguientes:
- Comino
- Cominotto
- Delmarva
- Filfla
- Gozo
- Halfa
- Islas de San Pablo
- Malta
- Manoel
- Tac-Cawl
- Ta`Fraben

Malta también cuenta con las siguientes rocas: la Roca Barbaganni, la Roca Fessej, la Roca Fungus, la Roca Għallis, las Rocas de la (de la Gran y de la Pequeña) Laguna Azul, la Roca Sala y la Roca Xrob l-Għaġin.

### Clima
Malta tiene un clima mediterráneo (clasificación climática de Köppen Csa), con inviernos suaves y veranos calurosos, más calurosos en las zonas interiores. La lluvia se produce principalmente en otoño e invierno, y el verano es generalmente seco.

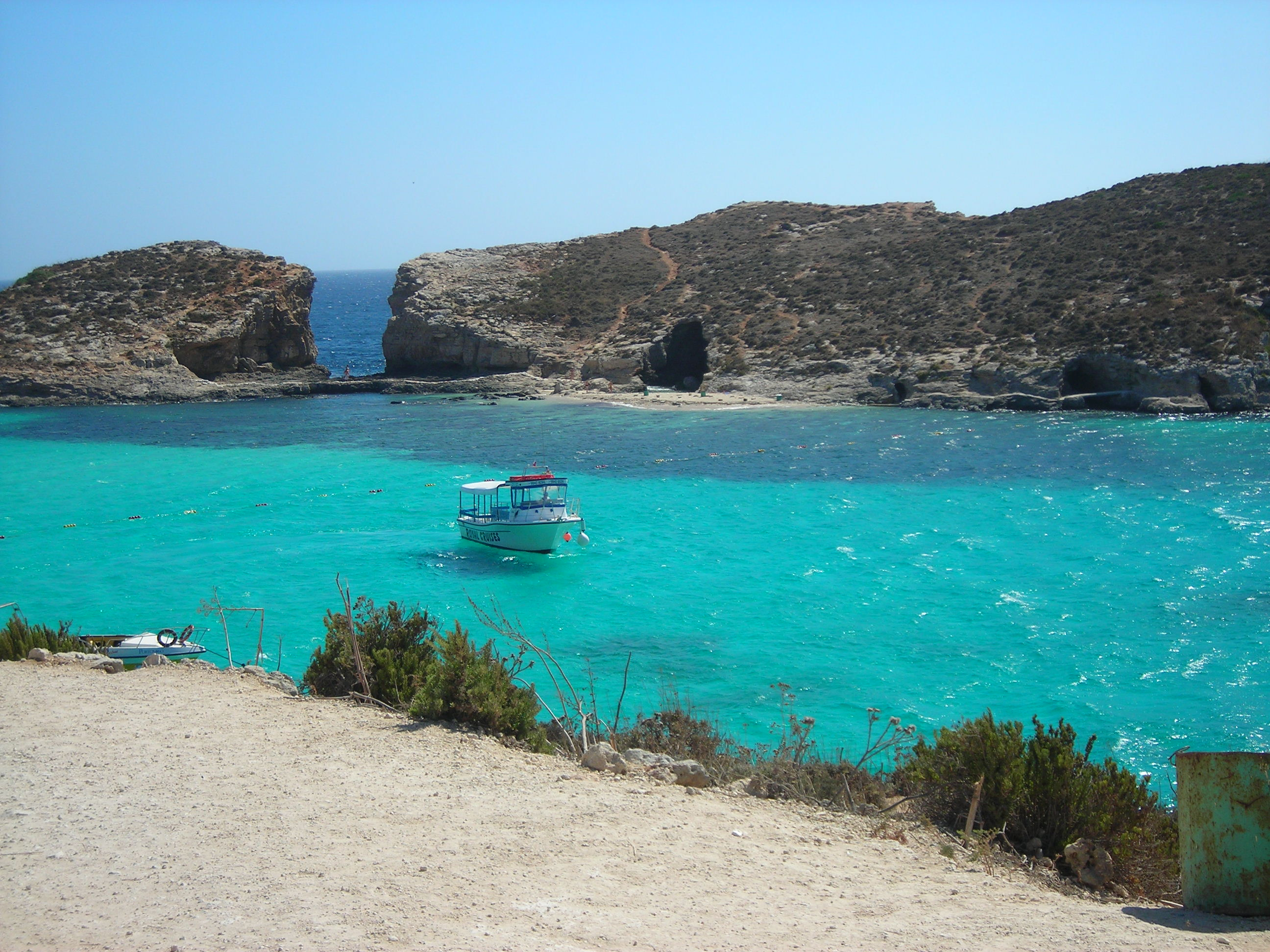
Cominotto y la Laguna Azul

La temperatura media anual es de alrededor de 23 °C (73 °F) durante el día y 15,5 °C (59,9 °F) por la noche. En el mes más frío, enero, la temperatura máxima típica oscila entre 12 y 18 °C durante el día y la mínima de 6 a 12 °C durante la noche. En el mes más cálido - agosto - la temperatura máxima típica oscila entre 28 y 34 °C durante el día y la mínima de 20 a 24 °C por la noche. Entre todas las capitales del continente europeo, La Valetta - la capital de Malta - tiene los inviernos más cálidos, con temperaturas medias de alrededor de 15 a 16 °C (59 a 61 °F) durante el día y 9 a 10 °C (48 a 50 °F) por la noche en el período enero-febrero. En marzo y diciembre las temperaturas medias son de alrededor de 17 °C (63 °F) durante el día y 11 °C (52 °F) por la noche. Las grandes fluctuaciones de temperatura son raras. La nieve es muy rara en la isla, aunque se han registrado varias nevadas en el último siglo, la última registrada en varios lugares de Malta en 2014.
La temperatura media anual del mar es de 20 °C (68 °F), desde 15-16 °C (59-61 °F) en febrero hasta 26 °C (79 °F) en agosto. En los 6 meses, de junio a noviembre, la temperatura media del mar supera los 20 °C (68 °F).
La humedad relativa media anual es alta, con una media del 75%, que oscila entre el 65% en julio (mañana: 78% tarde: 53%) y el 80% en diciembre (mañana: 83% tarde: 73%).
Las horas de duración del sol suman alrededor de 3000 por año, desde un promedio de 5,2 horas de duración del sol por día en diciembre hasta un promedio de más de 12 horas en julio. Esto es aproximadamente el doble que el de las ciudades de la mitad norte de Europa, para comparar: Londres - 1.461; sin embargo, en invierno tiene hasta cuatro veces más sol; para comparación: en diciembre, Londres tiene 37 horas de sol mientras que Malta tiene más de 160.
| Parámetros climáticos promedio de Malta (Aeropuerto Internacional de Malta)                    | Parámetros climáticos promedio de Malta (Aeropuerto Internacional de Malta) | Parámetros climáticos promedio de Malta (Aeropuerto Internacional de Malta) | Parámetros climáticos promedio de Malta (Aeropuerto Internacional de Malta) | Parámetros climáticos promedio de Malta (Aeropuerto Internacional de Malta) | Parámetros climáticos promedio de Malta (Aeropuerto Internacional de Malta) | Parámetros climáticos promedio de Malta (Aeropuerto Internacional de Malta) | Parámetros climáticos promedio de Malta (Aeropuerto Internacional de Malta) | Parámetros climáticos promedio de Malta (Aeropuerto Internacional de Malta) | Parámetros climáticos promedio de Malta (Aeropuerto Internacional de Malta) | Parámetros climáticos promedio de Malta (Aeropuerto Internacional de Malta) | Parámetros climáticos promedio de Malta (Aeropuerto Internacional de Malta) | Parámetros climáticos promedio de Malta (Aeropuerto Internacional de Malta) | Parámetros climáticos promedio de Malta (Aeropuerto Internacional de Malta) |
| Mes                                                                                            | Ene.                                                                        | Feb.                                                                        | Mar.                                                                        | Abr.                                                                        | May.                                                                        | Jun.                                                                        | Jul.                                                                        | Ago.                                                                        | Sep.                                                                        | Oct.                                                                        | Nov.                                                                        | Dic.                                                                        | Anual                                                                       |
| ---------------------------------------------------------------------------------------------- | --------------------------------------------------------------------------- | --------------------------------------------------------------------------- | --------------------------------------------------------------------------- | --------------------------------------------------------------------------- | --------------------------------------------------------------------------- | --------------------------------------------------------------------------- | --------------------------------------------------------------------------- | --------------------------------------------------------------------------- | --------------------------------------------------------------------------- | --------------------------------------------------------------------------- | --------------------------------------------------------------------------- | --------------------------------------------------------------------------- | --------------------------------------------------------------------------- |
| Temp. máx. abs. (°C)                                                                           | 22.2                                                                        | 26.7                                                                        | 33.5                                                                        | 30.7                                                                        | 35.3                                                                        | 40.1                                                                        | 42.7                                                                        | 43.8                                                                        | 37.4                                                                        | 34.5                                                                        | 28.2                                                                        | 24.3                                                                        | 43.8                                                                        |
| Temp. máx. media (°C)                                                                          | 15.2                                                                        | 15.5                                                                        | 16.7                                                                        | 19.1                                                                        | 23.3                                                                        | 27.5                                                                        | 30.7                                                                        | 30.7                                                                        | 28.0                                                                        | 24.2                                                                        | 20.1                                                                        | 16.7                                                                        | 22.3                                                                        |
| Temp. media (°C)                                                                               | 12.2                                                                        | 12.4                                                                        | 13.4                                                                        | 15.4                                                                        | 19.1                                                                        | 23.0                                                                        | 25.9                                                                        | 26.3                                                                        | 24.1                                                                        | 20.7                                                                        | 17.0                                                                        | 13.9                                                                        | 18.6                                                                        |
| Temp. mín. media (°C)                                                                          | 9.2                                                                         | 9.3                                                                         | 10.1                                                                        | 11.9                                                                        | 14.9                                                                        | 18.4                                                                        | 21.0                                                                        | 21.8                                                                        | 20.1                                                                        | 17.1                                                                        | 13.9                                                                        | 11.0                                                                        | 14.9                                                                        |
| Temp. mín. abs. (°C)                                                                           | 1.4                                                                         | 1.7                                                                         | 2.2                                                                         | 4.4                                                                         | 8.0                                                                         | 12.6                                                                        | 15.5                                                                        | 15.9                                                                        | 13.2                                                                        | 8.0                                                                         | 5.0                                                                         | 3.6                                                                         | 1.4                                                                         |
| Precipitación total (mm)                                                                       | 89.0                                                                        | 61.3                                                                        | 40.9                                                                        | 22.5                                                                        | 6.6                                                                         | 3.2                                                                         | 0.4                                                                         | 7.0                                                                         | 40.4                                                                        | 89.7                                                                        | 80.0                                                                        | 112.3                                                                       | 553.3                                                                       |
| Días de precipitaciones (≥ 0.1 mm)                                                             | 13.7                                                                        | 10.9                                                                        | 8.9                                                                         | 6.4                                                                         | 2.8                                                                         | 1.1                                                                         | 0.4                                                                         | 1.0                                                                         | 3.9                                                                         | 10.2                                                                        | 10.6                                                                        | 14.2                                                                        | 84.1                                                                        |
| Horas de sol                                                                                   | 169.0                                                                       | 178.0                                                                       | 227.0                                                                       | 253.0                                                                       | 309.0                                                                       | 336.0                                                                       | 376.7                                                                       | 352.0                                                                       | 270.0                                                                       | 223.0                                                                       | 195.0                                                                       | 161.0                                                                       | 3049.7                                                                      |
| Humedad relativa (%)                                                                           | 79                                                                          | 79                                                                          | 79                                                                          | 77                                                                          | 74                                                                          | 71                                                                          | 69                                                                          | 73                                                                          | 77                                                                          | 78                                                                          | 77                                                                          | 79                                                                          | 76                                                                          |
| Fuente n.º 1: Organización Meteorológica Mundial, NOAA (sol, 1961-1990)                        |                                                                             |                                                                             |                                                                             |                                                                             |                                                                             |                                                                             |                                                                             |                                                                             |                                                                             |                                                                             |                                                                             |                                                                             |                                                                             |
| Fuente n.º 2: Oficina Meteorológica del Aeropuerto Internacional de Malta (extremas 1947-2010) |                                                                             |                                                                             |                                                                             |                                                                             |                                                                             |                                                                             |                                                                             |                                                                             |                                                                             |                                                                             |                                                                             |                                                                             |                                                                             |

### Geología

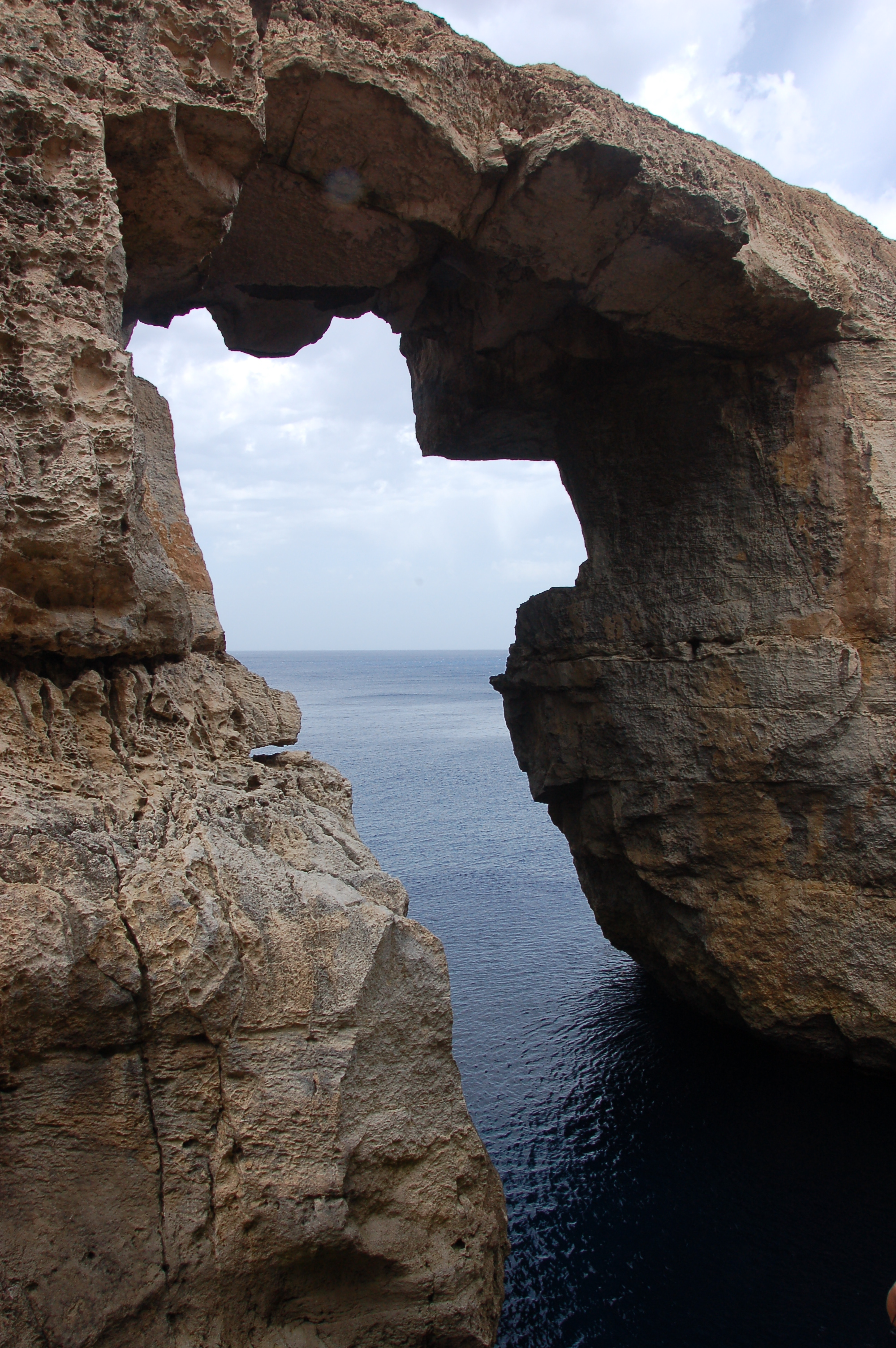
Arco natural al noroeste de la Isla de Gozo

La historia geológica de Malta comenzó a finales del período Terciario, cuando existía un puente de tierra entre el sur de Sicilia y el norte de África, dividiendo el Mediterráneo primitivo en dos cuencas. Después de que el aumento del nivel del mar los inundara, se depositaron sedimentos de caliza de coral y conchas en el lugar del actual archipiélago durante el Paleoceno, hace unos 60 millones de años. En el transcurso de las eras geológicas, siguieron depósitos de caliza globigerina y arcilla azul, y en el Oligoceno, arenisca y otra capa coralina. Finalmente, en el Plioceno, las islas se erigieron lentamente sobre el mar. Durante la Edad de Hielo de Würm, el nivel de agua que se hundía volvió a formar el puente de tierra, pero finalmente se rompió con el fin de la Edad de Hielo hace unos 13.000 años. El archipiélago maltés se encuentran en la zona comprendida entre las placas tectónicas euroasiática y africana, pero durante siglos Malta fue considerada una isla del norte de África.
Tras la aparición del archipiélago, la superficie de la isla principal se inclinó hacia el noreste en el transcurso de varios siglos debido a la base aún inestable, de modo que la costa suroccidental se elevó y se formaron los acantilados con los Acantilados Dingli. Malta está atravesada por varias fallas tectónicas que, aunque son pequeñas en comparación con el resto del mundo, conforman el relieve geológico de las islas. Predominan dos sistemas de fallas: la antigua Gran Falla, que se extiende en muchos tramos individuales a lo largo de cinco kilómetros desde la costa suroccidental hasta el noreste, y la más joven Falla de Magħlaq. Esta va del noroeste al sureste y fue responsable, entre otras cosas, de la formación de la meseta en la pequeña isla de Filfla, frente a la costa de Malta.
Los sedimentos que se encuentran en las islas maltesas son la arcilla azul, la caliza globigerina (divisible en superior, media e inferior) y la arena verde superior, una división de la formación cretácica. La arena verde superior es muy arcillosa y arenosa, rica en clorita, sus capas superiores son calcáreas y pueden convertirse en tiza clorística. En Gozo hay una mezcla de estos diferentes componentes del suelo, mientras que en Malta el límite está más claramente trazado. En el noroeste predomina la caliza coralina y la arena verde, pero en la mayor parte del resto de la isla predomina la caliza globigerina. Este material natural de color beige es el único recurso natural de Malta y se extrae y utiliza intensamente por la población.

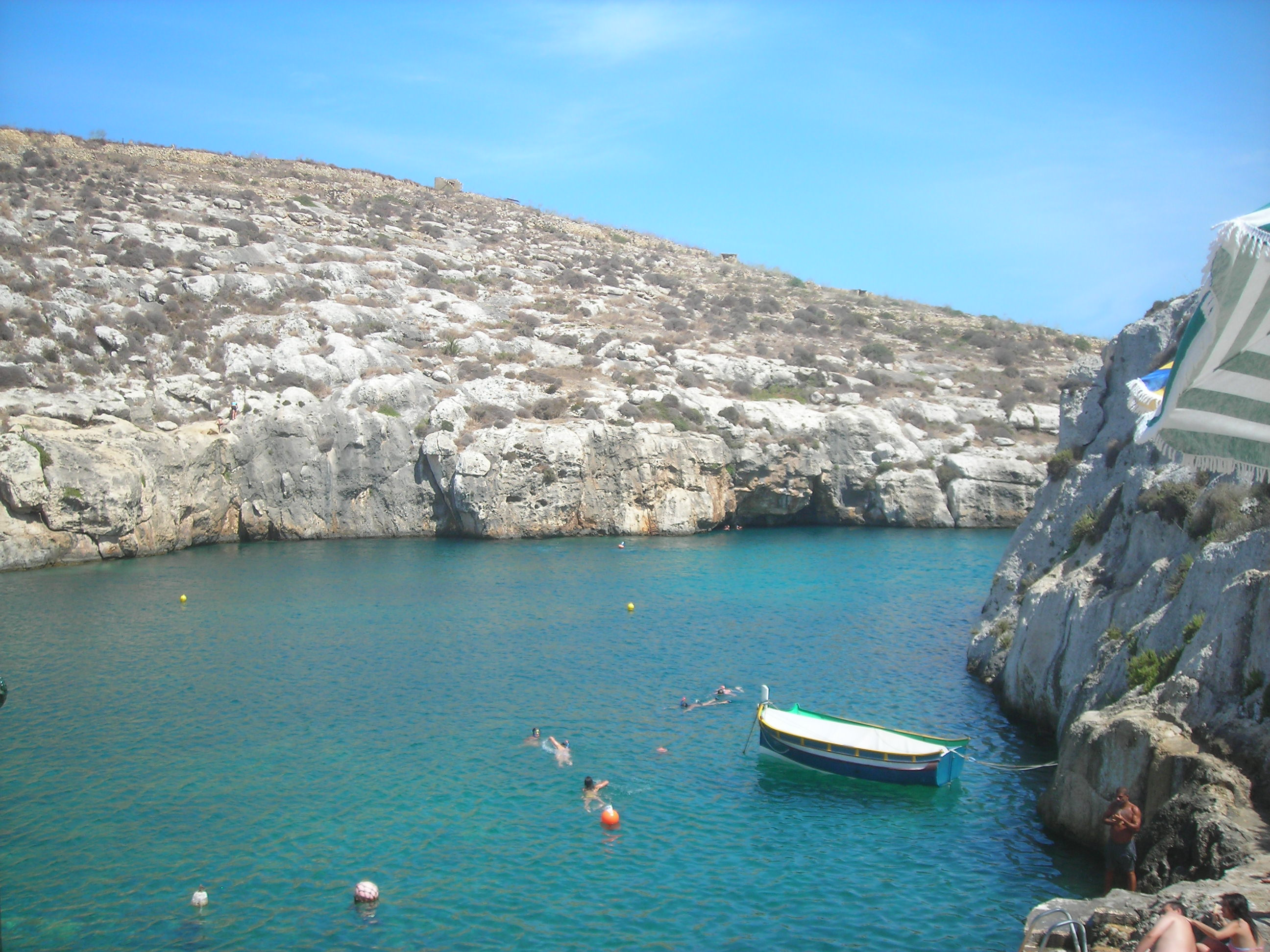
Bahía de San Blas

### Flora
Con cerca de 800 especies de plantas autóctonas, las islas maltesas cuentan con una gran diversidad vegetal para un área de este tamaño. Esto es tanto más notable cuanto que Malta no presenta diferencias significativas de altitud, hay poca diversidad de lugares y ya ha sido fuertemente afectada por la influencia humana a lo largo de miles de años. El espectro de especies es típicamente mediterráneo; la flora de Malta está estrechamente relacionada con la de Sicilia, pero también muestra fuertes influencias norteafricanas.
Ya durante el Neolítico, la gente empezó a talar los bosques de las islas para construir barcos y otros fines, de modo que ahora las islas carecen de bosques. Una excepción es la zona forestal artificial de los Jardines de Buskett, de 900 metros de largo y hasta 200 de ancho, situada a 1,1 kilómetros al este de Dingli y a la misma distancia al sur de Rabat.
Los tipos de vegetación predominantes son el maquis, la garriga y la estepa; los lugares especiales importantes son sobre todo los de las costas planas y escarpadas, pero también las pocas aguas dulces. Las formaciones de sitios perturbados están muy extendidas.
Las especies vegetales más comunes son el algarrobo, el olivo, el tomillo, el lentisco, el brezo multifloral, el Teucrium fruticans y la Euphorbia melitensis. Además, crecen varias plantas de tártago y allium, así como especies de lilas de playa y casi 15 especies de orquídeas. La acedera común (Oxalis pes-caprae) está muy extendida. Las especies endémicas son Cremnophyton lanfrancoi, Darniella melitensis, Euphorbia melitensis, Limonium melitense, Limonium zeraphae, Cheirolophus crassifolius, Jasonia bocconei, Helichrysum melitense, Hyoseris frutescens, Zannichellia melitensis, Allium lojaconoi, Allium melitense y Ophrys melitensis.

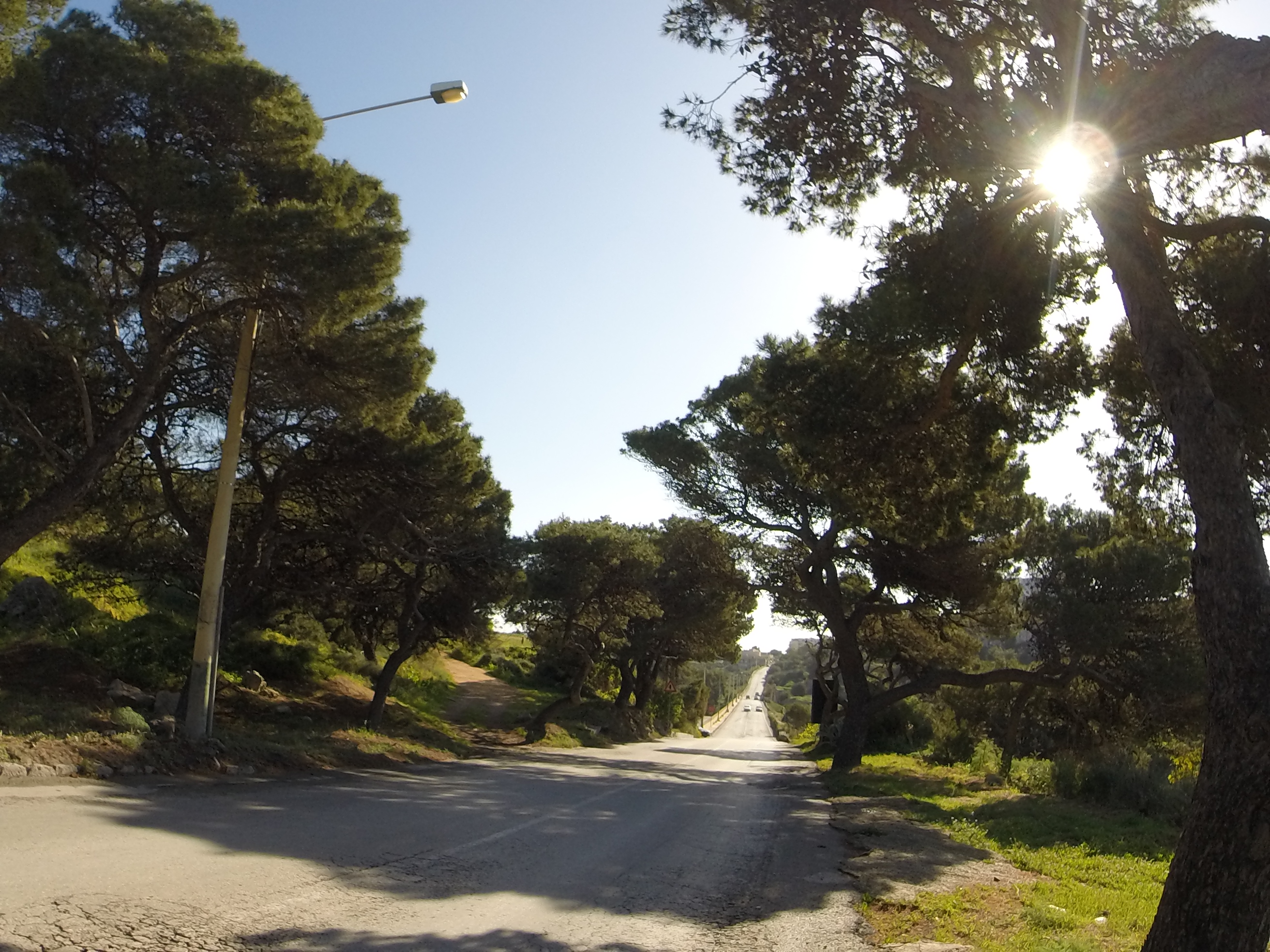
Árboles en Mellieħa

Desde finales del siglo XX, las cuestiones relativas a la conservación de la naturaleza han ido llamando paulatinamente la atención del público maltés, especialmente con la adhesión a la Unión Europea en 2004, cuando se designaron las primeras zonas protegidas en el marco del programa Natura 2000. A pesar de ello, algunas plantas maltesas se consideran en peligro crítico o en peligro de extinción; la UICN incluye tres plantas que sólo se encuentran en Malta entre sus 50 plantas insulares mediterráneas en peligro de extinción, entre las que se encuentran, además de Cremnophyton lanfrancoi y Helichrysum melitense, Cheirolophus crassifolius, que fue proclamada planta nacional del Estado insular en 1971. 
El árbol nacional maltés es el araar, localmente conocido como "sandarac", también se considera muy amenazado. Por otro lado, la esponja maltesa, que tiene principalmente importancia histórica y se encuentra en la Roca del Hongo, está protegida allí, ya que la entrada a la Roca del Hongo sólo está permitida con fines científicos. La acedera de madera, originaria de Sudáfrica e introducida durante el siglo XIX, es una especie invasora problemática. Desde Malta ha conquistado las costas de todo el Mediterráneo y el Atlántico hasta Gran Bretaña. Hasta ahora, el único problema en Malta es el Aster squamatus chileno, que se ha convertido en una de las malas hierbas más comunes en la isla desde la década de 1930. También es importante como neófito invasor el árbol de las maravillas, introducido como planta ornamental, que está desplazando a las especies autóctonas en los pocos humedales de las islas. En las costas frágiles, se extienden el mediodía comestible, el Agave americana y la Opuntia ficus-indica.

### Fauna

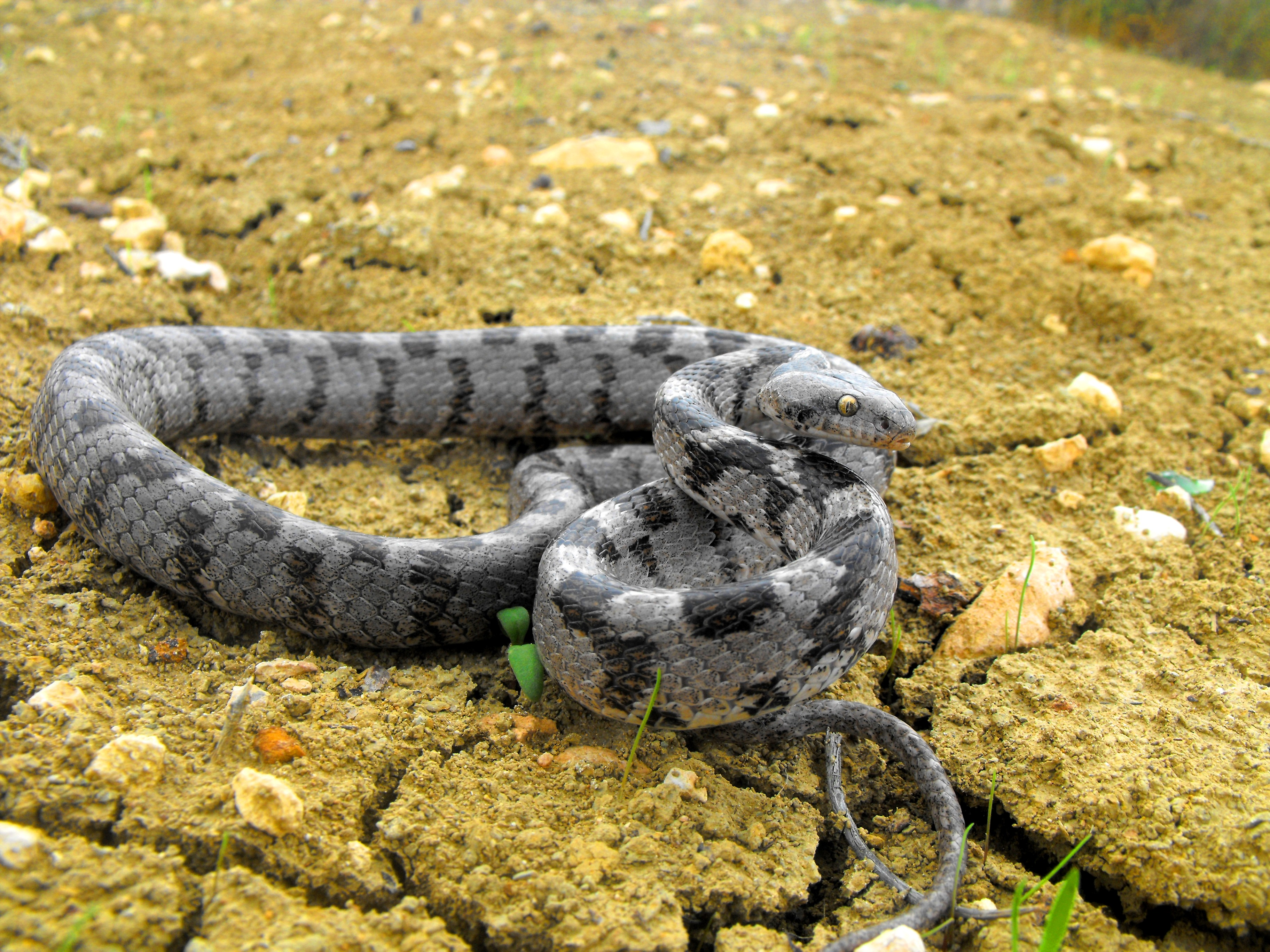
Serpiente gato (Telescopus fallax) en Malta

La Għar Dalam (mt.: Cueva de las Tinieblas) es una cueva kárstica situada en el sureste de la isla de Malta, cerca de la ciudad de Birżebbuġa y a solo unos 500 m de la bahía de San Jorge. Tiene una anchura máxima de 18 m, una altura de hasta 8 m y se adentra unos 145 m en los acantilados de piedra caliza. La capa más baja sin fósiles tiene una edad supuesta de unos 180.000 años, mientras que la capa de hipopótamos de la parte superior pertenece al último período cálido (período cálido eemiano, hace 126.000 a 115.000 años). Representa una brecha ósea compacta. 
Los investigadores encontraron en la capa numerosos huesos de la fauna del Pleistoceno, como el hipopótamo que le dio su nombre, que se presenta en dos variantes de tamaño con el Hippopotamus pentlandi (algo más pequeño que el hipopótamo actual) y el Hippopotamus melitensis (hipopótamo pigmeo muy pequeño). También son importantes los elefantes pigmeos, que también existen en dos especies de diferente tamaño. El Elephas mnaidriensis, por ejemplo, alcanzaba una altura de 1,9-2 m y pesaba alrededor de 2,5 t. En cambio, su pariente Elephas falconeri sólo medía entre 0,9 y 1,1 m de altura y tenía un peso reconstruido de 170 kg. Además, se encontraron restos de otras especies animales como lirones (Leithie cartei), varios murciélagos y una rica avifauna.

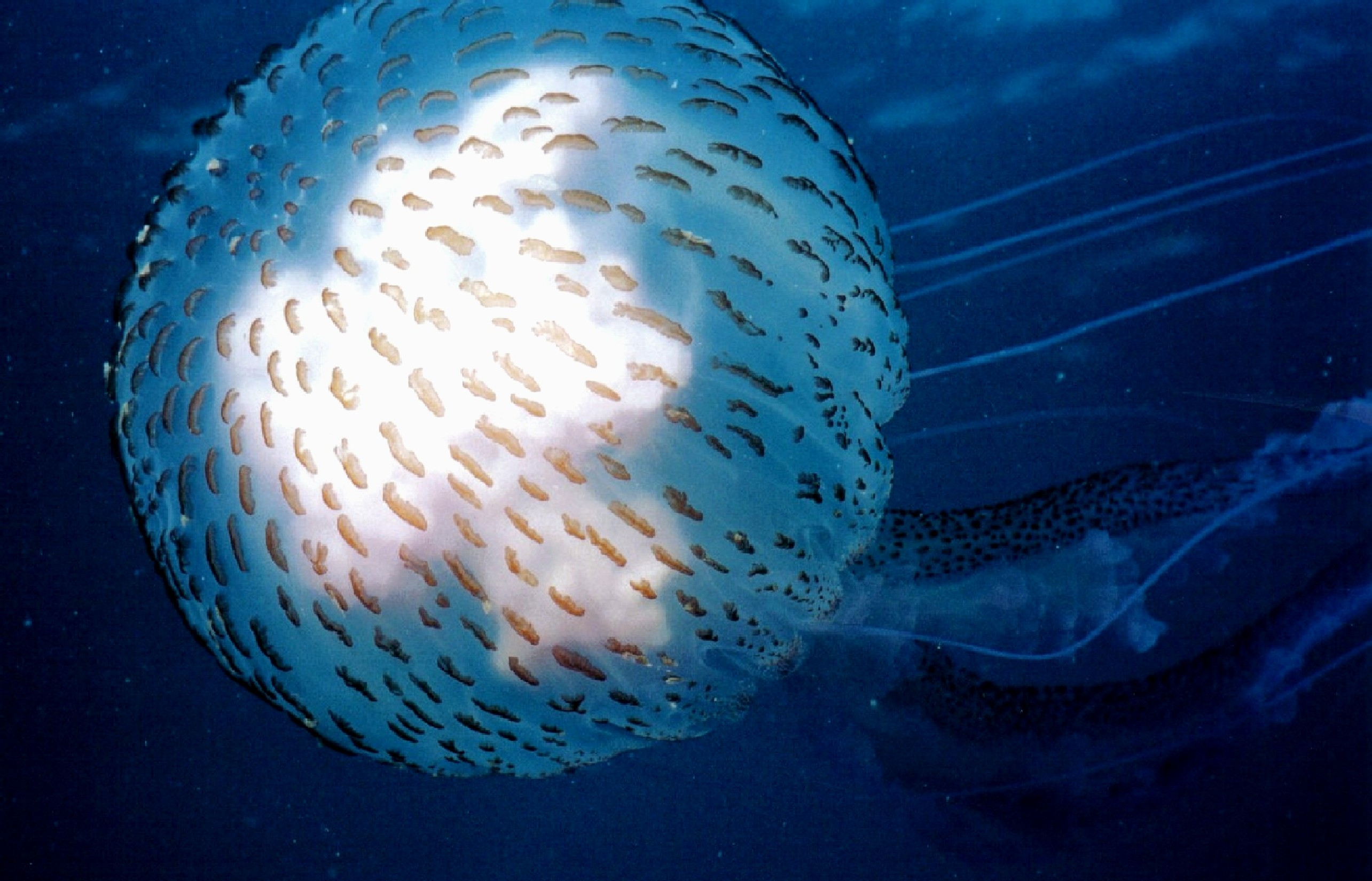
Una medusa luminescente o clavel (Pelagia noctiluca) en las aguas de la isla de Gozo

En general, la fauna actual de Malta se considera relativamente pobre en especies. Entre los animales que viven en las islas se encuentran ratones, ratas, el murciélago de alas largas, conejos, erizos, comadrejas, lagartos, salamanquesas, camaleones y varias poblaciones de serpientes no venenosas, como la serpiente leopardo.
Varias familias de aves son nativas de las islas, como las alondras, los pinzones, las golondrinas y los zorzales. La tórtola, la oropéndola y varias especies de aves rapaces también forman parte de la fauna de Malta. El tordo azul común es el ave nacional del estado insular. En la primavera de 2008, el Gobierno registró 27 zonas protegidas para la fauna y la flora como parte de Natura 2000. Entre estas zonas se encuentran los acantilados de piedra caliza de Rdumijiet ta' Malta, que sirven de lugar de anidación para muchas aves marinas, como la pardela de Levante (Puffinus yelkouan). Al norte de la isla principal se encuentra la Reserva Ornitológica de Għadira. Además, en primavera y otoño, Malta es una de las pocas paradas de las aves migratorias en su camino de Europa a África y viceversa.

#### Especies animales endémicas

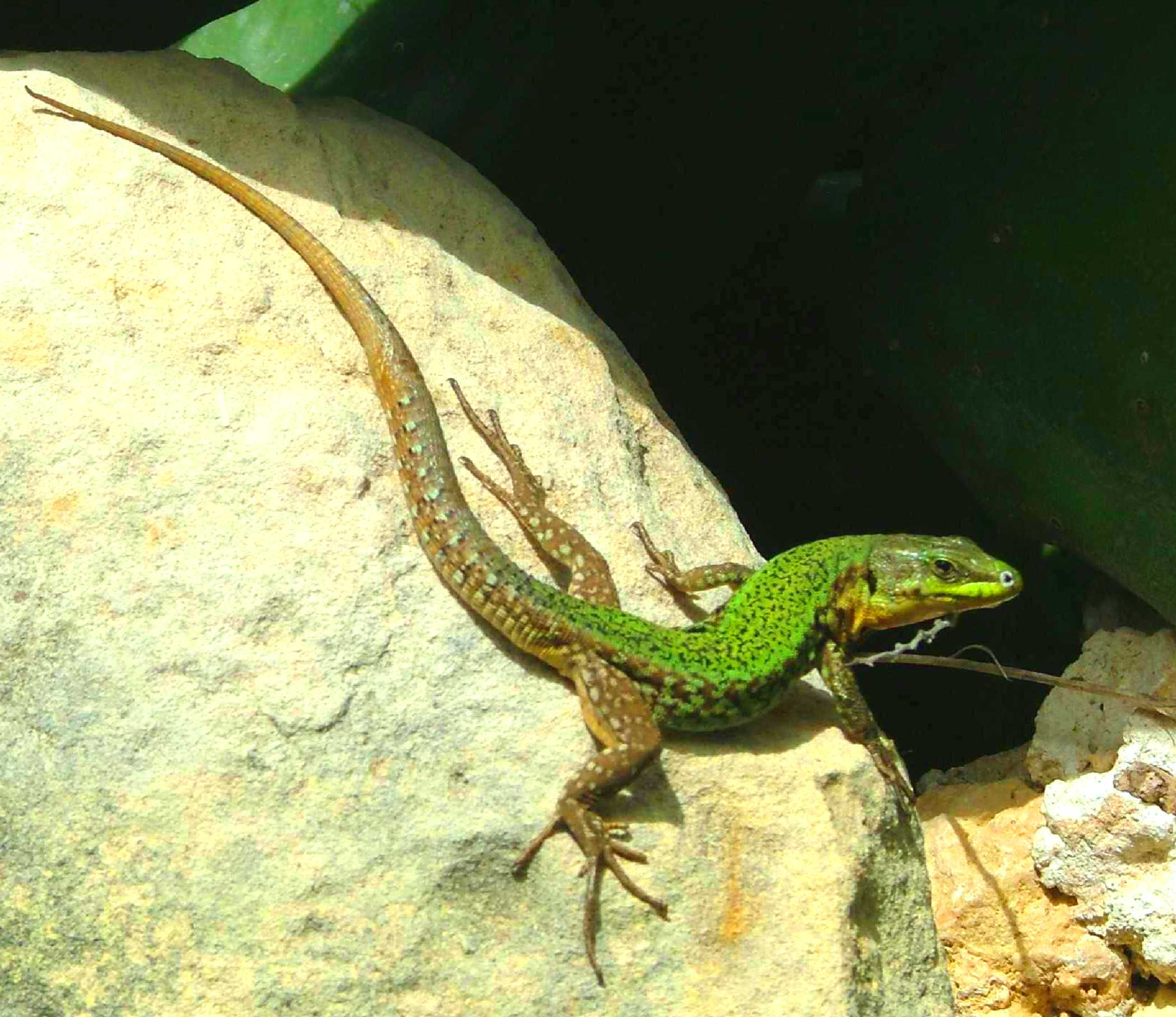
Lagartija maltesa (Podarcis filfolensis) en la Isla de Gozo

- Eukoenenia christianiLagartija maltesa (Podarcis filfolensis) en la Isla de Gozo
- Crocidura sicula[66] ssp. calypso (subespecie de musaraña siciliana)
- Phragmatobia fuliginosa ssp. melitensis (subespecie del oso canelo)
- Papilio machaon ssp. melitensis (subespecie de la cola de golondrina)
- Cangrejo de agua dulce maltés (Potamon fluviatile lanfrancoi)[67]
- Pimelia rugulosa ssp. melitana
- Ogcodes schembrii
- Varias subespecies del lagarto de Malta (Podarcis filfolensis)[68]

### Caza y protección de aves
La caza de aves se considera un deporte popular tradicional en Malta. Con unas 18.000 licencias oficiales de caza, Malta tiene la mayor densidad de cazadores de Europa. Uno de los mayores cotos de caza es el de Marfa Ridge. Hasta su adhesión a la UE en 2004, la normativa maltesa permitía incluso la caza de especies protegidas como la agachadiza, la agachadiza pigmea, el arruí y las aves de presa. Las estimaciones del número total de aves muertas varían entre 200 000 y 1 000 000 al año. La mayoría de los animales se disecan y se venden como trofeos o, si se capturan vivos, también se venden ilegalmente como aves enjauladas. Esta caza de aves era, y sigue siendo, mayoritariamente cosa de hombres y se ha "heredado" a lo largo de generaciones.
Desde 2004, Malta está sujeta a normativas europeas como la Directiva de Aves y la Directiva de Hábitats. Sin embargo, el gobierno maltés pudo negociar un compromiso transitorio. La caza de primavera se limitó a las tórtolas y las codornices y se permitió la captura de siete especies de pinzones hasta 2008 para establecer un sistema de cría. Para supervisar la aplicación de este compromiso, se creó la Policía Judicial, compuesta por 23 personas, que también se encarga de controlar la prostitución y el juego. 

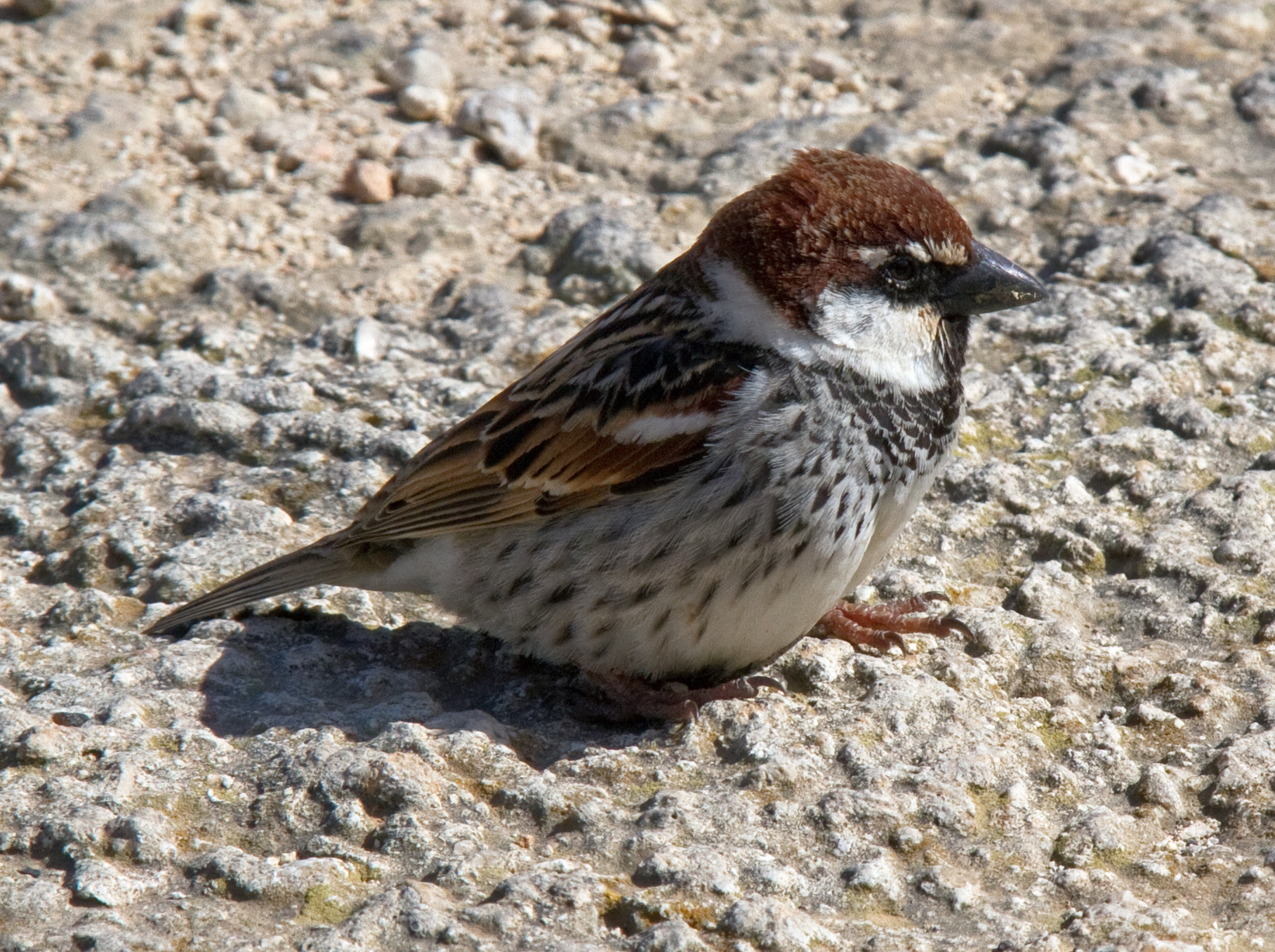
Un gorrión moruno (Passer hispaniolensis) en Malta

Desde 2004, NABU y BirdLife Malta vienen reclamando el fin de la caza de aves migratorias en la isla mediterránea. En otoño de 2007, los conservacionistas de aves registraron no sólo la migración de las aves, sino también la caza extensiva en el sur de la isla. Se documentaron un total de 209 infracciones y se denunciaron a la policía local. La mayoría de los casos se referían a la caza ilegal de aves de presa. Entre ellas, el halcón abejero, especialmente raro en Europa Central, ocupaba el primer lugar. El 31 de enero de 2008, la Comisión Europea inició un procedimiento judicial contra Malta ante el Tribunal de Justicia de las Comunidades Europeas, centrado en poner fin a la caza primaveral, especialmente perjudicial, de codornices y tórtolas.
A pesar de todas las protestas y procedimientos, en 2012 el gobierno volvió a conceder una excepción para disparar a miles de aves migratorias en peligro de extinción en toda Europa.
Tras los avances iniciales para frenar la caza de aves en 2014, el gobierno maltés volvió a permitir la caza de siete especies de pinzones, chorlitos dorados y zorzales cantores con enormes redes plegables en otoño de 2014. El Comité contra la Matanza de Aves informó ampliamente sobre este asunto y documenta con precisión este delito contra la legislación comunitaria aplicable.

## Economía

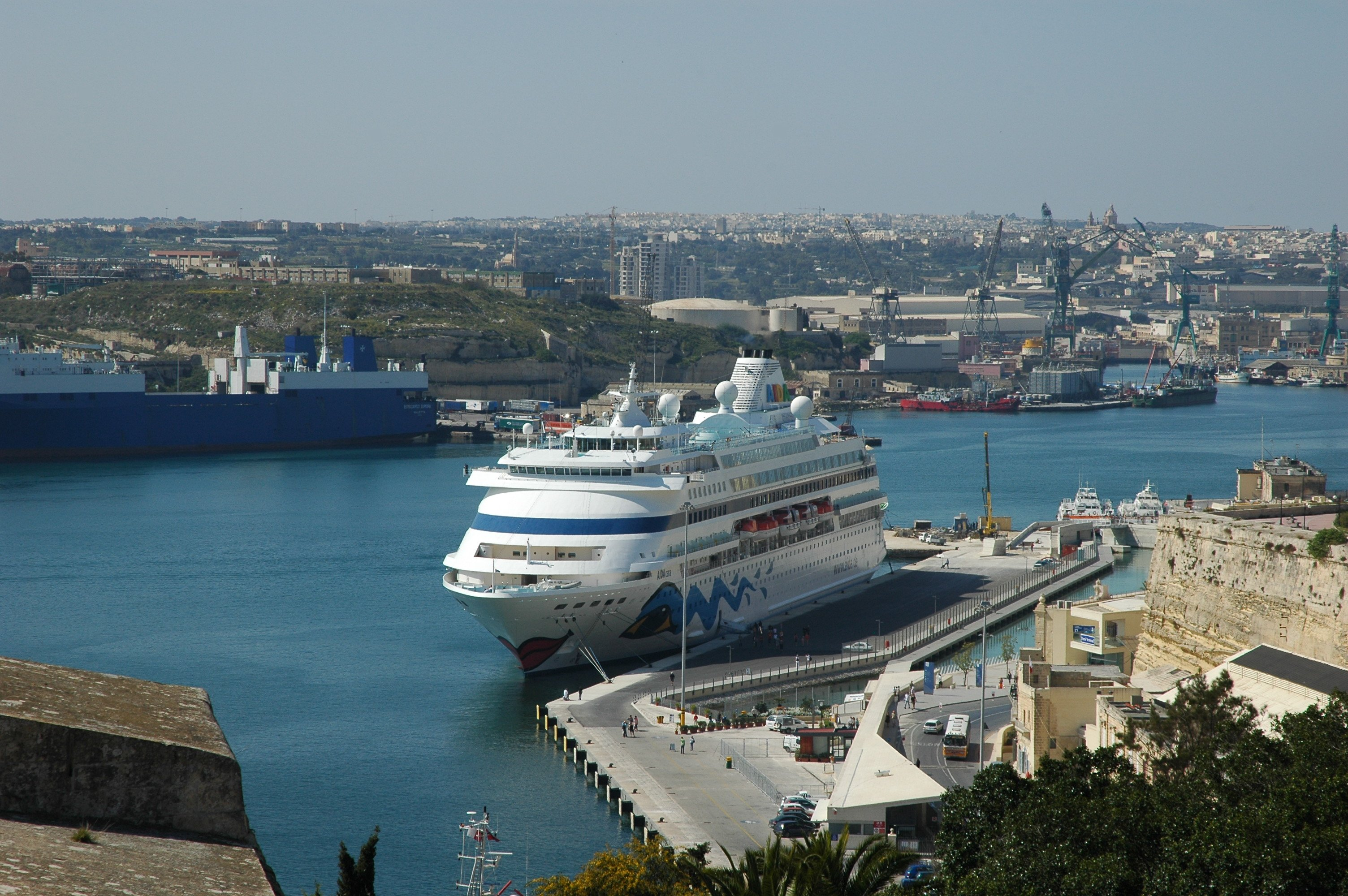
Zona marítima industrial de La Valeta

Los mayores recursos de este micro-Estado insular son la piedra caliza, su estratégica ubicación geográfica y sus reducidas dimensiones.
Malta solo produce el 20 % de los alimentos que consume, tiene suministro limitado de agua dulce y no posee fuentes de energía propias. La economía depende del comercio exterior (sirviendo como puerto de transbordo para los buques), de las manufacturas (especialmente electrónicas y textiles) y en gran medida del turismo.
La producción cinematográfica es un factor de crecimiento de la economía maltesa, al rodarse anualmente varias películas extranjeras de gran presupuesto. El país ha aumentado las exportaciones de muchos otros tipos de servicios como la banca y las finanzas.
Malta y Túnez están discutiendo la explotación comercial de la plataforma continental entre ambos países, particularmente los recursos petrolíferos.
Para la entrada en la Unión Europea se privatizaron algunas empresas que se encontraban bajo el control del estado y se liberalizaron los mercados. El 1 de enero de 2008 se incorporó, junto a Chipre, a la zona euro.
Los dos mayores bancos comerciales son: el Banco de Valetta y el HSBC Bank Malta.
El Banco Central de Malta tiene dos áreas claves: la formulación y ejecución de la política monetaria y la promoción de un sistema financiero sólido y eficiente.
FinanceMalta es la organización gubernamental encargada de la comercialización y la educación de los hombres de negocios en llegar a Malta y dirige seminarios y eventos en todo el mundo destacando la fuerza emergente de Malta como una jurisdicción para la banca, las finanzas y los seguros

### Industria

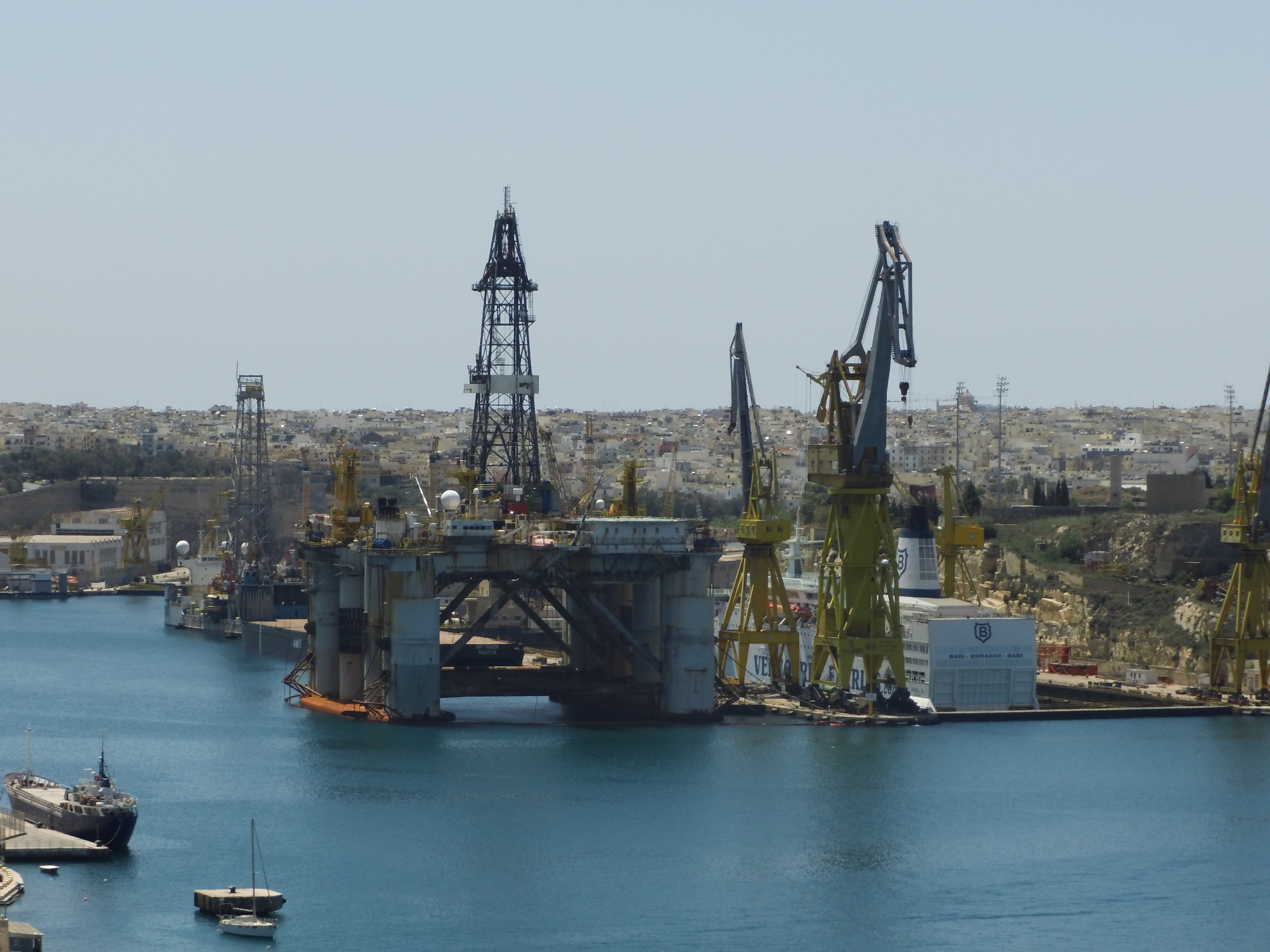
Fabricación de Barcos en el Astillero Palumbo en Malta

La industria de Malta representa el 23 % del producto interior bruto. Según el Informe del Condado de Malta, las industrias objetivo en Malta son los sectores financiero, marítimo, de aviación, cinematográfico, turístico, manufacturero, educativo y de tecnología médica. Los puntos fuertes de la fabricación son los productos farmacéuticos/químicos, la tecnología médica, la ingeniería de precisión, la ingeniería eléctrica, la alimentación y la impresión. La ingeniería eléctrica es, con mucho, la más importante.
La industria manufacturera de Malta es modesta, con la excepción de algunas grandes empresas manufactureras como Playmobil y ST Microelectronics. El 15 % de la población activa trabaja en la industria. La empresa alemana Playmobil lleva en la isla desde 1970 y es uno de los principales inversores en la industria manufacturera. El fabricante de juguetes invierte regularmente en nueva maquinaria y equipos para mantener la producción al alto nivel técnico de la isla. Básicamente, la industria manufacturera se compone de unas pocas plantas de producción pequeñas que producen principalmente componentes para maquinaria y equipos para la exportación. Uno de los pocos productos con la marca de origen Made in Malta son las figuras de Playmobil, que sólo se fabrican en Malta y se envían a las demás fábricas de Playmobil en Europa, incluida la sede central en Alemania, para completar los respectivos juegos. Casi el 100 % de la demanda nacional de bienes en Malta tiene que satisfacerse con importaciones.
La fabricación de ingeniería eléctrica es una de las industrias más importantes de Malta. El fabricante ST Microelectronics tiene una posición de monopolio en la isla. Es el empleador privado más importante y representa una gran parte de las exportaciones maltesas. Por ello, Malta cuenta con una infraestructura de información y comunicaciones muy desarrollada que, según el Network Readiness Index 2015, ocupa el puesto 29 de un total de 143 países encuestados. Alemania ocupa el puesto 13, mientras que países como España e Italia se sitúan detrás de Malta, en los puestos 34 y 55 respectivamente. El Índice de Preparación para la Red (NRI) proporciona una buena visión del desarrollo de los países en el sector de las TIC, que producen alrededor del 98 % del PIB mundial. Se revelan los puntos fuertes y débiles del sector de las TIC. 
Un nuevo proyecto de desarrollo es la Ciudad Inteligente, cerca de Kalkara, que se convertirá en el principal centro informático de Europa. Se espera que este proyecto financiado por Dubái mejore aún más el atractivo de Malta como emplazamiento industrial y le dé un nuevo impulso. Debido al avanzado entorno de las TIC, las tecnologías de la información y la comunicación, los medios digitales, las artes y la artesanía, los juegos en línea, así como la producción cinematográfica, se encuentran entre los sectores en crecimiento en Malta. Los altos estándares de las TIC y el tamaño geográfico son adoptados por Vodafone probando nuevos sistemas o software en Malta antes de integrarlos en Europa. Vodafone se aprovecha de la teoría del estado pequeño, ya que Malta se considera una isla microestado por su pequeño tamaño y población, y es un mercado de prueba ideal.

### Gestión fiscal y financiera

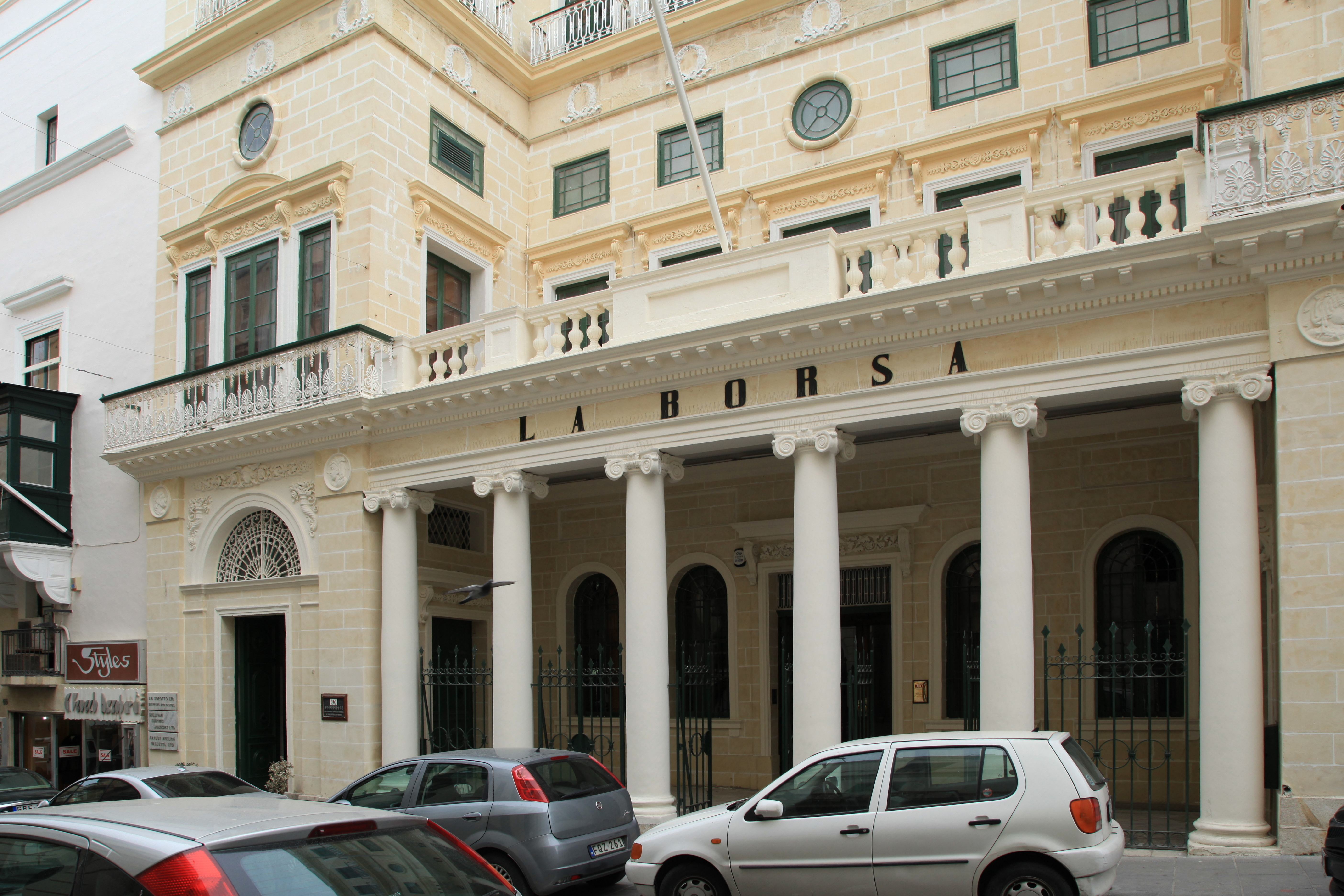
La Borsa, edificio que alberga la Cámara de Comercio, Empresa e Industria de Malta

El producto interior bruto (PIB) de Malta se situó en 9.800 millones de dólares en 2015 y ha registrado un aumento constante del 3,5 % al 5,4 % anual durante la última década. El PIB se distribuye de forma desigual entre los distintos sectores de la economía. El sector primario representa el 1,4 % de la producción anual, el sector secundario el 15,5 % y la mayor parte la genera el sector terciario, a través de los servicios. Esta cuota es del 83,1 %. Los servicios con mayor demanda se encuentran en el sector financiero.
En comparación con las grandes naciones industriales europeas, Malta comercia menos con bienes materiales y más con servicios financieros. Un factor central para el éxito del sector financiero maltés son las considerables ventajas fiscales que conlleva la deslocalización. En comparación con dos naciones europeas económicamente fuertes, Alemania y el Reino Unido, las ventajas fiscales de Malta parecen inicialmente pequeñas. El tipo del impuesto de sociedades para las empresas registradas en Malta es del 35 %, frente al 15 % de Alemania y el 21 % del Reino Unido. 
Los tipos impositivos máximos de Malta son también del 35 %, pero los de Alemania y el Reino Unido rondan el 47 %, lo que inicialmente parece incoherente con la clasificación de Malta como paraíso fiscal. Mediante la llamada regla 6/7, se puede devolver una gran parte de los impuestos pagados. A través de procedimientos especiales, los beneficios se reparten entre los accionistas en forma de dividendos o primas y, posteriormente, el gobierno maltés devuelve los impuestos pagados a la empresa. Esto reduce el tipo impositivo efectivo de las empresas al 5 %.
Queda por mencionar que hay otras formas de reducir el pago de impuestos, en algunos casos efectivamente no se paga ningún impuesto y el tipo impositivo es, por tanto, del cero por ciento. Entre los métodos más populares se encuentran los llamados reembolsos del 6/7, 2/3, 5/7 y 100 %.

### Turismo

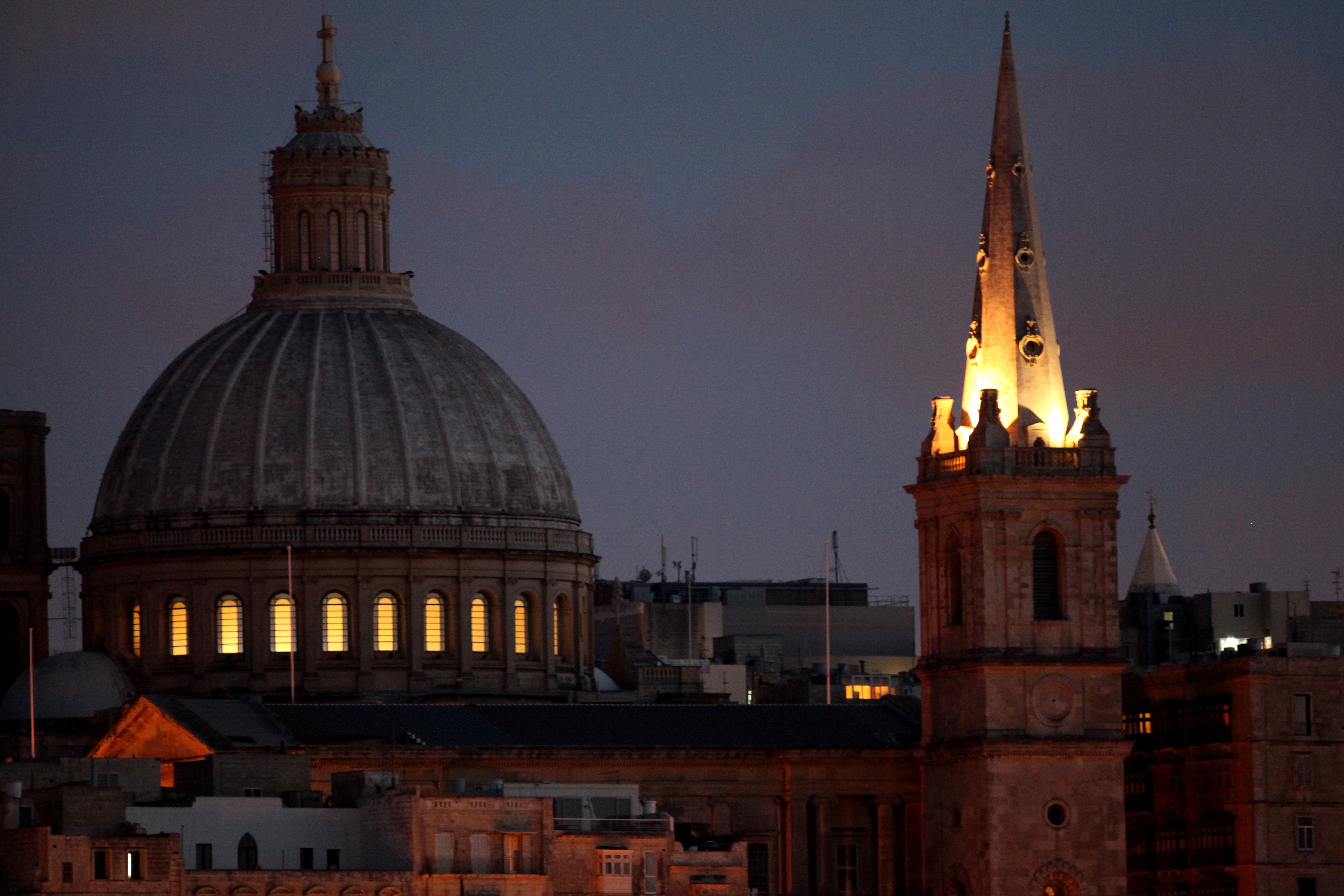
La Valeta, patrimonio de la Humanidad atrae miles de turistas todos los años

Malta es un componente importante del turismo internacional y uno de los principales destinos de los turistas europeos en el Mediterráneo en verano. El turismo es una rama crucial para la economía de Malta. De abril a octubre es la temporada alta en Malta, siendo agosto el mes de mayor afluencia de visitantes. La alta tasa de ocupación se debe a que la política turística de Malta crea alternativas a la oferta turística existente en el Mediterráneo. Además de los veraneantes del mar, acuden a la isla muchos turistas culturales y de ciudad, lo que hace que Malta tenga una estacionalidad más débil que otras islas del Mediterráneo. 
De noviembre a febrero, el número de visitantes nunca baja de 40.000 al mes, por lo que muchos hoteles permanecen en funcionamiento todo el año. En temporada alta, la mayoría de los visitantes son veraneantes de playa y mar, mientras que en los meses de invierno entran en juego formas de turismo no relacionadas con el clima, como el cultural y el educativo. Una rama importante es la de los viajes lingüísticos, en los que se ofrecen principalmente cursos de inglés e italiano. Malta tiene capacidad para unos 60.000 estudiantes de idiomas. Los paquetes vacacionales a Malta suelen ser más caros que las vacaciones comparables a España o Grecia, por lo que no hay muchos turistas de bajos ingresos en Malta.
En 2014, Malta registró 149 establecimientos turísticos con un total de 40.222 camas. El gobierno gasta aproximadamente el 11,4% de su presupuesto total en el sector turístico cada año. En 2015, el número de visitantes aumentó un 6% interanual hasta un total de 1,79 millones. El número de turistas de crucero aumentó un 27,3%, hasta los 600.156 visitantes, siendo los alemanes el grupo más numeroso de turistas de crucero, con 124.285 visitantes. Por detrás del Reino Unido e Italia, el mayor número de turistas que llegan a Malta cada año procede de Alemania, con un total de 142.010 veraneantes alemanes registrados en Malta en 2015.

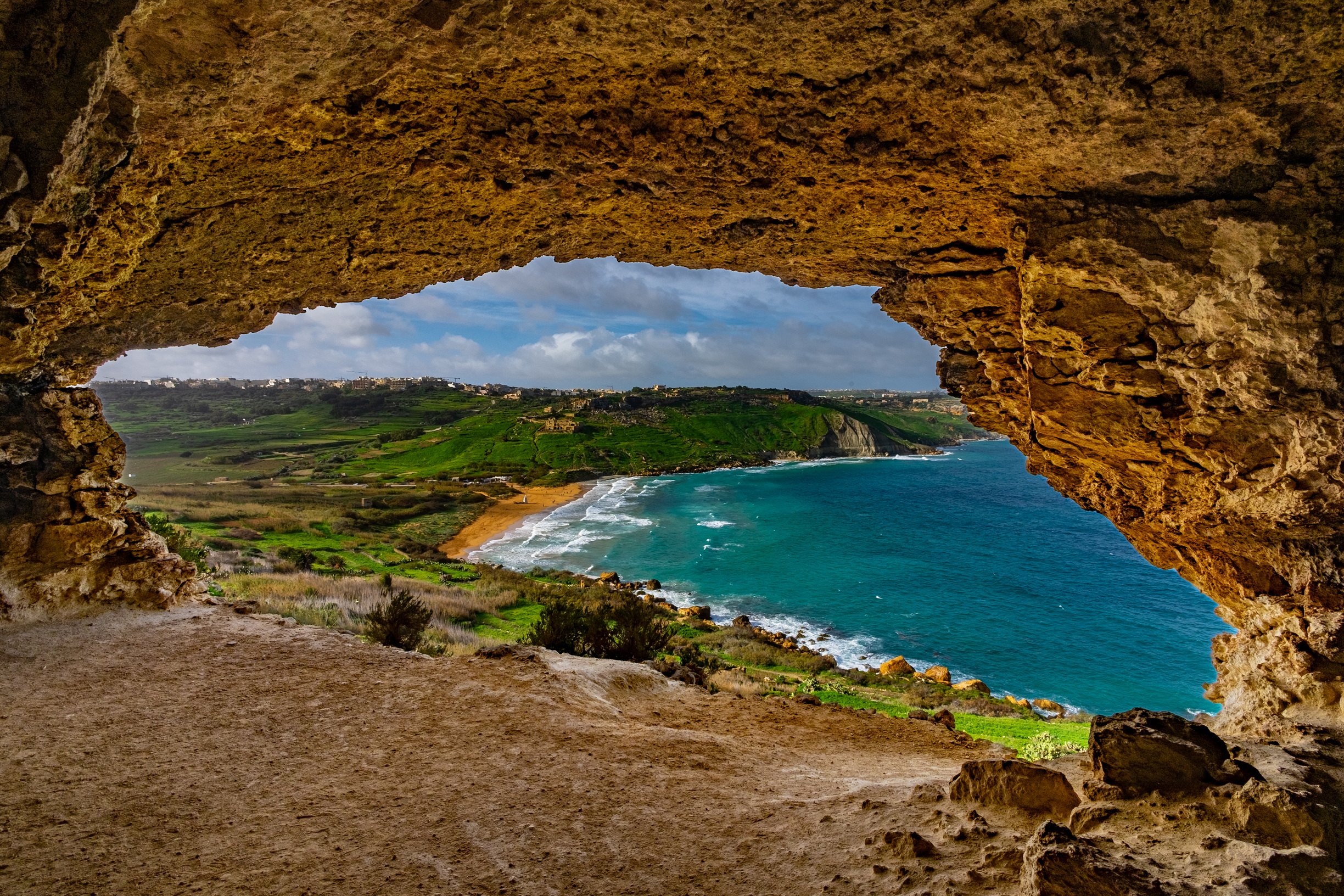
Playa de la bahía de Ramla, Isla de Gozo

A unos siete kilómetros al sur de La Valeta se encuentra el aeropuerto internacional de Luqa. Debido a su céntrica ubicación, se puede llegar al aeropuerto desde cualquier punto de Malta en 30-40 minutos. Los centros turísticos se encuentran principalmente en el noroeste y sureste de la isla principal. El suroeste y el extremo meridional, en cambio, no son especialmente atractivos para los turistas debido a las costas escarpadas. Hay algunas excepciones, como las playas de arena de la bahía Golden Bay o la bahía Għajn Tuffieħa. Algunas de las atracciones turísticas más populares son la Gruta Azul, los Acantilados de Dingli, el casco antiguo de La Valeta, la ciudad amurallada de Mdina y pequeños pueblos costeros como Marsaxlokk.
Las islas menores de Gozo y Comino son mayoritariamente de paso y, por tanto, sólo cuentan con instalaciones turísticas aisladas. En Comino sólo hay un hotel de gama media. También en Gozo hay sólo unos pocos complejos hoteleros, restaurantes o pubs de menor tamaño. Aquí, los pocos establecimientos están repartidos por toda la isla. Gozo es sinónimo de la tradicional Malta rural y por ello, y debido a la alta calidad de vida, está siendo desarrollada por los habitantes y el gobierno principalmente como destino de turismo suave.

### Agricultura y pesca

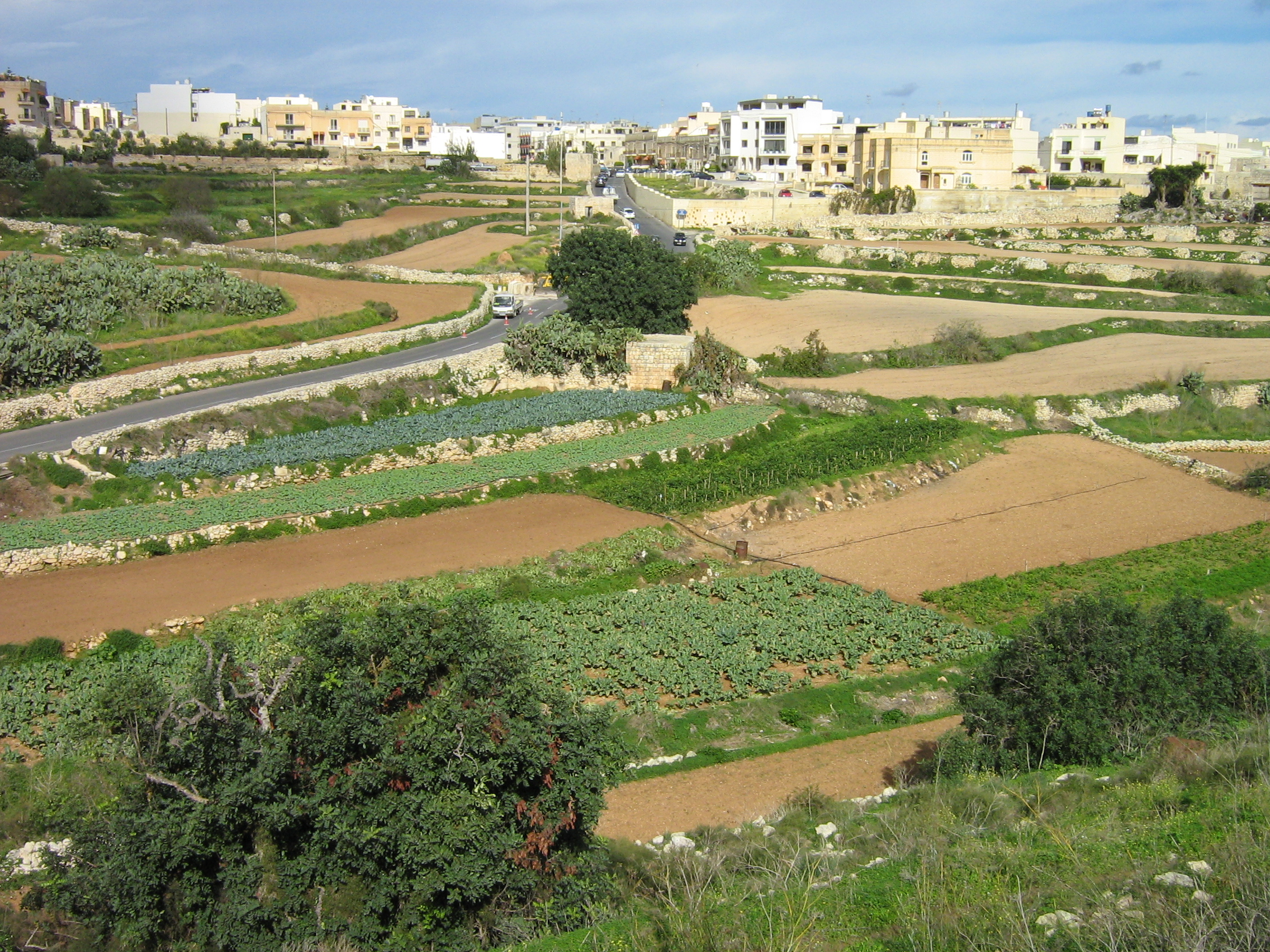
Campo agrícola en Malta

La agricultura es un sector importante de la economía maltesa, a pesar de su escasa importancia. La agricultura representó el 1,92 % del producto interior bruto de Malta en 2010. En 2003, el porcentaje seguía siendo del 2,89 %. En 2010, alrededor de 18.500 personas estaban empleadas en la agricultura, lo que corresponde a un porcentaje del 10,6 % del total de personas empleadas en Malta. De ellas, alrededor de 1.300 están empleadas como trabajadores a tiempo completo. El sector agrícola es el más importante de Malta.
Debido a las escasas precipitaciones, la mayoría de las tierras agrícolas sólo se cultivan durante los meses de lluvia en invierno. Un 5 % de las tierras se riegan artificialmente, pero casi exclusivamente con agua de lluvia recogida. Los cultivos incluyen diversas hortalizas y frutas como tomates, papas, aceitunas, melocotones y fresas. Las variedades de uva autóctonas son Girgentina y Ġellewża.
El 51,2 % de la superficie total de Malta se destina a la agricultura, lo que corresponde a una superficie de unos 160 km² (el tamaño aproximado de Liechtenstein) La agricultura es especialmente intensiva en Gozo, ya que en la isla hay recursos hídricos subterráneos que pueden utilizarse para el riego. Mientras que la agricultura desempeña un papel menor en el conjunto de Malta, tiene mayor importancia en Gozo.

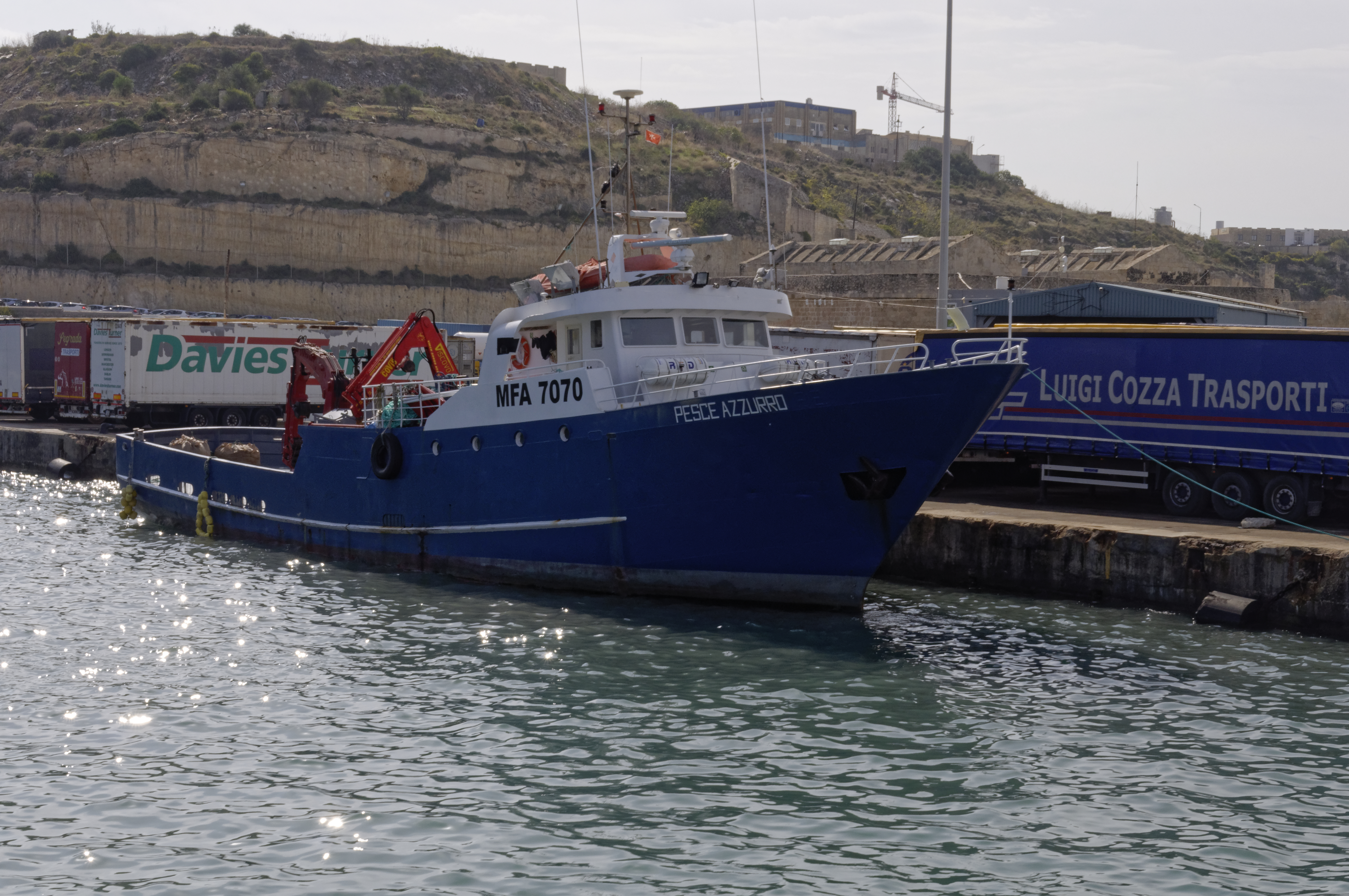
Buque pesquero en Malta

En 2010, había 12.530 explotaciones en Malta, lo que supone un aumento del 14 % desde 2003. El aumento de las explotaciones se debe a dos factores. En primer lugar, se ha llevado a cabo una actualización sistemática de los registros en los que se han auditado todas las explotaciones maltesas y, en segundo lugar, las tierras se reparten en herencia. En cuanto al tamaño medio de las explotaciones, el crecimiento negativo ha sido mínimo. El tamaño medio es de 0,9 ha. Cabe destacar que en casi todos los demás Estados miembros de la UE se observa una tendencia opuesta. El 89 % de las explotaciones tienen tierras de cultivo de menos de dos hectáreas. Esta tendencia también contrasta con la de otros Estados miembros de la UE.
Los cerdos, el ganado vacuno y las aves de corral son los principales animales de Malta. En conjunto, representan el 92 % del ganado. En el periodo comprendido entre 2003 y 2010, la cabaña ganadera se redujo en un 12,3 %, y el número de explotaciones ganaderas también disminuyó.
La pesca en Malta es una tradición antigua, pero tiene poca importancia, ya que los recursos pesqueros no son especialmente abundantes. La razón es la falta de ríos, que normalmente abastecerían a las costas de importantes nutrientes, como el plancton.

### Materias primas
El archipiélago maltés tiene pocos recursos naturales en comparación con otros países. En las aguas territoriales de Malta hay algunos yacimientos de gas natural y petróleo, pero sólo se explota una pequeña parte. En la década de 2010 se desarrolló una extracción más eficaz y con mayor potencial.

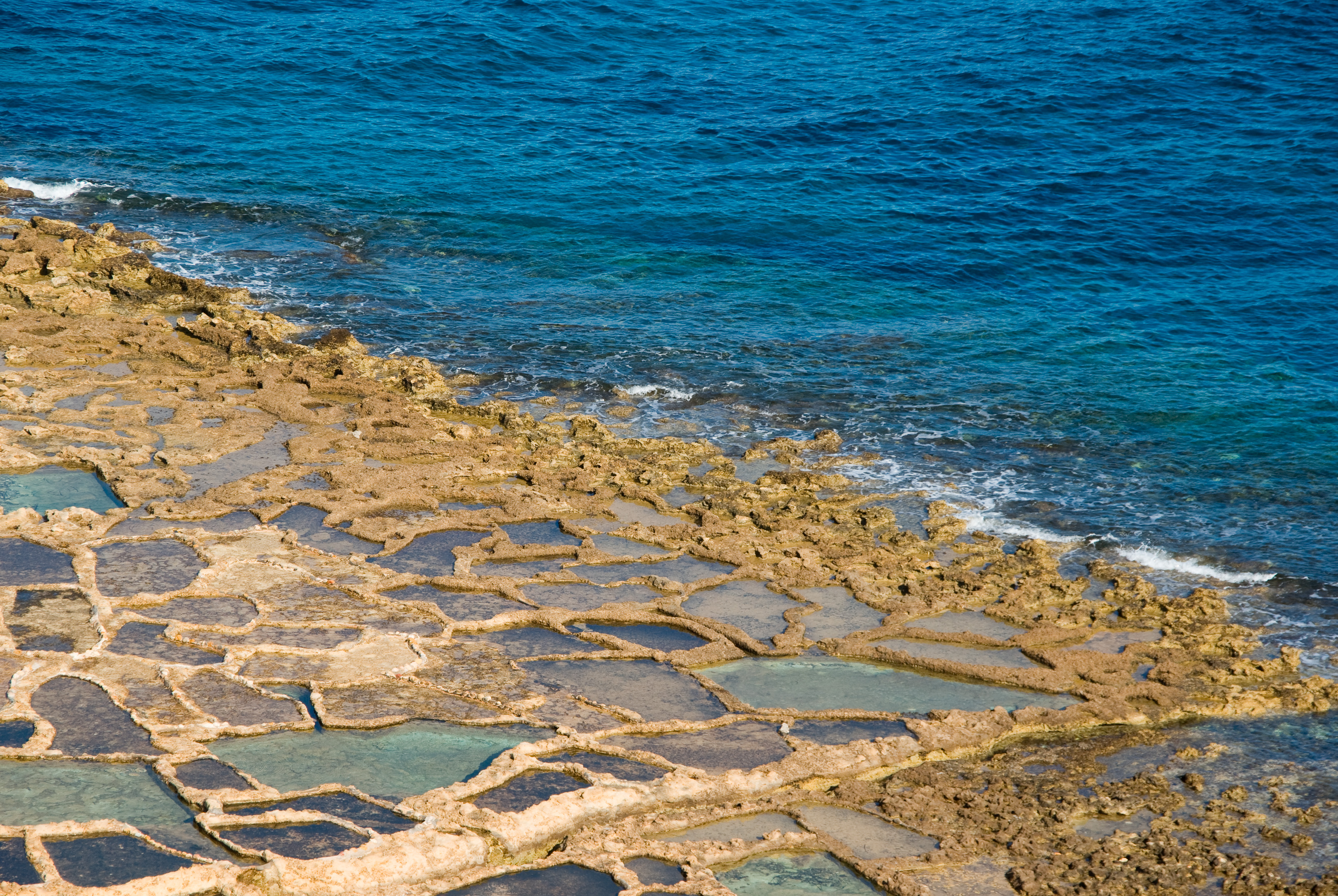
Salinas en Malta

Otras materias primas destacadas en Malta son la caliza globigerina. Es una de las pocas materias primas naturales del Estado insular y se extrae principalmente en la isla de Gozo. La arena-cal en Malta es de gran importancia para la industria de la construcción, ya que es el principal material de construcción en las dos islas. Así, como en años anteriores, se construyeron con este material edificios comerciales, residenciales o iglesias, y también se utilizó para la colocación de pavimentos. Otras materias primas naturales que se encuentran en Malta son los sedimentos, principalmente la arcilla azul y la arena verde superior.
Como el ser humano ya empezó a deforestar Malta en el Neolítico, apenas hay bosques en la isla y, por tanto, no hay madera. Por este motivo, se han creado zonas forestales artificiales, pero se utilizan esencialmente como zonas de recreo.
Otra materia prima bastante minoritaria de Malta es la sal marina, producida tradicionalmente en salinas. En la isla de Gozo, los turistas pueden visitar esta producción y comprar sal marina. En la bahía de Qawra hay extensas salinas y un parque nacional de Salinas.

## Demografía

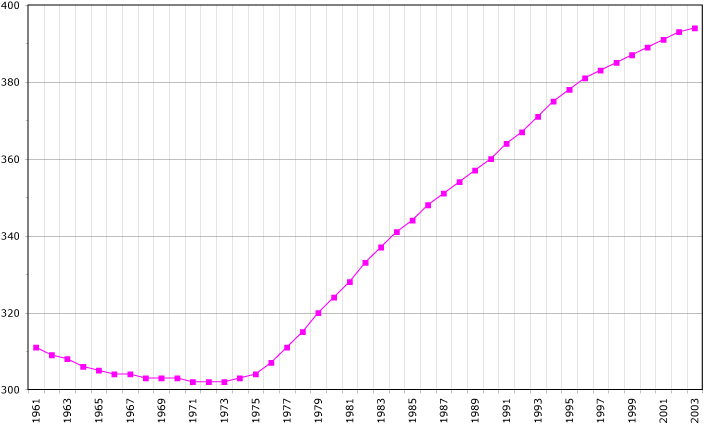
Evolución demográfica de Malta

En 2010, Malta tenía oficialmente una población censada de 420 000 habitantes, de los cuales 10 000 vivían en La Valeta (la capital tiene una conurbación que supera los 100 000 habitantes), 20 350 en Birkirkara (38 000 en la conurbación), 20 300 en Qormi, y 13 500 en Sliema. Para 2022, la población del país había ascendido a los 520.971 habitantes. Malta posee la más alta densidad de población entre los países de la Unión Europea, unos 1628 hab./km², debido a su pequeño tamaño.
Sin embargo, el crecimiento de la población es cada vez menor, debido a la baja tasa de natalidad existente en el país insular, siendo del 8,5% para el año 2021, descendiendo cada año. Uno de los factores que está manteniendo en alza el crecimiento poblacional son los inmigrantes. Según la ONU, en 2019, el 16,51 % de la población era inmigrante, siendo las principal nacionalidades la de Italia y Reino Unido, seguidas de otras como la filipina o la serbia.

### Religión
- 82,5 % católicos
- 3,6 % musulmanes
- 1,6 % judíos
- 1 % otras confesiones cristianas
- 1% helenistas

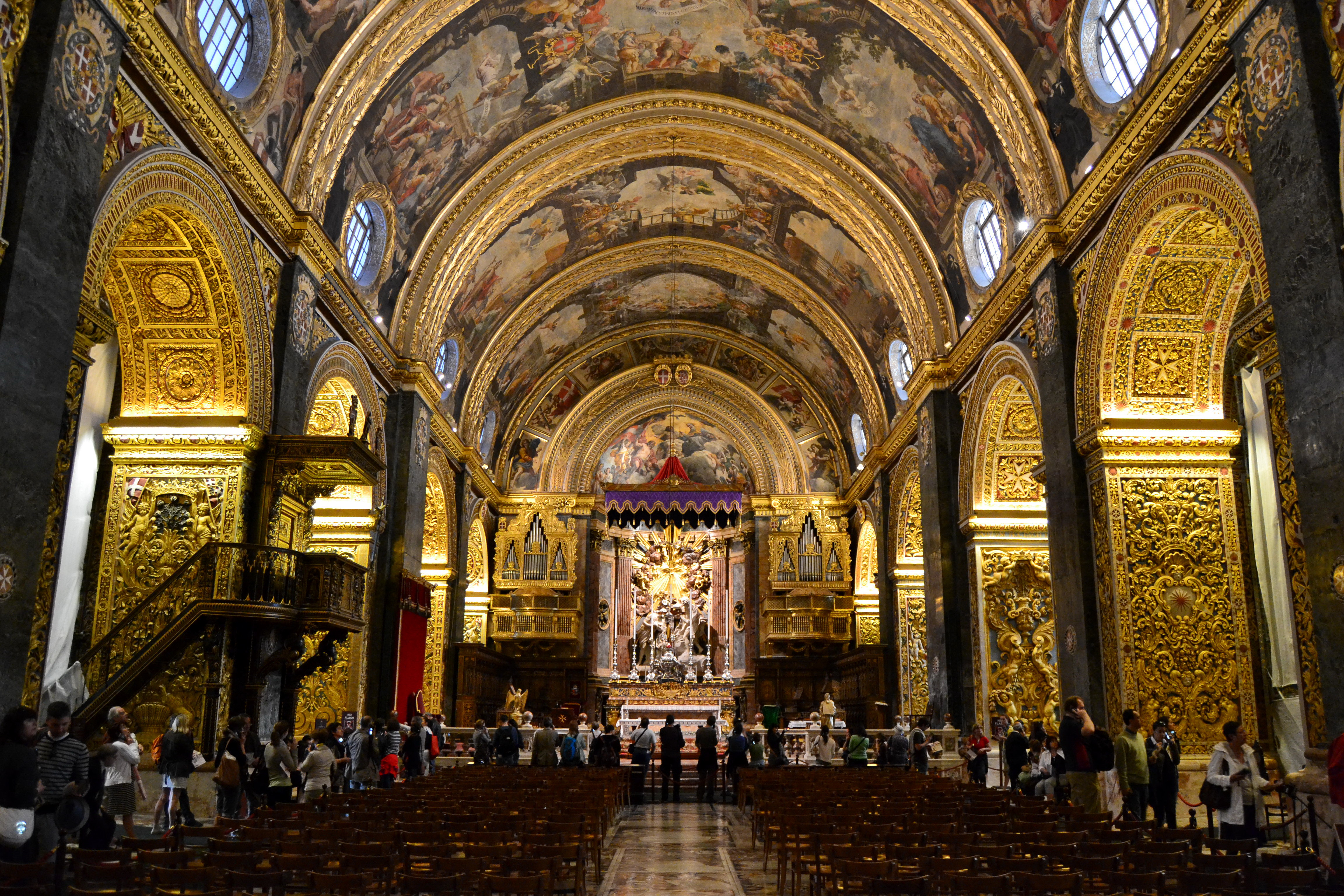
Vista interna de la Concatedral de San Juan

Los malteses son mayoritariamente católicos y la influencia de la Iglesia está presente en casi todas las áreas. San Jorge Preca, presbítero maltés, promotor del laicado, fundador de la Sociedad de la Doctrina Cristiana para el apostolado de la catequesis, fue beatificado en Malta el día 9 de mayo de 2001 por el entonces papa Juan Pablo II y posteriormente canonizado por Benedicto XVI el 3 de junio de 2007 en la Plaza de San Pedro.
La Iglesia católica ha ejercido una fuerte influencia en la política y la vida social de Malta desde la Edad Media. El aborto sigue siendo un delito punible y está prohibido bañarse en topless. Las parroquias católicas pertenecen a las diócesis de Malta y Gozo. El catolicismo está consagrado en la Constitución de Malta como religión estatal y es practicado por la mayoría de la población. Los signos externos de ello son los altares de las casas, las efigies de santos, obispos y sacerdotes decoradas con colores y talladas en las fachadas de los edificios, y los monumentos a santos o papas en lugares públicos.

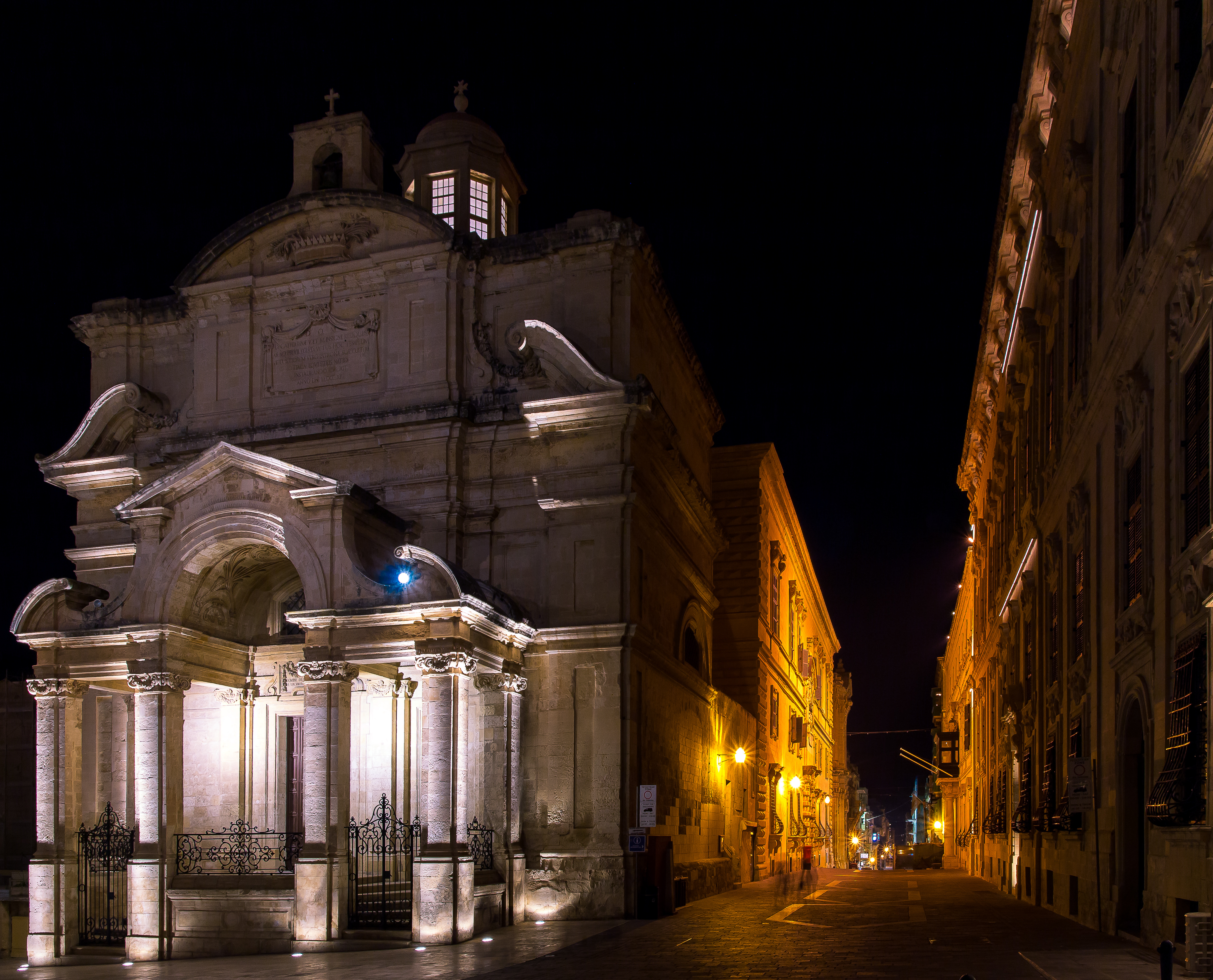
Iglesia de Santa Catalina de Alejandría

Según una leyenda fundacional popular en Malta, la historia del cristianismo en Malta comenzó con la llegada del apóstol San Pablo. El relato de su naufragio (Hechos 28:1-11 UE) frente a Melite se interpreta como prueba de su llegada a Malta, y el nombre griego Melite se equipara a Malta. Sin embargo, la descripción de Melite contenida en la narración no se corresponde con la naturaleza geográfica y topográfica de Malta. No obstante, las islas siguen siendo el destino de numerosos peregrinos, también como escala en el viaje a Palestina. Las personas que huyen por motivos religiosos también suelen encontrar un nuevo hogar en Malta, por ejemplo con la ayuda del Servicio Jesuita a Refugiados de Malta.
La conquista árabe en el año 870, además de la introducción de la lengua árabe, que dio origen al maltés, propició el asentamiento de los musulmanes. Sin embargo, en la Alta Edad Media la población musulmana de Malta se cristianizó por completo, de modo que la comunidad islámica actual está formada esencialmente por inmigrantes libios que dirigen una mezquita construida en La Valeta en la década de 1970. Las costumbres árabe-musulmanas de la Edad Media han dejado poca huella, salvo en la lengua maltesa.
Las raíces del judaísmo en Malta se remontan al menos al siglo III, cuando la isla formaba parte del Imperio Romano. Bajo el Imperio español, los judíos que no se dejaban bautizar tuvieron que abandonar el país desde 1493. La presencia judía está documentada en numerosos edificios, como las catacumbas cerca de Rabat, la puerta judía y el mercado de seda judío en Mdina, el nombre de la calle Triq ta' Lhud (calle judía) y la puerta judía en La Valeta. En la isla de Comino vivió el importante místico judío Abraham Abulafia a finales del siglo XIII. Hoy en día en Malta se encuentran también aproximadamente 900 testigos de Jehová 

### Idiomas
Sus idiomas oficiales son el maltés y el inglés, pero dos tercios de la población son capaces de hablar y entender italiano, ya que fue el idioma oficial del estado hasta 1934. Durante muchos años el uso de esta lengua, que había tenido una extensión relativamente grande en el pasado, disminuyó debido a la influencia británica y a la política oficial adversa a la lengua italiana. Sin embargo, desde los años sesenta en Malta se recibe la televisión italiana, la cual ha traído consigo una reaparición del italiano, sobre todo entre los jóvenes; casi dos tercios de ellos saben hablar italiano. Las fiestas locales son similares a las de la Italia meridional: bodas, bautizos y, más prominentemente, las fiestas De los Santos debido a que Italia es mayoritariamente cristiana católica al igual que Malta. 
Anteriormente, hasta 1934 no existía idioma oficial en Malta se hablaban los siguientes idiomas: el siciliano, el italiano, el maltés, árabe magrebí y el inglés.

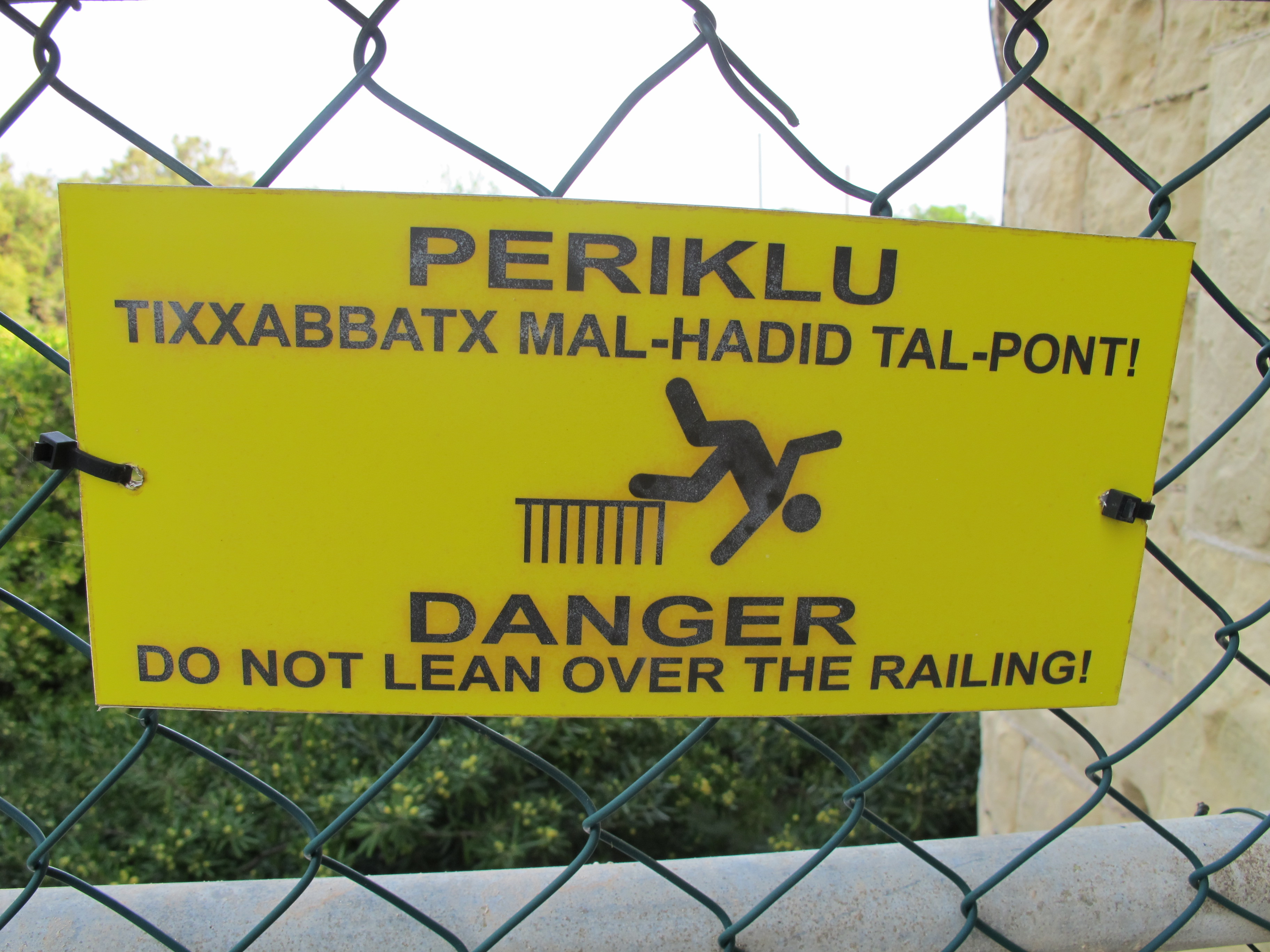
Cartel de Peligro escrito en maltés e inglés en Malta

Pero el inglés también tiene una presencia importante en la isla. Es la lengua que se usa en las relaciones comerciales y en la Universidad. En la actualidad todos los malteses hablan inglés de manera fluida e incluso es la lengua vehicular en la mayoría de los colegios. La influencia británica como antigua colonia inglesa propició la aparición de escuelas de inglés de carácter británico. El clima y unos precios más competitivos hacen de este archipiélago un lugar idóneo para estudiar dicho idioma.
Aunque Malta siempre estuvo bajo dominio extranjero hasta la independencia del Estado en 1964, los malteses han conservado su idioma propio, que procede del árabe norteafricano y siciliano de la Edad Media. El maltés es la lengua estatal de Malta, junto con la antigua lengua colonial, el inglés. También está reconocido por ley como la única lengua nacional del pueblo maltés y, como consecuencia de la pertenencia a la Unión Europea, es un idioma oficial de la UE.
El maltés es una de las lenguas semíticas y se desarrolló a partir de un dialecto árabe. Desde el punto de vista estructural, está estrechamente relacionado con las variedades norteafricanas del árabe y con el extinto árabe siciliano, pero también contiene grandes partes de vocabulario del italiano y otras más pequeñas del español, el francés y el inglés. El maltés es la única lengua semítica que utiliza el alfabeto latino (exceptuando la Y y la C), aumentado por cinco grafemas: ċ, ġ y ż, así como la għ y la ħ, que representan algunas sibilantes específicamente italianas y guturales árabes, respectivamente.
El maltés suele ser la lengua materna de los malteses; el inglés y el italiano son segundas lenguas reservadas a la vida pública. El italiano (inicialmente en su forma siciliana) se utilizó como lengua de educación por parte de los terratenientes cristianos, ahora inmigrantes, después de que Malta fuera entregada a Sicilia por los árabes en el siglo XI, y también desempeñó un papel como lengua de la iglesia. Fue la lengua de los tribunales de Malta (hasta 1934) y la lengua educativa y escrita preferida de los malteses. Los comerciantes y artesanos locales utilizaron el francés para comunicarse con la Orden de San Juan desde 1530 hasta el final del dominio de la Orden sobre Malta. 
El árabe, que se propagó como lengua escolar tras la independencia de Gran Bretaña en el curso del acercamiento político y económico de la República de Malta a Libia, apenas encuentra adeptos. Sólo un 1 % de los alumnos aprenden árabe.
En la escuela secundaria, los alumnos puede elegir otro idioma. El 51 % elige el italiano y el 38 % el francés. También se ofrece alemán, ruso, español y árabe. Por término medio, los alumnos malteses aprenden 2,2 lenguas extranjeras en la escuela secundaria; es la segunda cifra más alta de la Unión Europea, después de Luxemburgo, y junto con Finlandia.

### Educación
En 2017 tenía el porcentaje más alto de abandono escolar de la Unión Europea. Actualmente la educación en Malta es obligatoria de los 5 a los 16 años, aunque el 95 % de los niños ha pasado anteriormente al menos dos años en la guardería.
Los principales hitos han sido:

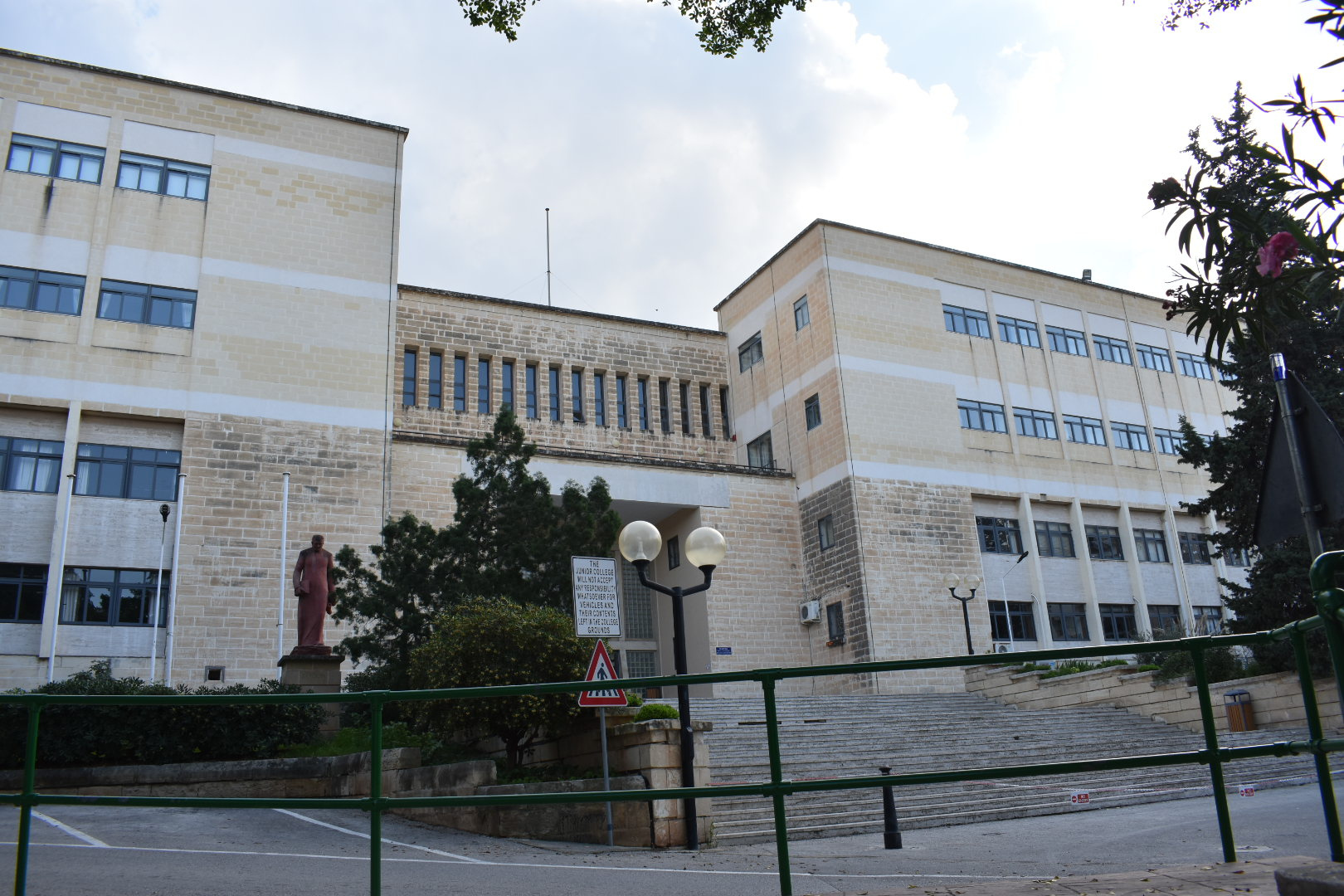
Edificio de la Universidad de Malta

- 1946: Introducción de la Educación Primaria Obligatoria.
- 1970: Introducción de la Educación Secundaria Obligatoria.
- 1974: Se amplió la edad de escolarización obligatoria de los 14 a los 16 años.
- 1975: Se abrieron guarderías para niños de 4 años.
- 1987: Se acepta también a niños de 3 años en las guarderías.
- 1988: Revisión de la Ley de Educación que estableció que todo niño, con independencia de sus características, tenía derecho a recibir una	educación pública.
- 2000: Ley de Igualdad de Oportunidades de 2000. Otorgó un marco legal para garantizar la accesibilidad a todos y proteger a los individuos frente a discriminaciones basadas en diferencias de cualquier tipo.
- 2014: Se implantan las clases preescolares gratuitas para niños menores de 3 años.
- 2014-15: Todas las escuelas secundarias públicas son coeducativas.

La Universidad de Malta, fundada hace más de 500 años, es la única de la isla y cuenta con alrededor de 10 000 estudiantes que siguen programas de grado y posgrado en diferentes disciplinas y profesiones.
En Malta no hubo educación obligatoria hasta 1946. Esto sólo se introdujo en las escuelas primarias tras el final de la Segunda Guerra Mundial. Desde 1971, la asistencia a la escuela secundaria también es obligatoria hasta los 16 años. Las escuelas estatales son gratuitas, pero paralelamente existen instituciones educativas eclesiásticas y escuelas públicas, como el Colegio San Aloysius de Birkirkara, el Colegio Savio de Dingli y el Colegio San Anton, cerca de Mġarr. La mayoría de los profesores de las escuelas eclesiásticas reciben sus salarios del Estado. 

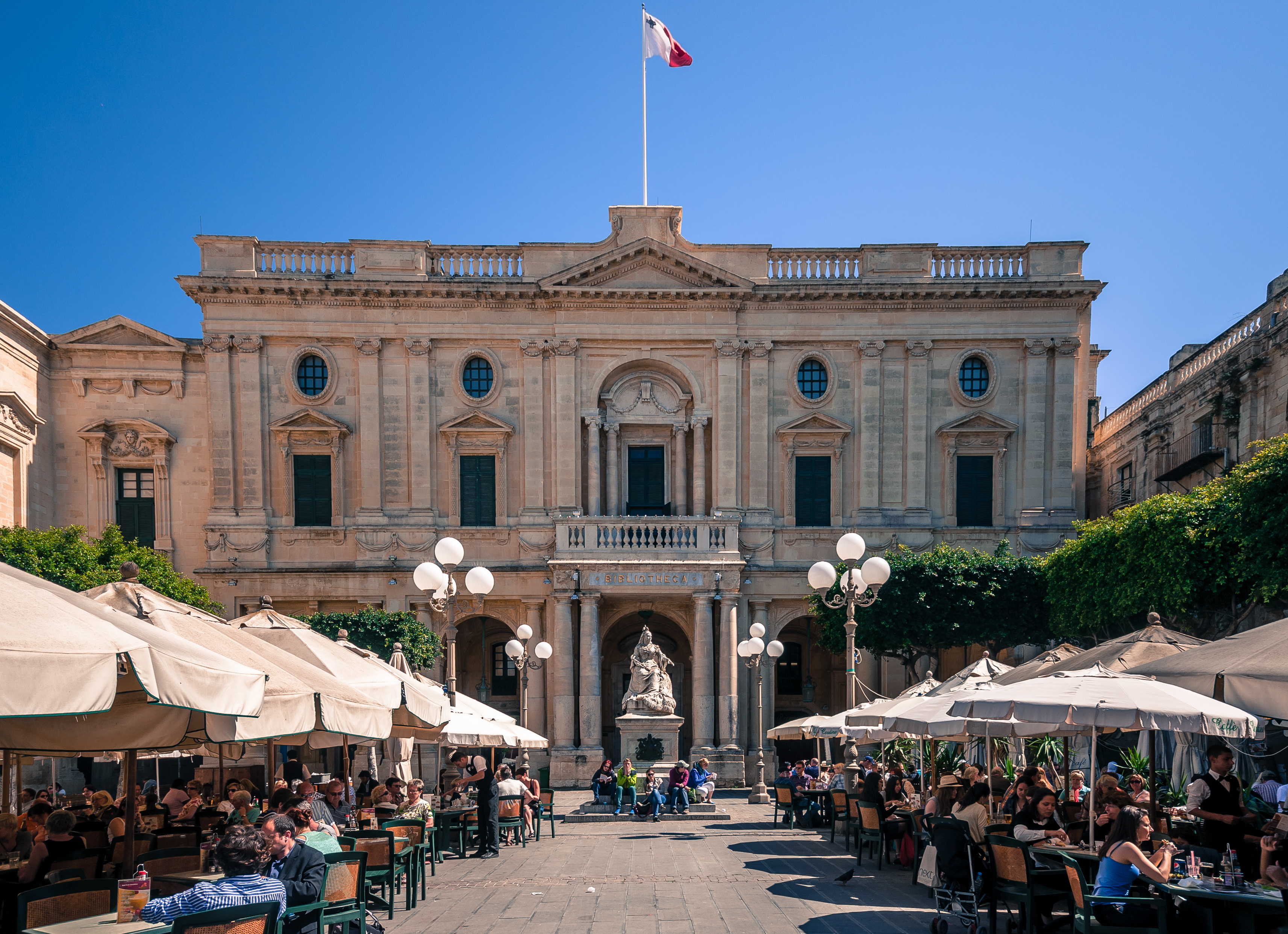
Biblioteca Nacional de Malta

También hay dos escuelas internacionales, Verdala International School y QSI Malta. La tasa de alfabetización de adultos en Malta es del 94,4 % (en 2015) En 2005, Malta gastó el 6,76% del PIB en educación, superada en la UE solo por los países escandinavos de Dinamarca y Suecia, y por Chipre. En términos de fortaleza económica, Malta invierte muy por encima de la media en educación, con un gasto por alumno/estudiante comparado con el PIB per cápita que alcanza el nivel más alto de la Unión Europea.
El gasto por estudiante comparado con el PIB per cápita sólo es superado en Europa por Chipre y es superior al de Japón en una comparación internacional. La enseñanza superior está financiada en gran medida por el Estado, con un gasto público que representa alrededor del 95 % del total; la financiación del sector de la enseñanza superior por parte de organizaciones, asociaciones, fundaciones y empresas es prácticamente desconocida en Malta. Alrededor del 75 % del gasto en educación terciaria va directamente a la universidad, mientras que el 25,2 % se desembolsa en forma de becas y ayudas.
En 2007, el 98,8 % de los niños de cuatro años asistían a un centro educativo con función preescolar. De este modo, Malta ocupa el cuarto lugar dentro de la Unión Europea, después de Bélgica, Francia e Italia, junto con los Países Bajos.
El sistema escolar maltés organizado en varios niveles depende del Ministerio de Educación. Está inspirado en el de Gran Bretaña y tiene una escuela primaria de seis años. A los once años, los alumnos tienen que aprobar un examen para entrar en la escuela secundaria y luego son libres de elegir su proveedor. En las escuelas públicas, los jóvenes de dieciséis años se presentan al examen de fin de estudios secundarios, generalmente en inglés, maltés y matemáticas. 

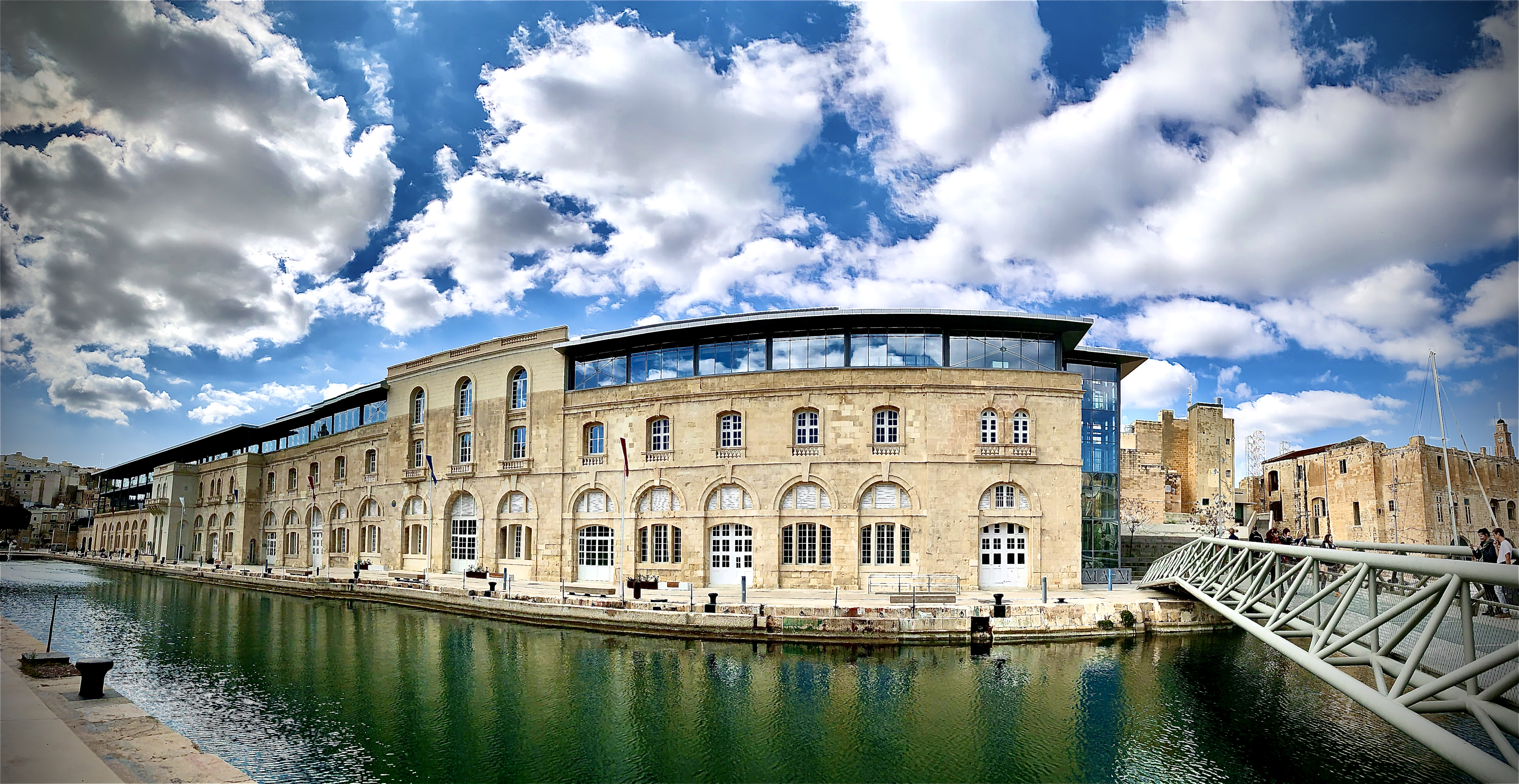
Universidad Estadounidense de Malta (antes una base naval británica)

Estos exámenes marcan el final de la escolaridad obligatoria oficial, pero los alumnos pueden decidir si quieren ampliar e intensificar su escolaridad. Hay dos maneras de hacerlo: Asistir a una escuela secundaria superior de dos años -que se ofrece en el Junior College y en las instituciones eclesiásticas St Edward's College, St Aloysius' College y De La Salle College- o matricularse en el Malta College of Arts, Science and Technology (MCAST). Al final de la secundaria superior, los estudiantes se presentan al examen de acceso a la universidad. Dependiendo del resultado, los graduados reciben su diploma o un certificado de admisión a la Universidad de Malta en Msida, la más alta institución educativa del archipiélago.
La proporción de la población de entre 25 y 64 años con al menos un título de secundaria superior aumentó del 27,8 al 43,5 % entre 2008 y 2015, pero sigue siendo la más baja de la UE. La proporción de mujeres estudiantes era del 57,4 % en 2007, superior a la media de la UE (55,2%). En ingeniería, fabricación y construcción, el 29,2 % de los estudiantes son mujeres, porcentaje superior a la media de la UE (24,7 %). La proporción de estudiantes que estudian en el extranjero se ha duplicado con creces, pasando del 0,4 % (en 1998) al 1,0 % (en 2007), aunque los estudiantes malteses son, con diferencia, los que menos movilidad tienen dentro de la Unión Europea. El bilingüismo de los estudiantes malteses es un factor clave para el desarrollo económico del país.
Como reflejo del bilingüismo de Malta (el maltés se considera la lengua nacional y el inglés una segunda lengua), la enseñanza primaria y secundaria se imparte en ambas lenguas. Esto tiene en cuenta que el maltés es la lengua materna que suelen hablar todos los alumnos, mientras que el inglés debe aprenderse como lengua extranjera. Ambos idiomas son asignaturas obligatorias para los alumnos y se tratan por igual. Por otro lado, la mayoría de los colegios públicos prefieren enseñar en inglés; asimismo, la mayoría de los cursos universitarios también se ofrecen exclusivamente en inglés. Sin embargo, los estudiantes también se comunican con sus profesores en maltés.

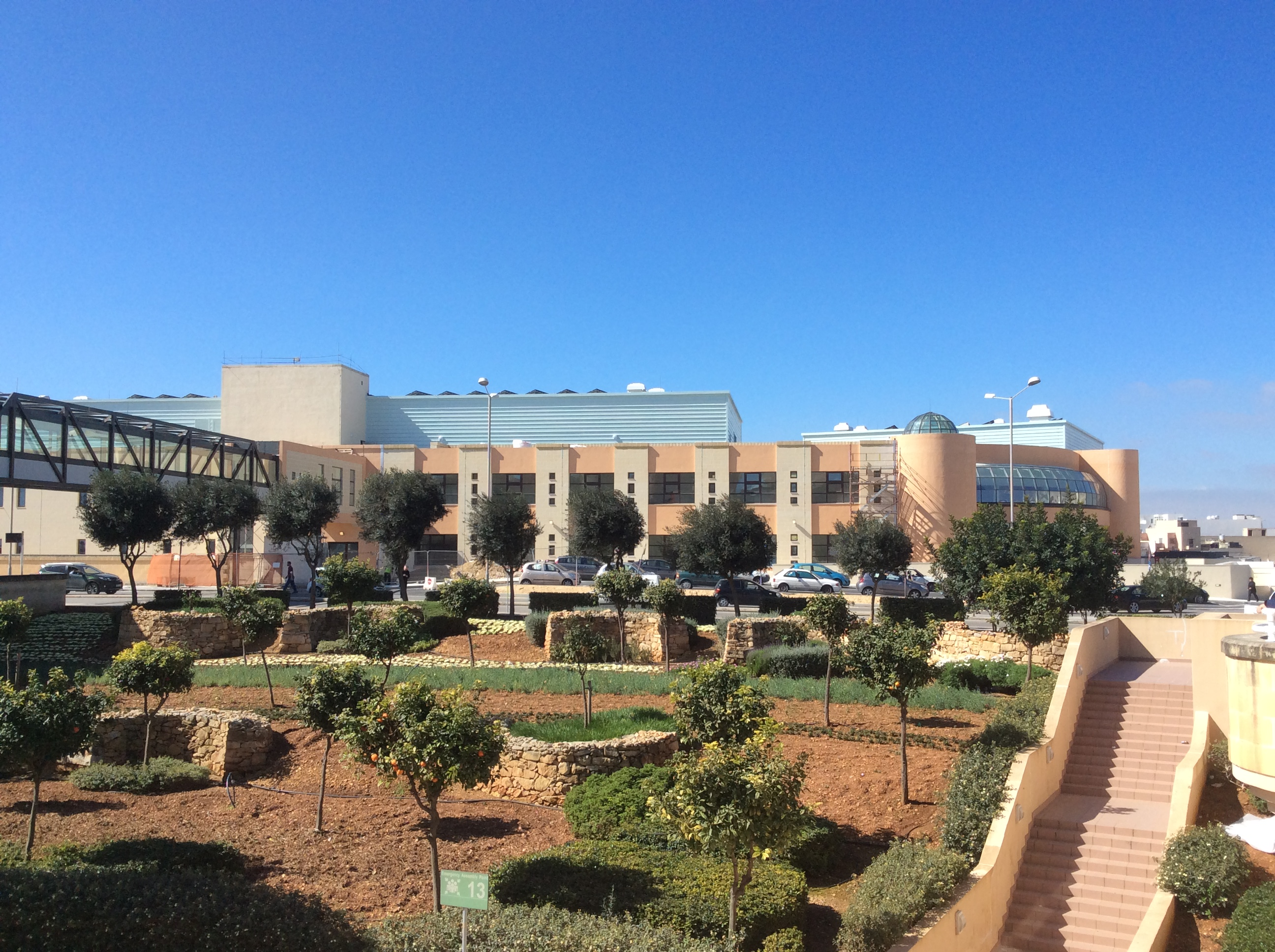
Hospital Mater Dei, Malta

### Sanidad
Malta tiene una larga historia de asistencia sanitaria financiada con fondos públicos. El primer hospital del que se tiene constancia ya funcionaba en 1372. El primer hospital exclusivamente para mujeres fue inaugurado en 1625 por Caterina Scappi, conocida como "La Senese".
En la actualidad, Malta cuenta con un sistema sanitario público, conocido como servicio sanitario gubernamental, en el que la asistencia sanitaria es gratuita en el punto de entrega, y un sistema sanitario privado. Malta cuenta con una sólida base de atención primaria prestada por médicos generales y los hospitales públicos ofrecen atención secundaria y terciaria. El Ministerio de Sanidad maltés aconseja a los residentes extranjeros que contraten un seguro médico privado.
Malta también cuenta con organizaciones voluntarias como Alpha Medical (Advanced Care), la Unidad de Emergencia de Incendios y Rescate (E.F.R.U.), St John Ambulance y la Cruz Roja de Malta, que prestan servicios de primeros auxilios/enfermería durante eventos en los que se producen aglomeraciones, el principal hospital de Malta, inaugurado en 2007. Cuenta con uno de los mayores edificios médicos de Europa
La Universidad de Malta cuenta con una escuela de medicina y una Facultad de Ciencias de la salud, que ofrece cursos de diplomatura, licenciatura (BSc) y postgrado en varias disciplinas sanitarias.

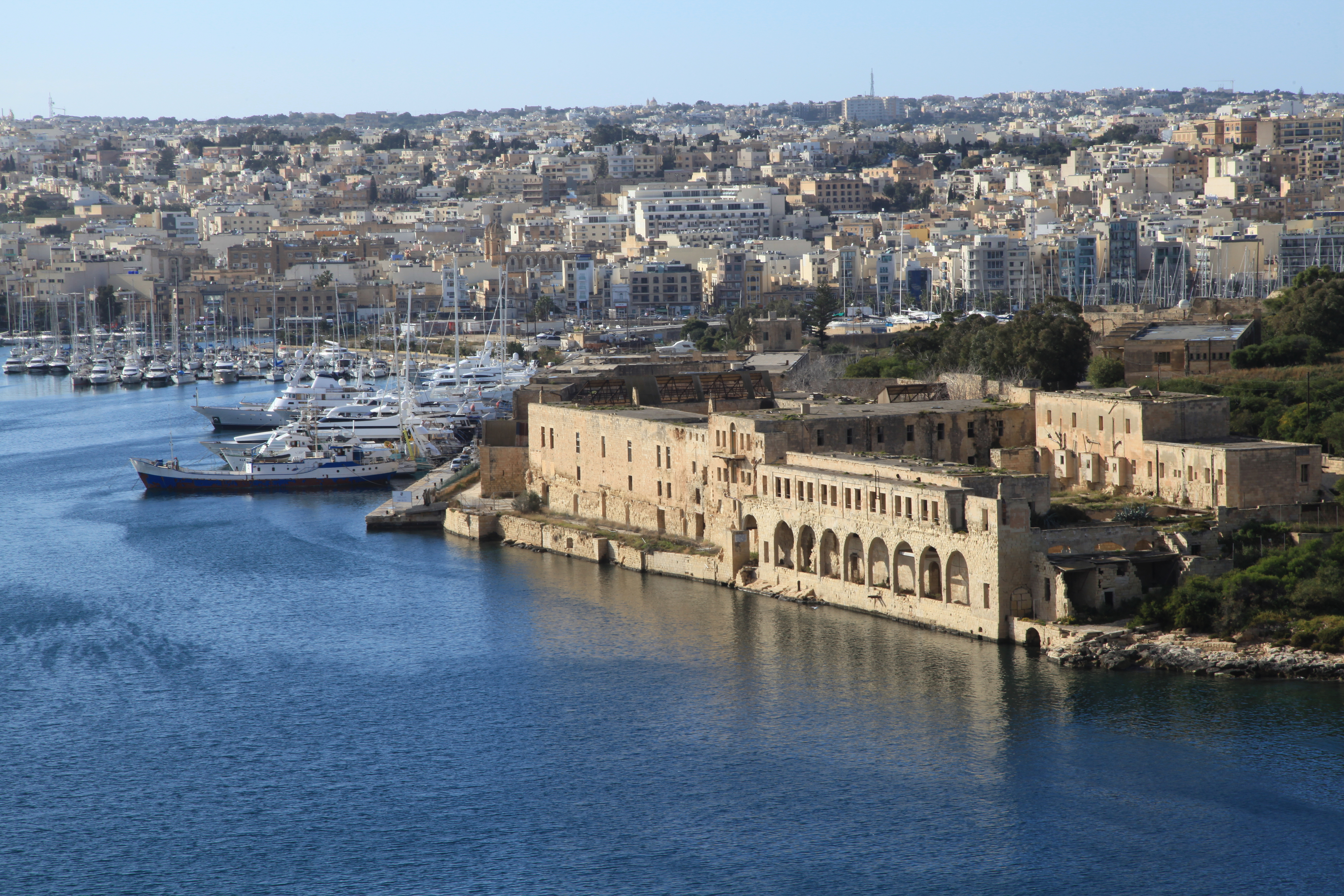
El Lazareto (Lazzarett) de la Isla Manoel, un antiguo centro de cuarentena y hospital

La Asociación Médica de Malta representa a los profesionales de la medicina. La Asociación de Estudiantes de Medicina de Malta (MMSA) es un organismo independiente que representa a los estudiantes de medicina malteses y es miembro de la EMSA y la IFMSA.
El MIME, Instituto Maltés para la Educación Médica, es un instituto creado recientemente para proporcionar CME a los médicos de Malta, así como a los estudiantes de medicina. En Malta se ha introducido el Programa de la Fundación que se sigue en el Reino Unido para frenar la "fuga de cerebros" de los médicos recién licenciados hacia las islas británicas. La Asociación de Estudiantes de Odontología de Malta (MADS) es una asociación estudiantil creada para promover los derechos de los estudiantes de Odontología que estudian en la facultad de Odontología de la Universidad de Malta. Está afiliada a la IADS, la Asociación Internacional de Estudiantes de Odontología.

## Infraestructura

### Energía

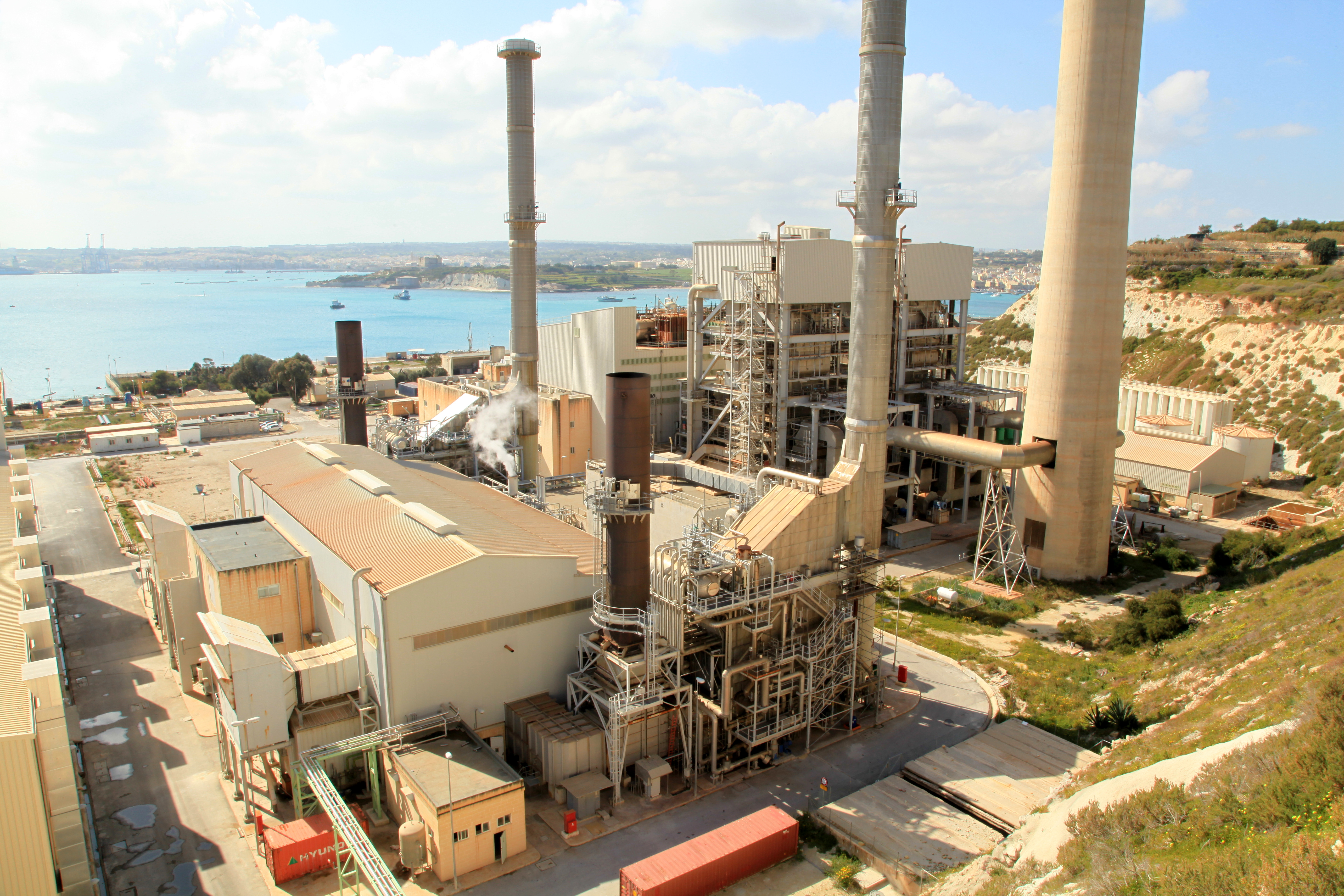
Central eléctrica de Delimara, una de las principales instalaciones energéticas del país.

La matriz energética de Malta depende en gran medida de combustibles fósiles importados. El país cuenta con dos centrales termoeléctricas, ubicadas en Marsa y Delimara, que en conjunto ofrecen una capacidad instalada de 571 MW, operando principalmente con petróleo y gas natural importados desde Italia y el Reino Unido.
En 2010, por primera vez, el 5 % de la electricidad generada en Malta provino de energías renovables, en contraste con el 0 % registrado en 2009.
Hasta 2015, la red eléctrica maltesa operaba de forma aislada, sin conexión con redes extranjeras, al igual que sucede en Islandia y Chipre. El nivel de tensión más alto es de 132 kV, con aproximadamente 87 km de cables subterráneos. En el nivel de 33 kV, existen también 13 km de cables submarinos.
Con el objetivo de diversificar el suministro energético y reforzar la seguridad energética del país, en abril de 2015 entró en funcionamiento el interconector eléctrico submarino entre Malta y Sicilia. Construido por la empresa Nexans, el Interconector Malta-Sicilia une Qalet Marku (Malta) con Marina di Ragusa (Italia), mediante un cable submarino de 100 km de longitud y 220 kV de corriente alterna. Este sistema permite un intercambio bidireccional de energía de hasta 200 MW e incluye tres conductores de cobre y dos haces de fibra óptica con 36 líneas cada uno.
El suministro eléctrico en Malta está a cargo exclusivamente de la empresa estatal Enemalta, lo que implica la inexistencia de competencia en el mercado eléctrico. A pesar de ello, en 2007 el precio de la electricidad para uso doméstico era de 9,4 céntimos por kWh, por debajo de la media de la Unión Europea, que se situaba en 15,28 céntimos por kWh en ese año.

## Problemas ambientales
Malta enfrenta también desafíos en materia ambiental, especialmente en la gestión de residuos. La limitada capacidad de tratamiento y reciclaje ha generado acumulaciones significativas de basura, lo que ha motivado críticas tanto a nivel nacional como internacional.

## Medios de comunicación

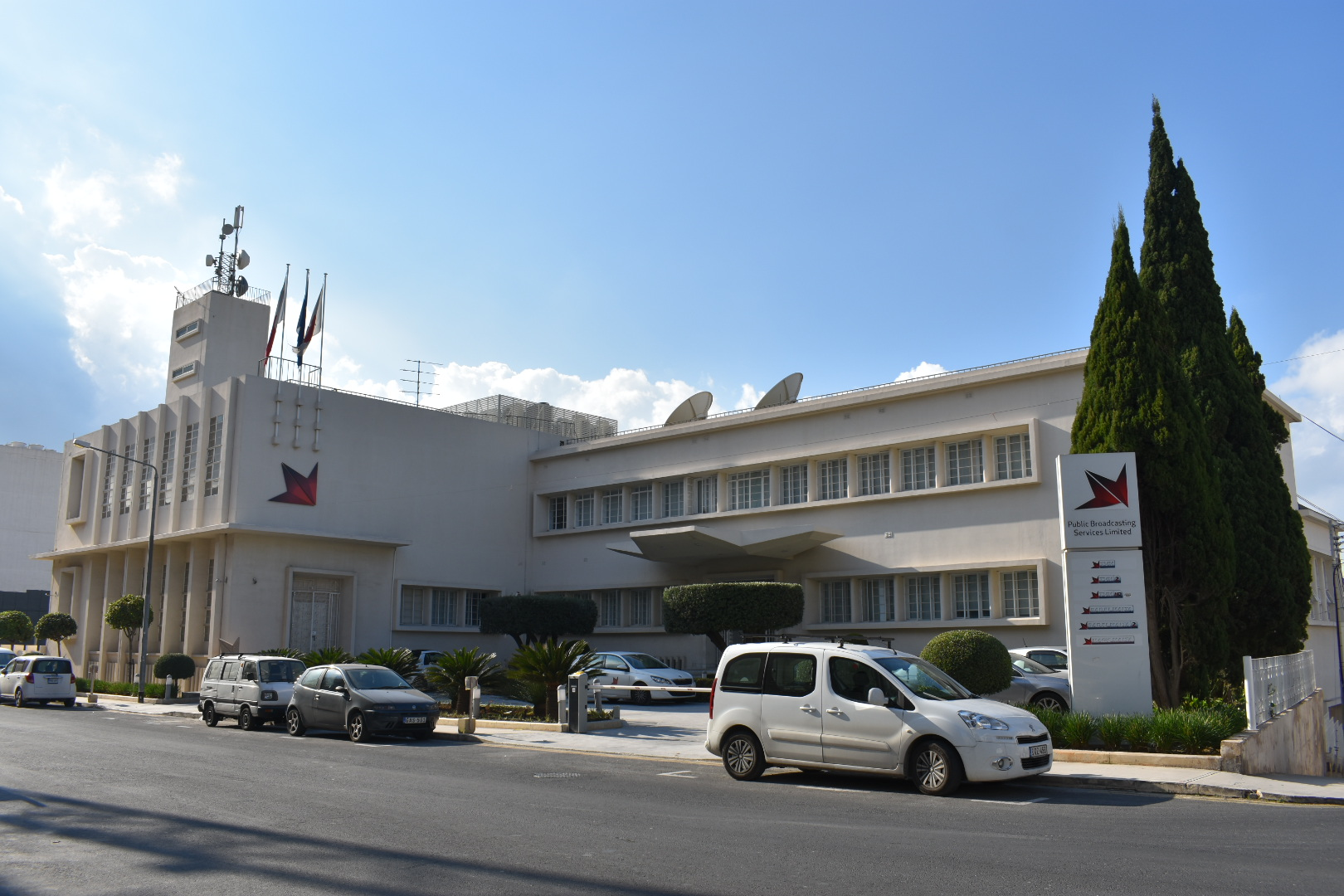
Rediffusion House sede de los servicios públicos de Radio y Televisión de Malta.

Malta cuenta con una red de medios de comunicación muy unida, que sigue el modelo de la antigua potencia colonial, Gran Bretaña. Este se ve también en el nombre del mayor diario, publicado por Allied Newspapers Ltd, en referencia al londinense The Times, The Times of Malta. El periódico de centro-derecha se publica desde 1930 y es, por tanto, el más tradicional del país insular, con una tirada de 37.000 ejemplares y una cuota de mercado del 27 %. Hasta 1935, The Times of Malta se publicaba en edición semanal, a partir de entonces diaria. El Sunday Times tiene una cuota de mercado del 51,6 %. Otro diario importante es The Malta Independent. Desde 1999, el liberal Malta Today se publica en formato tabloide los miércoles y domingos. El periódico sensacionalista de mayor tirada es The People. The Malta Star es el único periódico de Malta que se publica exclusivamente en Internet.
Debido al bilingüismo de Malta, aproximadamente la mitad de los periódicos se publican en inglés y la otra mitad en maltés. Entre los medios de comunicación impresos en lengua maltesa, el periódico dominical It-Torċa ("La Antorcha") es el que tiene mayor alcance. También hay numerosos semanarios en maltés y periódicos de partidos, iglesias y sindicatos. El más importante en este segmento es In-Nazzjon ("La Nación"), cercano al Partido Nacionalista).
En 2004, el número de lectores de periódicos diarios era del 12,7 % de la población. En relación con esta cifra relativamente baja, la densidad de periódicos en Malta es muy alta, con un periódico por cada 28.000 habitantes. Los periódicos se financian principalmente con publicidad y subvenciones.

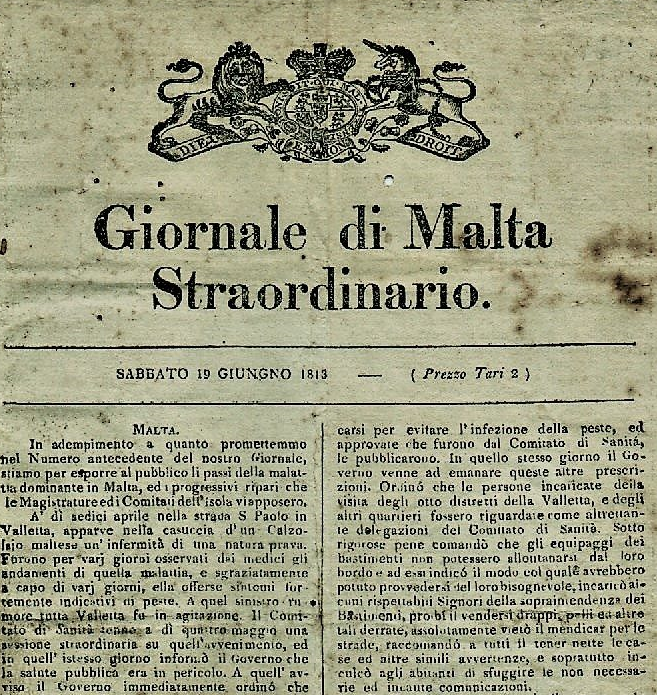
Página del Giornale di Malta publicado en italiano en 1813

La radio y la televisión son las fuentes de información más importantes para la población maltesa. Están en gran parte en manos de los servicios públicos de radiodifusión (PBS). Emiten los programas de radio Radju Malta, Radju Malta 2 y Magic Malta. Esta última, con su bajo contenido en palabras y sus modernos programas musicales, es especialmente popular entre la población joven, pero también entre los turistas extranjeros. La mayor emisora privada es Bay Radio. También están la emisora católica RTK y Radio 101, que pertenece al Partido Nacionalista. Hay un total de 14 emisoras de radio de ámbito nacional, así como 19 emisoras regionales en Malta y once emisoras regionales en Gozo. De 1971 a 1996, la Deutsche Welle operó la estación repetidora Cyclops.
Con TV Malta (TVM), la PBS, que es miembro de la Unión Europea de Radiodifusión desde 1975, ofrece también la mayor cadena de televisión de ámbito nacional. Se pueden recibir otras siete emisoras en todo el país: One Television, NET Television, Smash Television, Favourite Channel, ITV, Education22 y Family TV. La mayoría de los canales están financiados por el Estado. One Television, controlada por One Productions Ltd, es el portavoz del Partido Laborista, mientras que NET Television, emitida por Media Link Communications Ltd, esta vinculada al Partido Nacionalista. Por su parte, Smash Communications Ltd (Smash Television) es una empresa privada.
La Autoridad Estatal de Radiodifusión supervisa todas las emisoras de televisión y, además de velar por el cumplimiento de las obligaciones de legalidad y concesión de licencias, también garantiza el cumplimiento del principio de objetividad en la información política. Además, comprueba que las emisoras locales emitan programas públicos, privados y comunitarios, ofreciendo así una programación amplia y diversa que cubra el mayor número posible de intereses. La recepción de los programas de televisión es posible tanto por cable como por vía terrestre. En febrero de 2006, 124.000 malteses utilizaban el primer método, por lo que casi el 80 % de los hogares malteses tienen conexión por cable. Un porcentaje aún pequeño pero en constante aumento de la población utiliza antenas parabólicas para recibir otros canales de televisión europeos, como la BBC británica o la RAI italiana.
En 2019, el 86 % de los malteses utilizaba internet. En 2017, la población maltesa estaba totalmente cubierta por una conexión a internet de al menos 30 Mbit.

## Ciencia y tecnología
Malta firmó un acuerdo de cooperación con la Agencia Espacial Europea (ESA) para una cooperación más estrecha en proyectos de la ESA. El Consejo de Ciencia y Tecnología de Malta es el organismo civil responsable del desarrollo de la ciencia y la tecnología a nivel educativo y social. La mayoría de los estudiantes de ciencias de Malta se licencian en la Universidad de Malta y están representados por S-Cubed (Sociedad de Estudiantes de Ciencias), UESA (Asociación Universitaria de Estudiantes de Ingeniería) e ICTSA (Asociación de Estudiantes de TIC de la Universidad de Malta). En 2023, Malta ocupó el puesto 25 en el Índice Mundial de Innovación a cargo de la Organización Mundial de la Propiedad Intelectual; mientras que en 2022, obtuvo el lugar 21, frente al puesto 27 en 2019, 2020 y 2021.

## Transporte
Al ser una excolonia británica, en Malta se circula por la izquierda. El número de automóviles en Malta es muy alto, teniendo en cuenta el pequeño tamaño de las islas; es el cuarto más alto de la Unión Europea. El número de autos matriculados en 1990 ascendía a 182 254, lo que supone una densidad de automóviles de 577/km2 (1494/milla cuadrada).

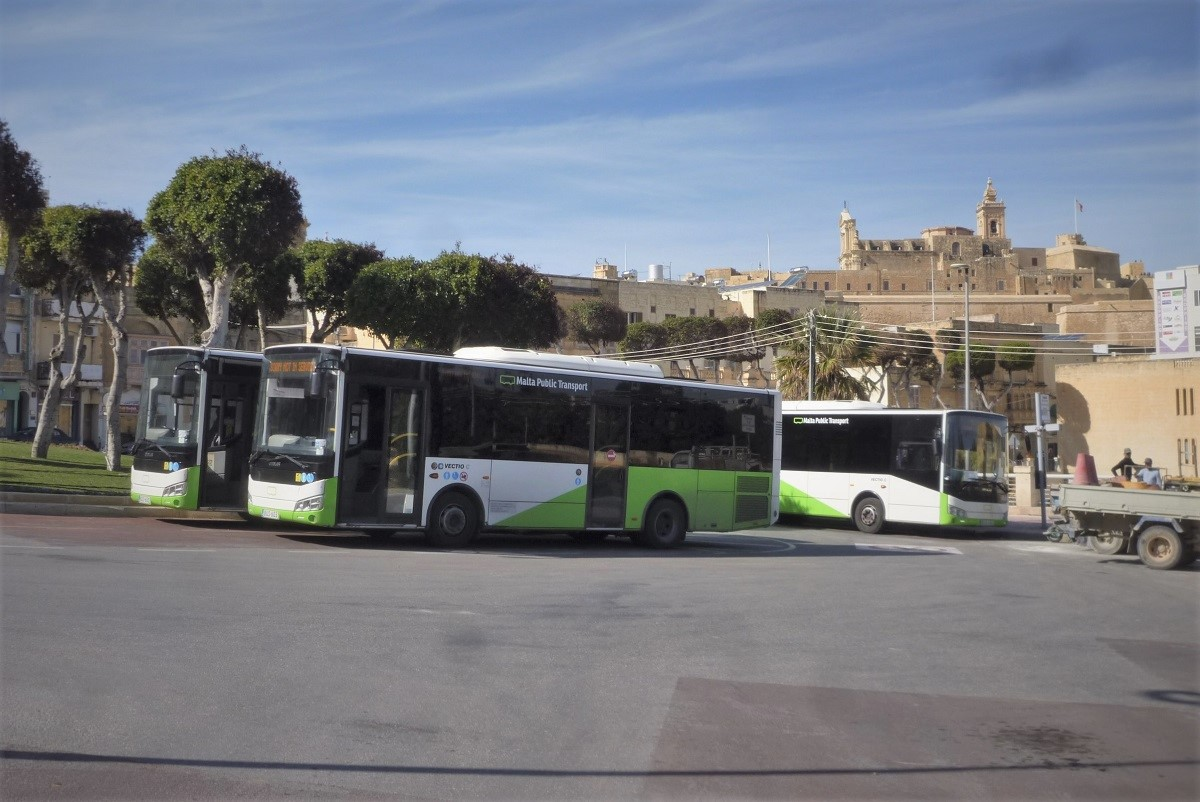
Buses en la Estación de Victoria en la isla de Gozo

Malta cuenta con 2.254 km de carreteras, de los cuales 1.972 km (87,5%) están asfaltadas y 282 km (175 mi) no estaban asfaltadas (en diciembre de 2003). Las principales carreteras de Malta, desde el punto más meridional hasta el más septentrional, son las siguientes Triq Birżebbuġa en Birżebbuġa, la carretera Għar Dalam y la carretera Tal-Barrani en Żejtun, la avenida Santa Luċija en Paola, la calle Aldo Moro (carretera troncal), la calle 13 de diciembre y la circunvalación Ħamrun-Marsa en Marsa, carretera regional en Santa Venera/Msida/Gżira/San Ġwann, carretera de San Andrés en Swieqi/Pembroke, Malta, carretera de la costa en Baħar iċ-Ċagħaq, carretera de Salina, Kennedy Drive, St. Paul's Bypass y Xemxija Hill en San Pawl il-Baħar, Mistra Hill, Wettinger Street (Mellieħa Bypass) y Marfa Road en Mellieħa.
Los autobuses (xarabank o karozza tal-linja) son el principal método de transporte público, establecido en 1905. Los autobuses de época de Malta funcionaron en las islas maltesas hasta 2011 y se convirtieron en populares atracciones turísticas por derecho propio. Hasta el día de hoy aparecen en muchos anuncios malteses para promover el turismo, así como en regalos y mercancías para los turistas.
El servicio de autobuses sufrió una amplia reforma en julio de 2011. La estructura de gestión pasó de tener conductores autónomos que conducían sus propios vehículos a un servicio ofrecido por una única empresa a través de una licitación pública (en Gozo, al ser considerada una red pequeña, el servicio se prestaba a través de un pedido directo).

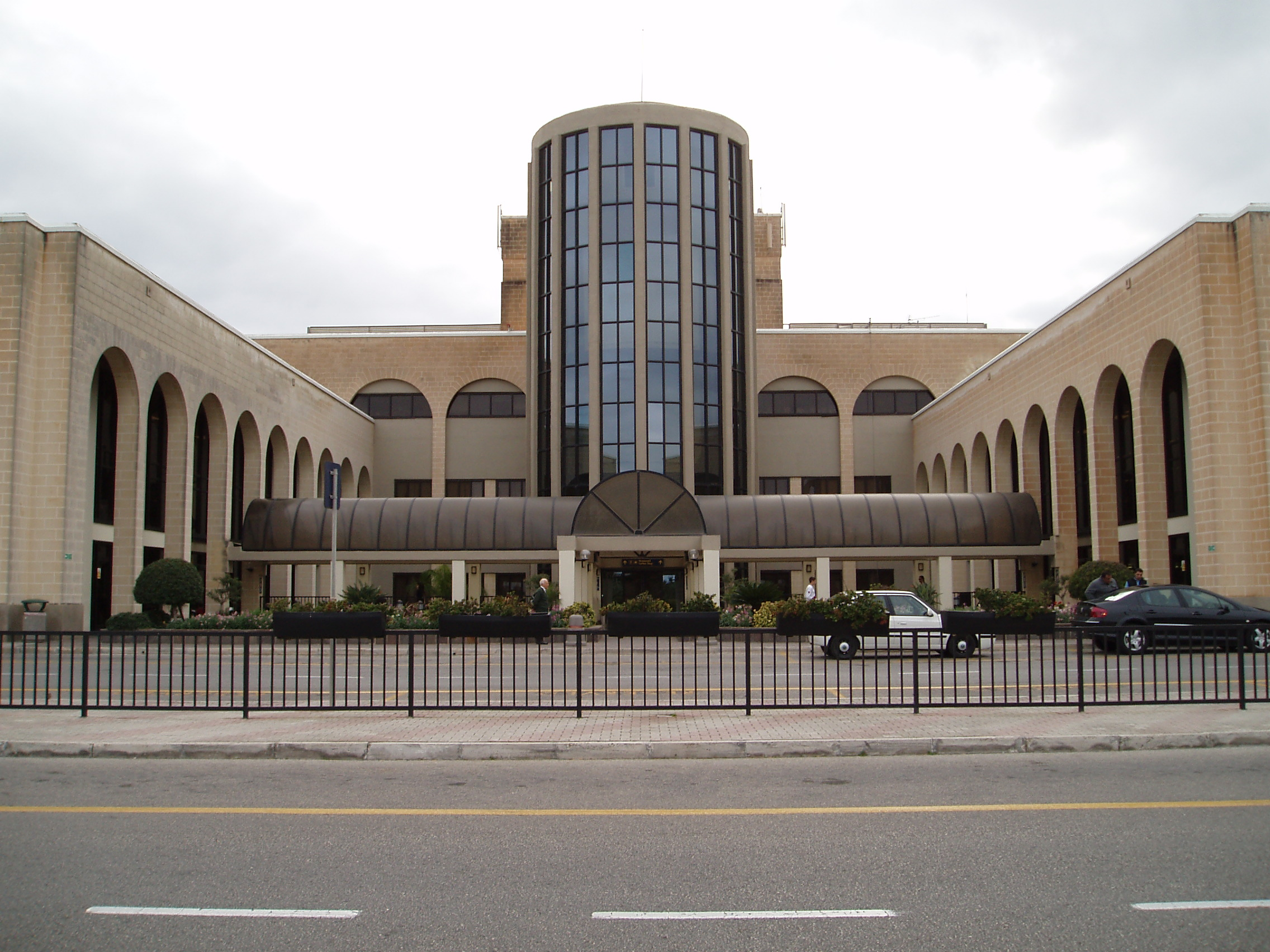
Aeropuerto Internacional de Malta

La licitación pública fue ganada por Arriva Malta, miembro del grupo Arriva, que introdujo una flota de autobuses totalmente nuevos, construidos por King Long especialmente para el servicio de Arriva Malta y que incluían una flota más pequeña de autobuses articulados traídos de Arriva Londres. También operó dos autobuses más pequeños para una ruta intra-Valletta solamente y 61 autobuses de nueve metros, que se utilizaron para aliviar la congestión en las rutas de alta densidad. En total, Arriva Malta operaba 264 autobuses. El 1 de enero de 2014 Arriva cesó sus operaciones en Malta debido a dificultades financieras, habiendo sido nacionalizada como Malta Public Transport por el gobierno maltés, estando previsto que un nuevo operador de autobuses se hiciera cargo de sus operaciones en un futuro próximo.
El gobierno eligió a Autobuses Urbanos de León (filial de ALSA) como su operador de autobuses preferido para el país en octubre de 2014. La empresa se hizo cargo del servicio de autobuses el 8 de enero de 2015, manteniendo el nombre de Malta Public Transport. Introdujo la "tarjeta tallinja" de prepago. Con unas tarifas más bajas que las del transporte público, se puede recargar en línea. Al principio, la tarjeta no tuvo una buena acogida, según informaron varios sitios de noticias locales. Durante la primera semana de agosto de 2015, llegaron otros 40 autobuses de la marca turca Otokar y se pusieron en servicio.
Desde 1883 hasta 1931, Malta contó con una línea de ferrocarril que conectaba La Valeta con el cuartel del ejército en Mtarfa a través de Mdina y una serie de ciudades y pueblos. El ferrocarril cayó en desuso y acabó cerrándose por completo, tras la introducción de tranvías y autobuses eléctricos. En pleno bombardeo de Malta durante la Segunda Guerra Mundial, Mussolini anunció que sus fuerzas habían destruido el sistema ferroviario, pero cuando estalló la guerra, el ferrocarril llevaba más de nueve años parado.

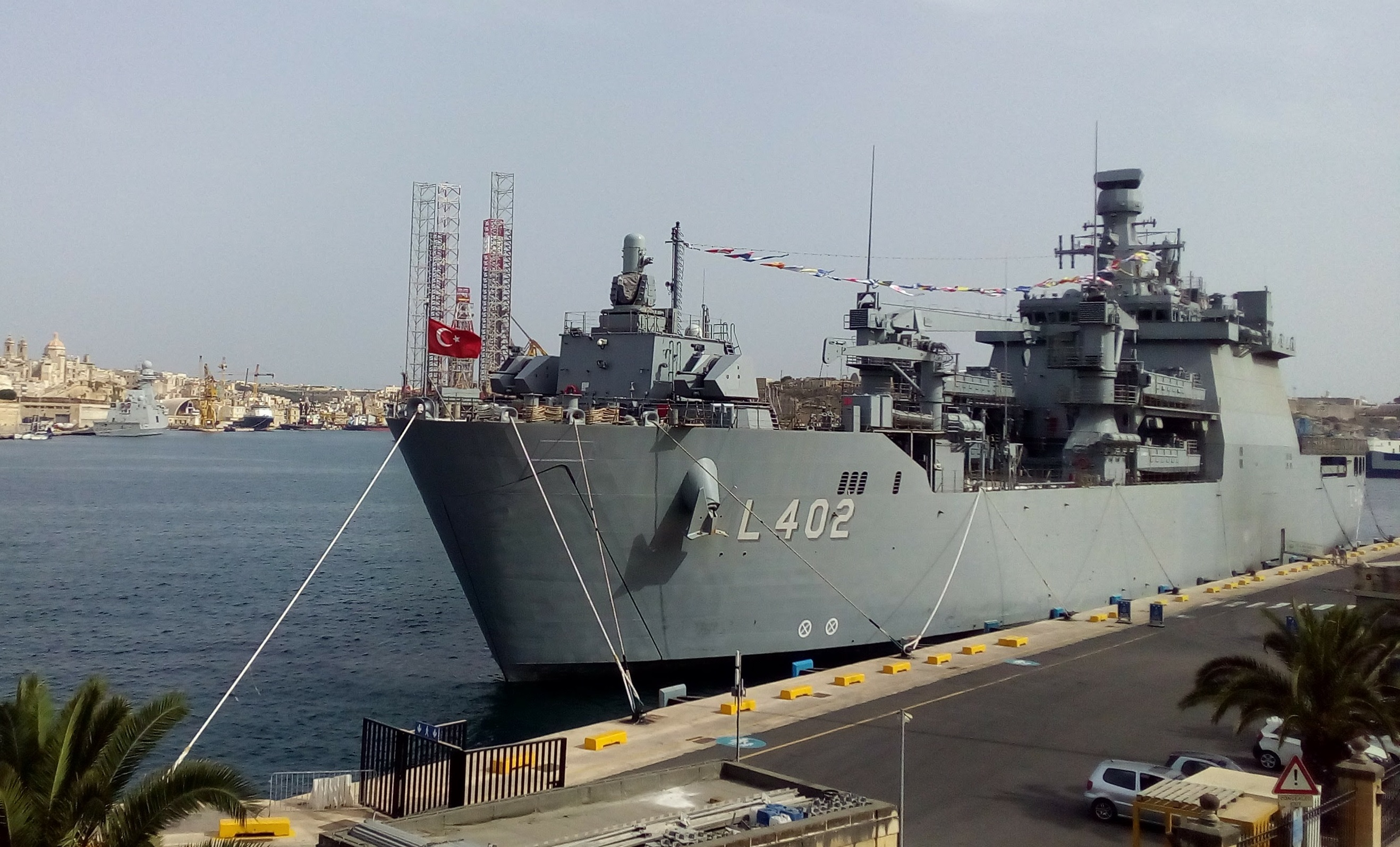
Puerto de La Valeta

El Gran Puerto (o Port il-Kbir), situado en el lado oriental de la capital, La Valeta, ha sido un puerto desde la época romana. Tiene varios muelles y embarcaderos extensos, así como una terminal de cruceros. Una terminal en el Gran Puerto da servicio a los transbordadores que conectan Malta con Pozzallo y Catania, en Sicilia.
- El puerto de Marsamxett, situado en la parte occidental de La Valeta, alberga varios puertos deportivos.
- El puerto de Marsaxlokk (Malta Freeport), en Birżebbuġa, en el sureste de Malta, es la principal terminal de carga de la isla. Malta Freeport es el undécimo puerto de contenedores más activo del continente europeo y el 46.º del mundo, con un volumen de comercio de 2,3 millones de TEU en 2008.[151]

También hay dos puertos artificiales que ofrecen un servicio de transbordador de pasajeros y coches que conecta el puerto de Ċirkewwa en Malta y el de Mġarr en Gozo. El ferry realiza numerosos trayectos al día.
El Aeropuerto Internacional de Malta (Ajruport Internazzjonali ta' Malta) es el único que sirve a las islas maltesas. Está construido en los terrenos que antes ocupaba la base aérea de la RAF en Luqa. También cuenta con un helipuerto, pero el servicio regular a Gozo cesó en 2006. El helipuerto de Gozo está en Xewkija.

## Cultura

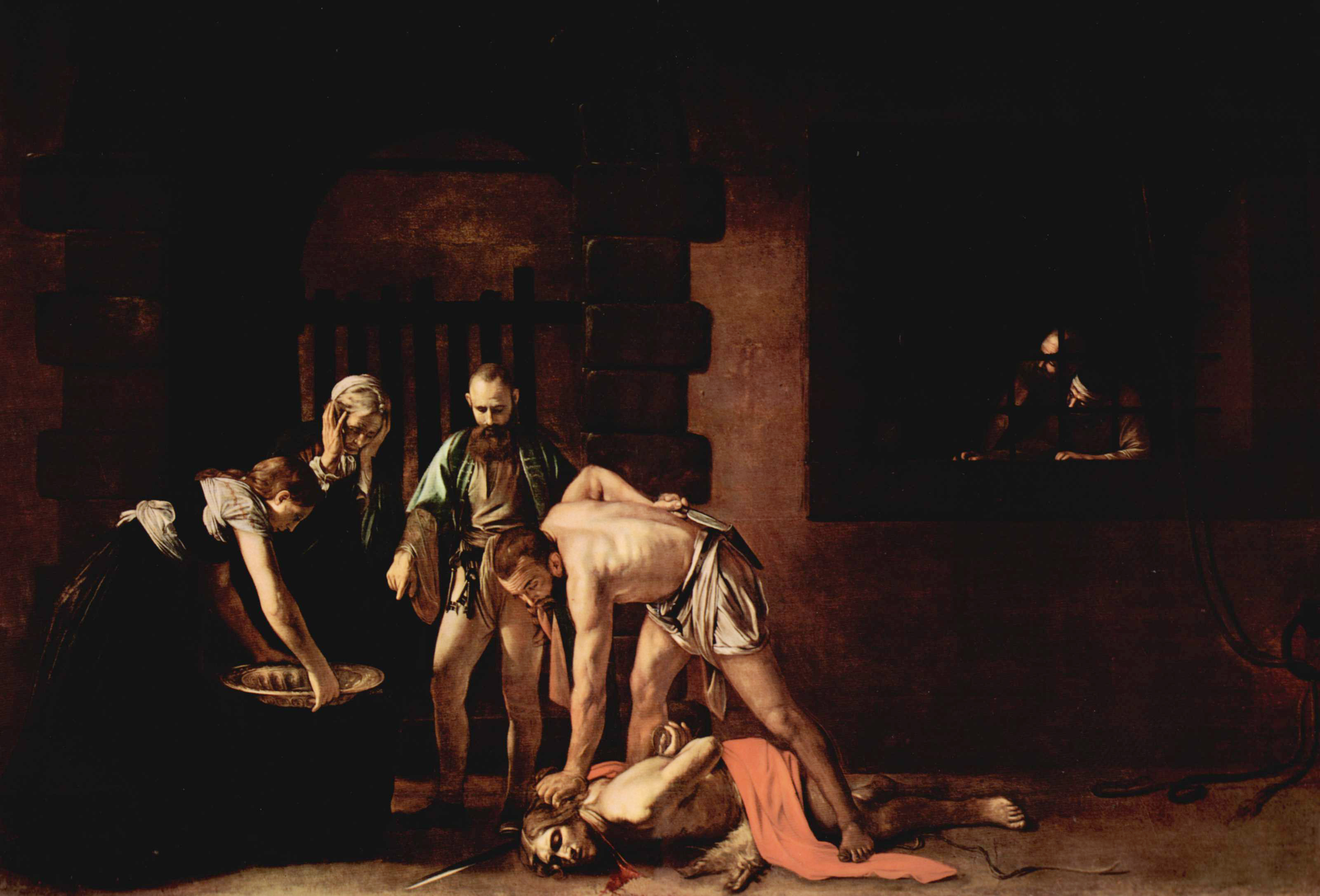
La decapitación de San Juan Bautista, de Caravaggio, se encuentra en la Concatedral de San Juan.

La cultura de Malta refleja la influencia de los países que la gobernaron hasta 1964, en particular Italia y Reino Unido. Las costumbres, las leyendas y el folclore malteses son estudiados y categorizados lentamente, como cualquier otra tradición europea.
En la catedral de San Juan, construida en 1577, se puede apreciar el lienzo de La decapitación de San Juan Bautista, de Caravaggio, quien vivió unos meses en la isla pero fue expulsado con cargos de homicidio. En la sede de Gobierno, ubicada en el antiguo Palacio del Gran Maestre la Armería, se pueden apreciar más de 5000 armaduras de la Orden de Malta. En La Valeta se encuentra el museo de Bellas Artes, el museo de Arqueología, el Fuerte San Elmo y el Museo de la Inquisición. Los museos Marítimo y del Gran Sitio de 1565 revelan el turbulento pasado de las pequeñas islas. El Museo Nacional de la Guerra y el Refugio de la Segunda Guerra Mundial presentan información sobre conflictos más recientes.
En Gozo, se pueden apreciar la mayoría de los Templos Prehistóricos en Malta, considerados Patrimonio de la Humanidad por la Unesco.
Las discotecas, los restaurantes, y los clubes nocturnos de la localidad de San Ġiljan están abiertos hasta altas horas de la madrugada.

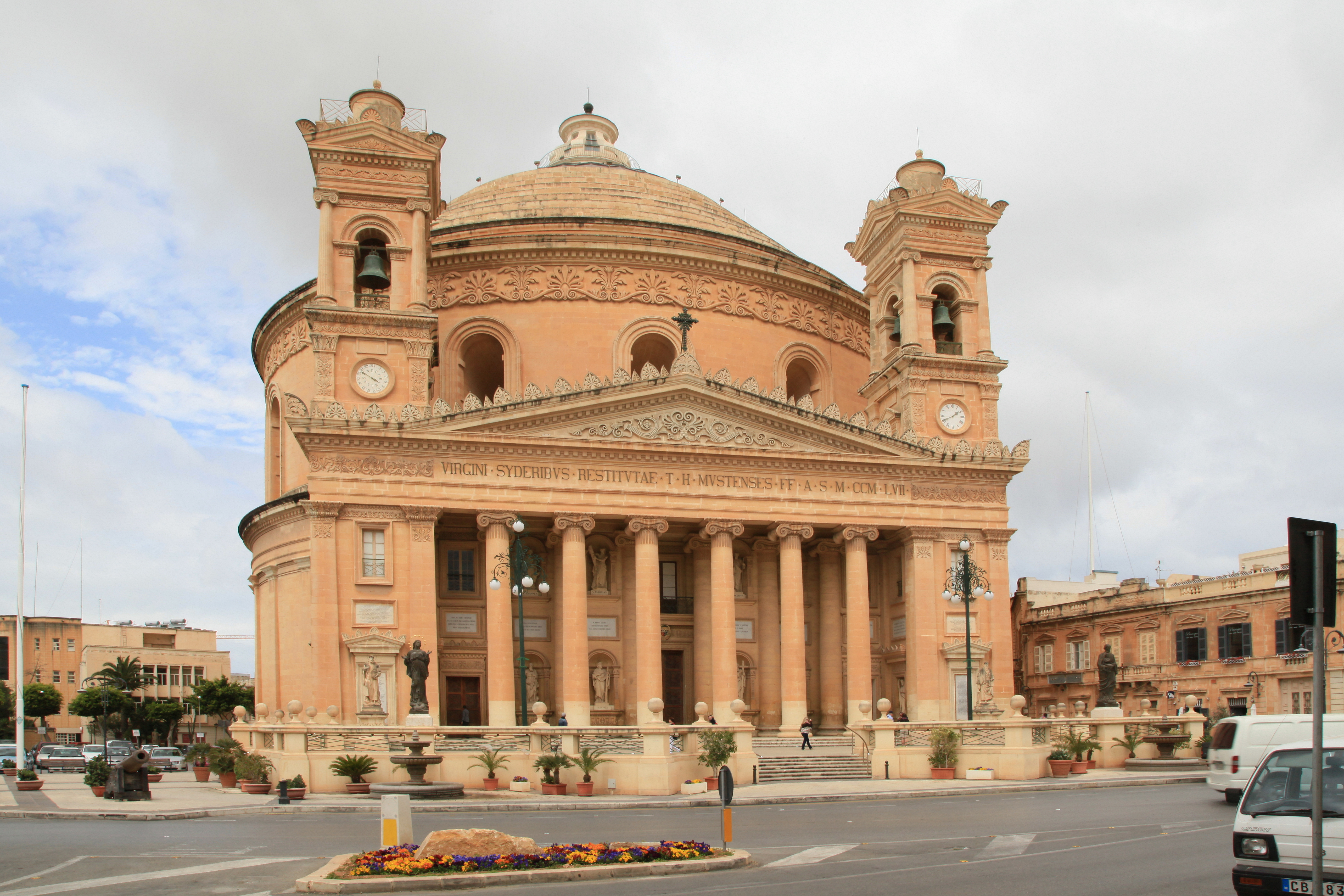
La Rotonda de Mosta, construida entre 1833 y 1860

### Arquitectura
La arquitectura maltesa tiene sus orígenes en la prehistoria, y en Malta se encuentran algunas de las estructuras independientes más antiguas de la Tierra: una serie de templos megalíticos. Las islas fueron colonizadas por los fenicios y posteriormente por los romanos, que establecieron las ciudades de Melite y Gaulos. Aunque estos asentamientos eran importantes y se sabe que contaban con numerosos templos, iglesias y palacios, apenas se conservan restos, aparte de algunos fragmentos arquitectónicos.
Tras la caída del Imperio romano de Occidente, Malta pasó a formar parte del Imperio bizantino, antes de caer en manos de los árabes en 870. Prácticamente no han sobrevivido ejemplos de arquitectura bizantina o árabe, aunque los árabes dejaron una importante influencia en la arquitectura vernácula maltesa, que siguió siendo popular en los siglos posteriores. Malta pasó a formar parte del condado y posteriormente del reino de Sicilia en 1091, y la arquitectura normanda y otros estilos europeos se introdujeron en la isla. Han sobrevivido relativamente pocos ejemplos de arquitectura medieval, entre ellos algunos edificios en Mdina y la Cittadella, así como varias capillas en la campiña maltesa.

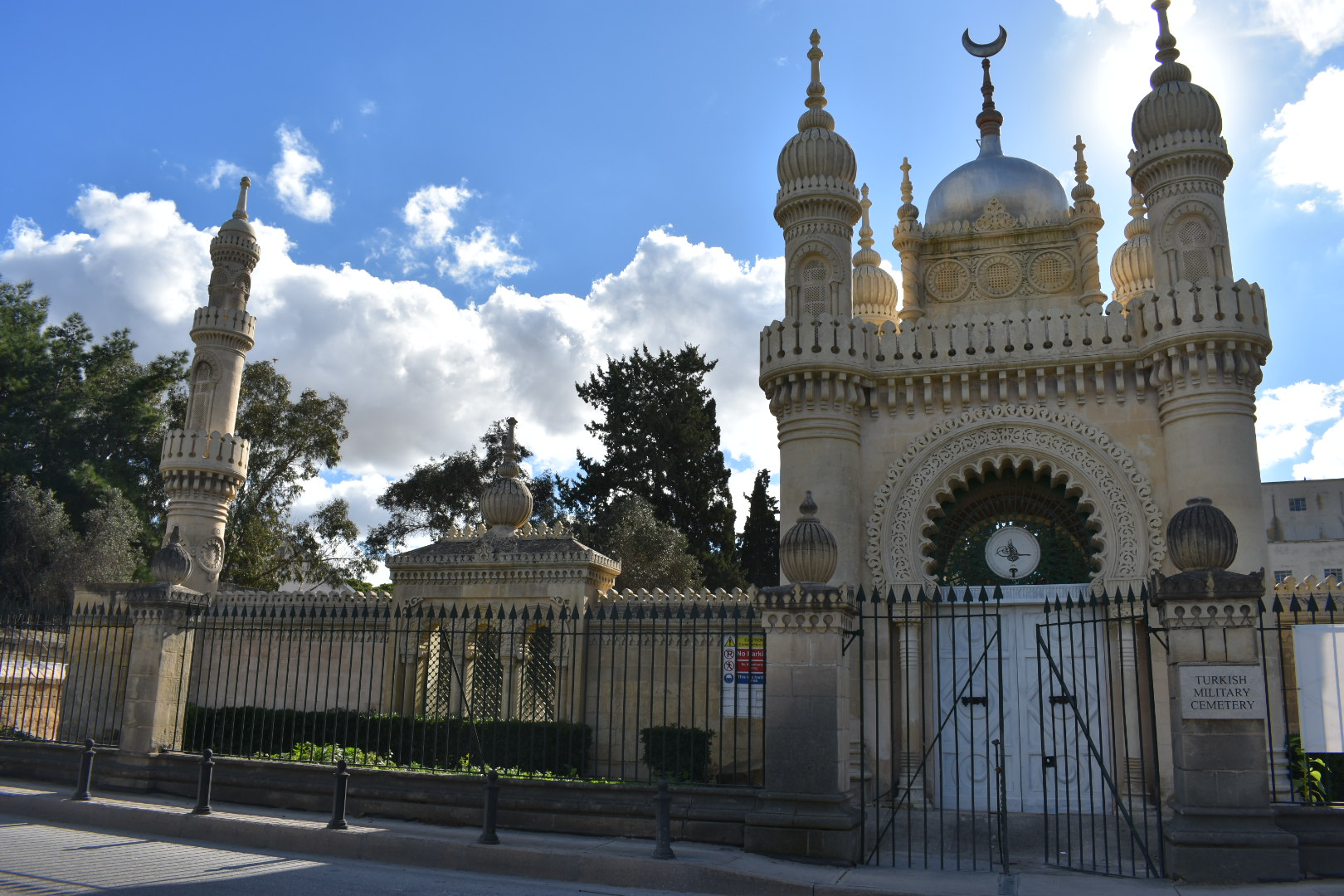
El Cementerio militar Turco (Iċ-Ċimiterju tat-Torok) finalizado en 1874 alberga los restos de los caidos en el Gran Sitio de Malta de 1565

La arquitectura maltesa floreció mientras las islas estuvieron bajo el dominio de la Orden de San Juan, desde 1530 hasta 1798. Los hospitalarios introdujeron la arquitectura renacentista en Malta a mediados del siglo XVI, y el estilo barroco se popularizó aproximadamente un siglo después. Durante los dos siglos y medio de gobierno hospitalario se establecieron nuevos asentamientos (sobre todo la capital, La Valeta) y se construyeron muchas iglesias, palacios y edificios públicos. La Orden también construyó fortificaciones abaluartadas alrededor de las principales ciudades, además de una serie de defensas costeras e interiores.
Después de que Malta pasara a formar parte del Imperio británico en 1800, se introdujo la arquitectura neoclásica y neogótica, que fueron los estilos predominantes del siglo XIX. Varios estilos dejaron su influencia en la arquitectura maltesa de la primera mitad del siglo XX, como el Art Nouveau, el Art Déco, el futurismo italiano, el racionalismo y el modernismo. Malta experimentó un auge de la construcción después de la Segunda Guerra Mundial, que se incrementó tras la independencia en 1964. El estilo modernista siguió siendo popular, pero también se introdujeron nuevos estilos como el regionalismo crítico.

### Costumbres
Un estudio de la Charities Aid Foundation de 2010 encontró que los malteses eran las personas más generosas del mundo, con un 83% de contribución a la caridad.
Los cuentos populares malteses incluyen varias historias sobre criaturas misteriosas y eventos sobrenaturales. Estas fueron recopiladas de manera más exhaustiva por el erudito (y pionero en la arqueología maltesa) Manwel Magri en su crítica central Ħrejjef Missirijietna («Fábulas de nuestros antepasados»). Esta colección de material inspiró a posteriores investigadores y académicos a reunir cuentos, fábulas y leyendas tradicionales de todo el archipiélago.

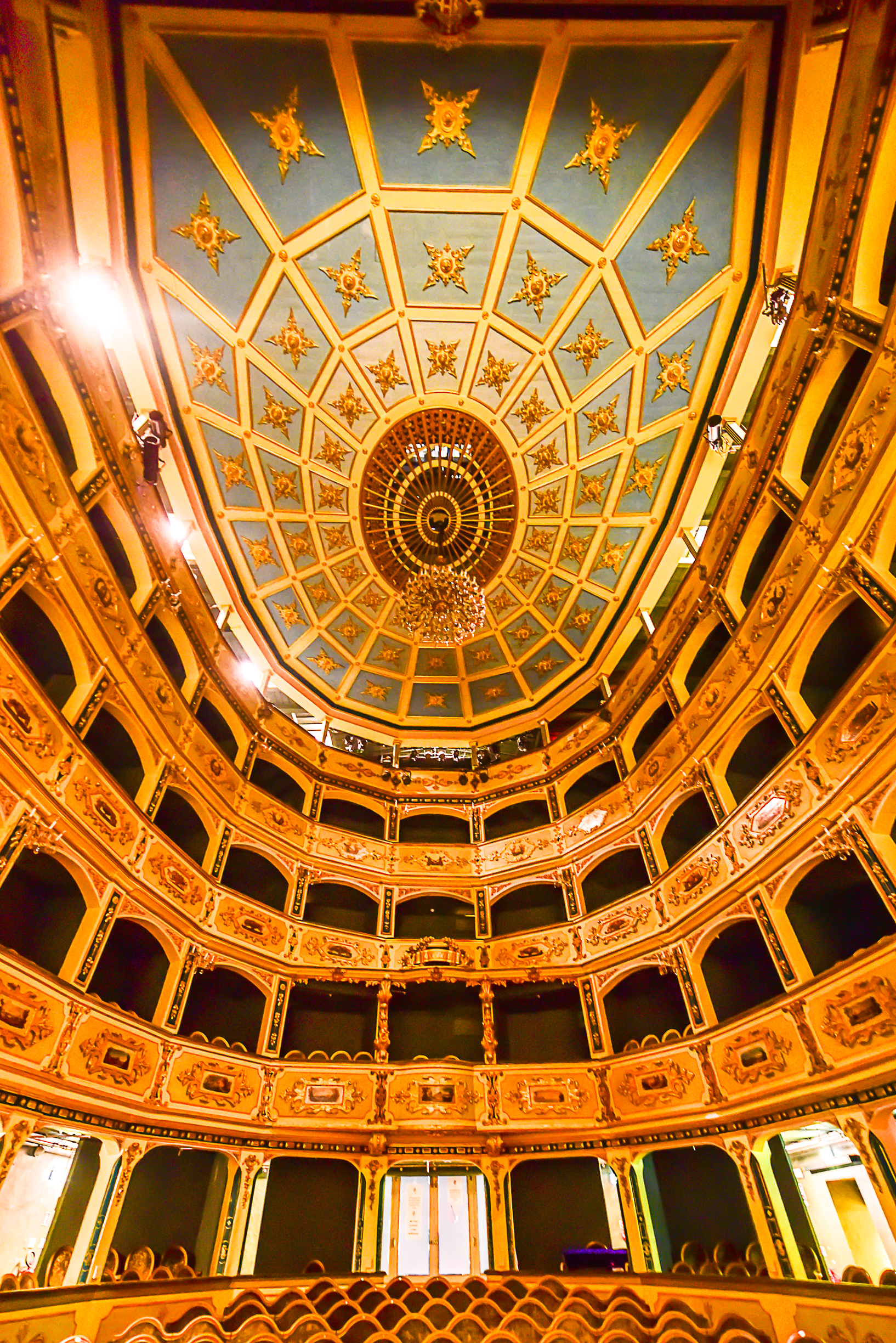
Teatro Manoel, Malta

El trabajo de Magri también inspiró una serie de cómics (publicados por Klabb Kotba Maltin en 1984): los títulos incluían Bin is-Sultán Jiźźewweġ x-Xebba tat-Tronġiet Mewwija y Ir-Rjieħ. Muchas de estas historias han sido reescritas popularmente como literatura infantil por autores que escriben en maltés, como Trevor Żahra. Mientras que los gigantes, las brujas y los dragones aparecen en muchas de las historias, algunas contienen criaturas completamente maltesas como el Kaw kaw, Il-Belliegħa y L-Imħalla entre otras. La obsesión tradicional maltesa por mantener la pureza espiritual (o ritual) significa que muchas de estas criaturas tienen la función de vigilar las zonas prohibidas o restringidas y atacar a los individuos que violaron los estrictos códigos de conducta que caracterizaron a la sociedad preindustrial de la isla.

### Museos y teatros
En La Valeta hay un total de 16 museos estatales, siendo los más importantes el Museo Nacional de Arqueología, el Museo de la Guerra, el Museo de Correos de Malta, el Museo Nacional de Bellas Artes y el Palacio del Gran Maestro. En la ciudad de Qawra se encuentran el Acuario Nacional de Malta y el Museo de la Colección de Autos Clásicos de Malta. Otras colecciones interesantes son el Fuerte Rinella, en Kalkara, con equipamiento militar histórico (incluido un cañón de 100 toneladas), la Casa Museo Histórica Palazzo Falson (en Mdina) y el Museo de la Aviación de Malta (en Ta' Qali).
La capital alberga el Teatro Manoel, el Centro de Creatividad Santiago Caballero y el Palacio de Congresos del Mediterráneo. En los restos conservados de la Royal Opera House, destruida por los bombardeos de la Segunda Guerra Mundial, se ha creado un centro de conciertos al aire libre.

### Cine

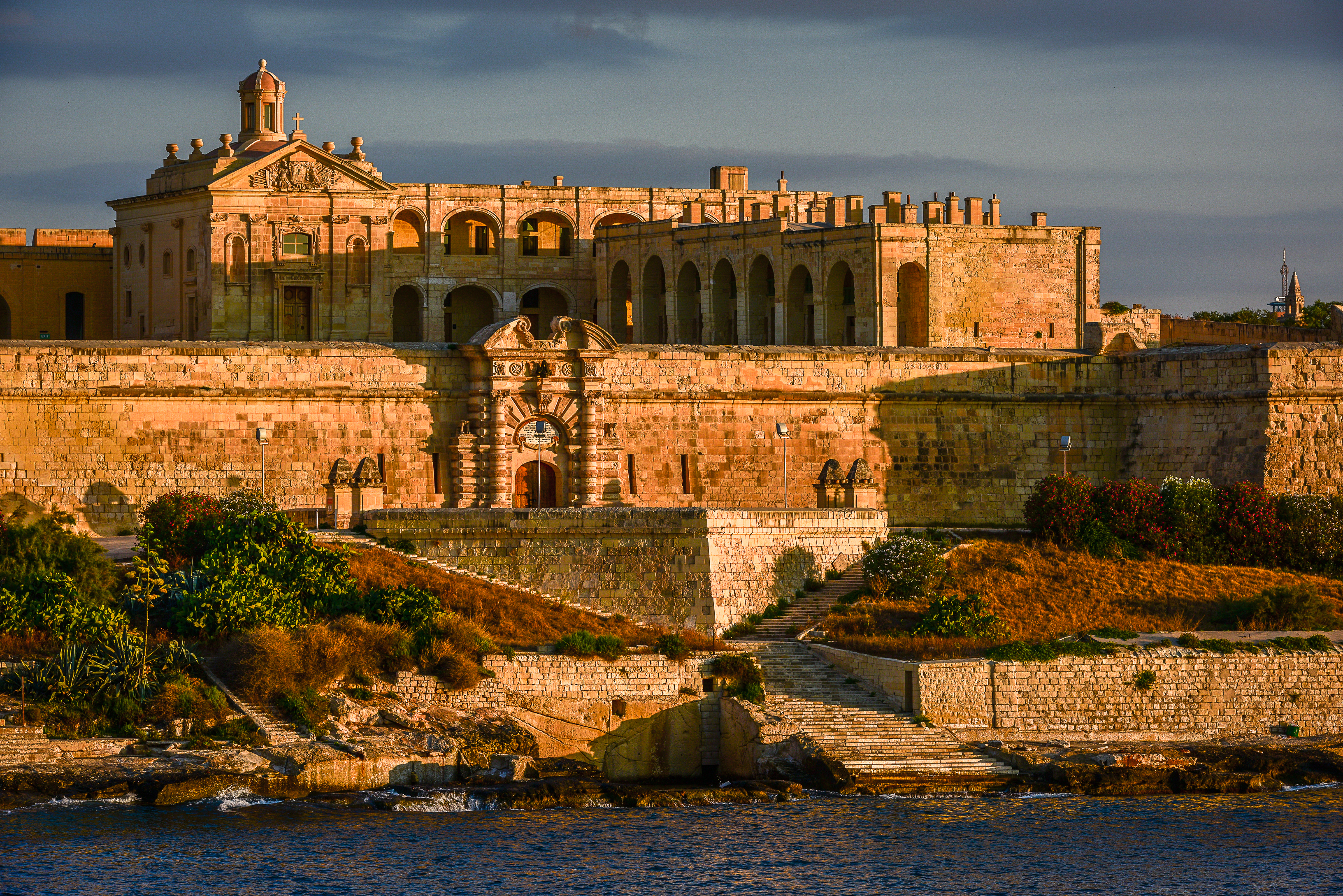
El fuerte Manoel es un popular lugar para filmar películas.

En las dos islas habitadas hay seis multicines, y algunas salas de cine en otros edificios.
Al principio, la industria cinematográfica de Malta se vio impulsada por la favorable situación del archipiélago maltés, tanto en el Mediterráneo como en el Imperio británico. Algunas producciones británicas utilizaron Malta como lugar de rodaje. Sólo a partir de su independencia estatal (1964), los países ajenos al Reino Unido han reconocido las ventajas que Malta ofrece a los cineastas. Por ello, las islas se han convertido en un popular escenario cinematográfico y televisivo gracias a su diversidad paisajística y arquitectónica.
El atractivo del lugar se vio reforzado por el apoyo de la State Film Commission y la infraestructura de los Estudios Cinematográficos del Mediterráneo. Estos últimos explotan las dos mayores cuencas acuáticas del mundo aptas para el rodaje (cuenca de superficie: 122 m × 92 m con 22 millones de litros, cuenca de aguas profundas: 108 m × 49 m con 43,2 millones de litros) y han participado en producciones cinematográficas y televisivas como El Gustloff, Marco W. - 247 días en la cárcel turca, El hundimiento del Pamir, Kon-Tiki, Astérix y Obélix - En misión de su majestad, Los hombres del Emden y Vicky y los hombres fuertes.

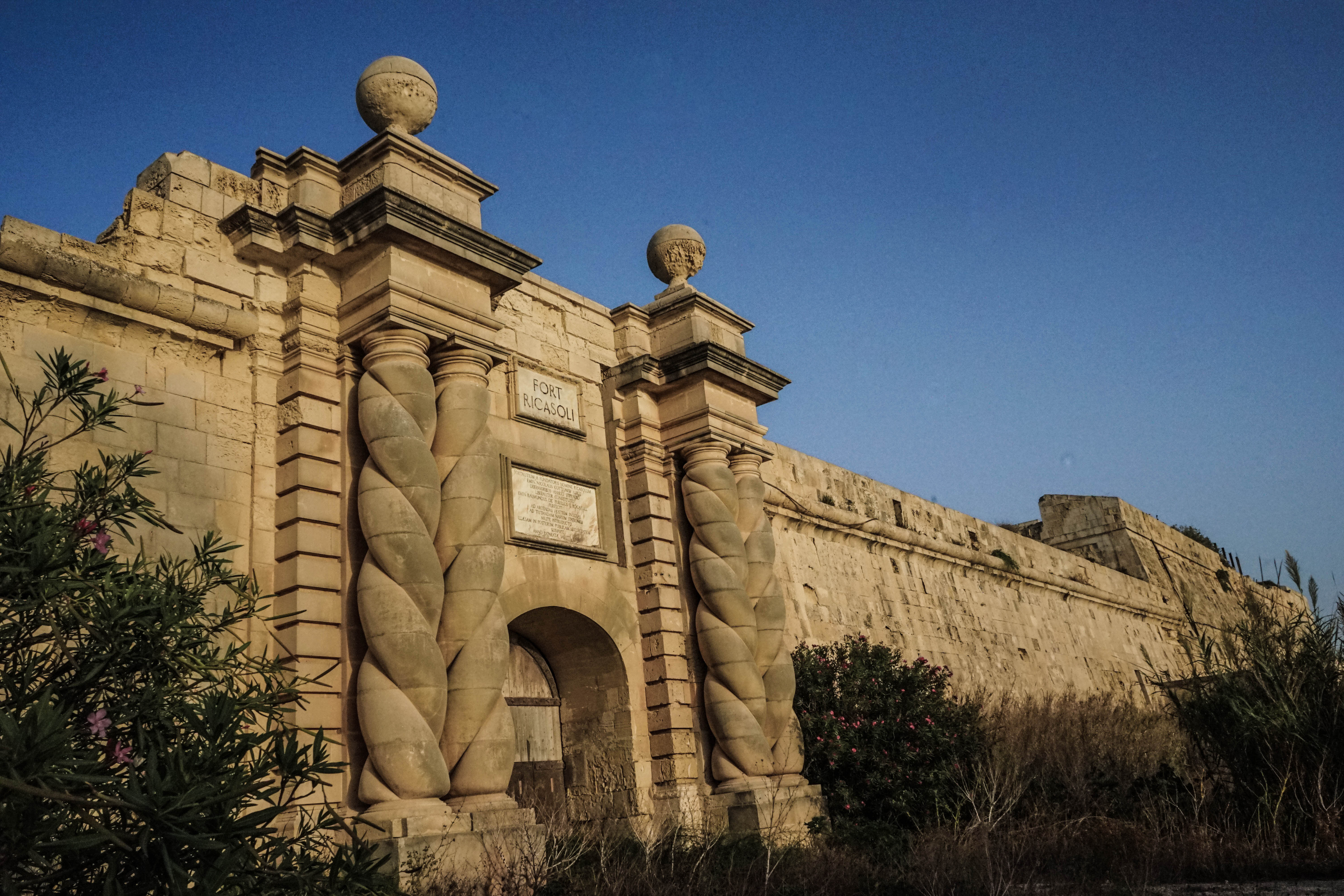
El Fuerte Ricasoli fue usado en la filmación del largometraje Gladiador del año 2000

Entre las películas cinematográficas más conocidas rodadas en parte en Malta se encuentran U-571, Montecristo, Troya, Alejandro, Gladiator, Las 12 de la noche - El Expreso de Medianoche, El Código Da Vinci - El Sacrilegio y Múnich; entre las producciones televisivas realizadas allí destaca Juego de Tronos. El largometraje Gladiator contribuyó a revitalizar la oferta de servicios de Malta en torno al cine y a promocionarla como plató cinematográfico. Los edificios y las calles de Malta, por ejemplo, sirvieron para representar la antigua Roma, la ciudad portuaria del siglo XIX de Marsella y Beirut en los años sesenta.
La industria cinematográfica es interesante para la economía de la República de Malta desde dos puntos de vista. Por un lado, es un campo importante del sector de los servicios, en rápido crecimiento, y por otro, contribuye al turismo (por ejemplo, Popeye Village). El rendimiento económico de la industria cinematográfica varía de un año a otro en función de la situación del orden. 2015 fue considerado un año récord, con más de 100 millones de euros que entraron en la economía maltesa a través del sector cinematográfico. En 2014, en cambio, la inversión fue de solo 29 millones de euros.

### Patrimonio de la Humanidad
Malta cuenta actualmente con tres lugares declarados como Patrimonio de la Humanidad por la Unesco:
| Malta en la lista de Patrimonio de la Humanidad de la UNESCO |                              |                              |                                                                     |                     |          |
| Imagen                                                       | Nombre                       | Ubicación                    | Observaciones                                                       | Año de Proclamación | Tipo     |
|                                                              | Hipogeo de Hal Saflieni      | Isla de Malta                | Hipogeo de Hal Saflieni es el único templo subterráneo prehistórico | 1980                | Cultural |
|                                                              | Templos megalíticos de Malta | Isla de Malta e Isla de Gozo | Templos de la época megalítica                                      | 1980, 1992          | Cultural |
|                                                              | La Valeta                    | Isla de Malta                | ciudad antigua de La Valeta                                         | 1980                | Cultural |

### Gastronomía

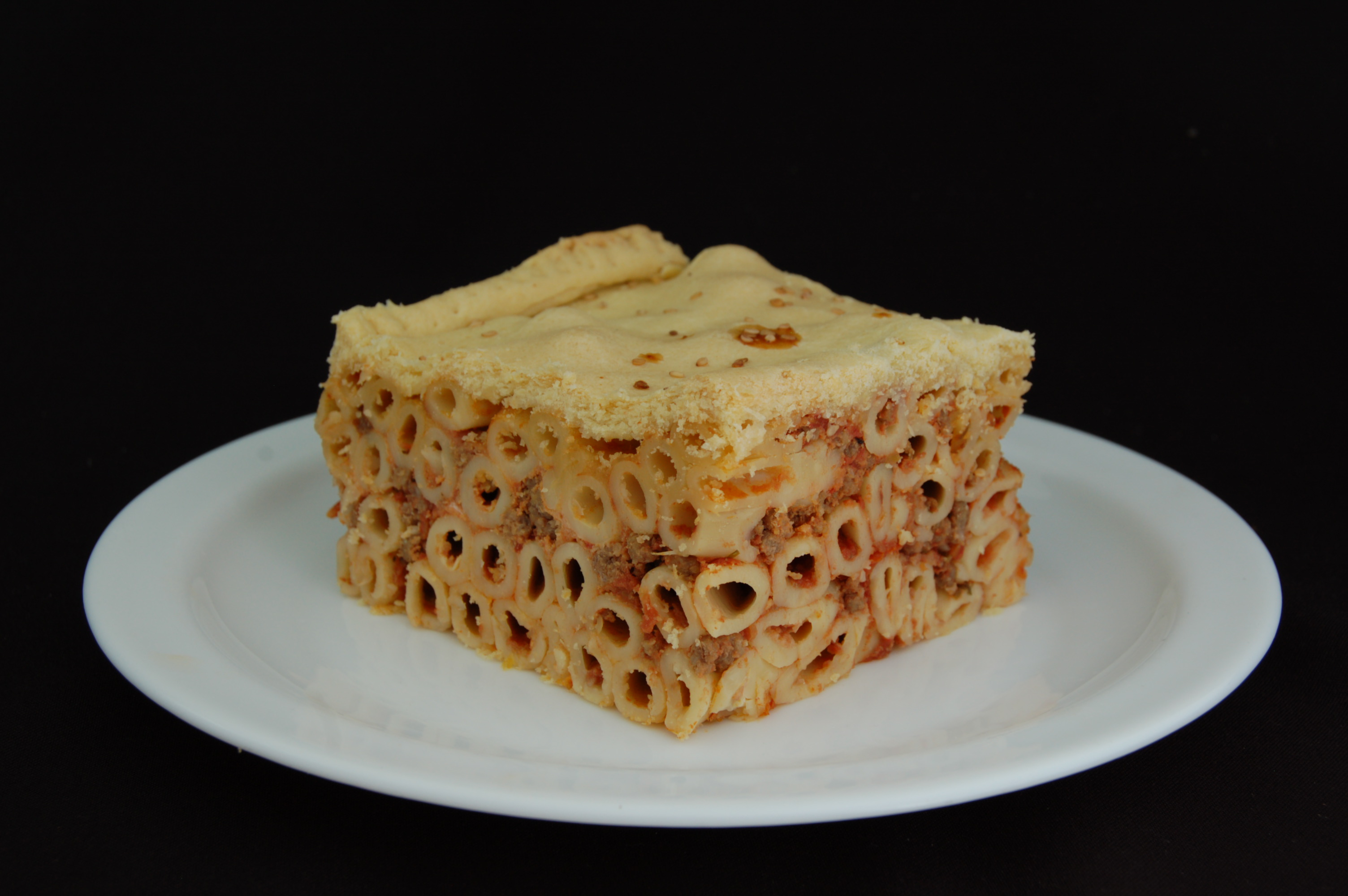
Timpana maltesa

La cocina maltesa muestra fuertes influencias italianas, así como influencias de las cocinas inglesa, española, magrebí y provenzal (Francesa). Se observan algunas variaciones regionales, especialmente en lo que respecta a Gozo, así como variaciones estacionales asociadas a la disponibilidad de productos de temporada y a las fiestas cristianas (como la Cuaresma, la Semana Santa y la Navidad). La comida ha sido importante históricamente en el desarrollo de una identidad nacional, en particular la tradicional fenkata (es decir, comer conejo guisado o frito). Las papas son también un elemento básico de la dieta maltesa.
Varias uvas son endémicas de Malta, como la Girgentina y la Ġellewża. En Malta existe una fuerte industria vinícola, con una importante producción de vinos con estas uvas autóctonas, así como con uvas cultivadas localmente de otras variedades más comunes, como la chardonnay y la syrah. Varios vinos han obtenido la Denominación de Origen Protegida, con vinos producidos a partir de uvas cultivadas en Malta y Gozo designados como vinos "DOK", es decir, Denominazzjoni ta' l-Oriġini Kontrollata.
La historia y la geografía de Malta han tenido una importante influencia en su cocina. El hecho de tener que importar la mayor parte de sus productos alimenticios, de estar situada a lo largo de importantes rutas comerciales y de tener que atender a las potencias extranjeras residentes que gobernaban las islas, abrió la cocina maltesa a las influencias exteriores desde muy pronto. Los platos y sabores extranjeros fueron absorbidos, transformados y adaptados. La comida italiana (concretamente la siciliana), la de Oriente Próximo y la árabe ejercieron una fuerte influencia, pero la presencia en Malta de los Caballeros de San Juan y, más recientemente, de los británicos, aportaron elementos de más lejos.

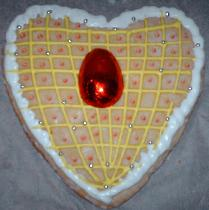
Figolla - el tradicional dulce de Pascua

Los Caballeros procedían de muchos países europeos, sobre todo de Francia, Italia y España. Trajeron influencias de estos países. La aljotta, por ejemplo, un caldo de pescado con mucho ajo, hierbas y tomates, es la adaptación maltesa de la bullabesa. Los contactos y la riqueza de los Caballeros trajeron también alimentos del Nuevo Mundo; se ha sugerido que Malta puede haber sido uno de los primeros países de Europa (después de España) donde se probó el chocolate.
La presencia militar británica supuso un mercado de una guarnición y sus familias y, más tarde, un turismo masivo procedente del Reino Unido. Los productos alimenticios, condimentos y salsas británicos, como la mostaza inglesa, el Bovril, la salsa HP y la salsa Worcestershire, siguen siendo una presencia sutil pero omnipresente en la cocina maltesa. El resto de las importaciones eran sólo nominales.
Aunque es probable que la palabra maltesa aljoli sea un préstamo, la versión maltesa de la salsa no incluye ningún huevo como en el alioli, sino que se basa en hierbas, aceitunas, anchoas y aceite de oliva. Del mismo modo, aunque la palabra maltesa taġen esté relacionada con tajine, en maltés este vocablo se refiere exclusivamente a una sartén de metal.

### Festivales y eventos
Las fiestas locales, similares a las del sur de Italia, son habituales en Malta y Gozo, y en ellas se celebran bodas, bautizos y, sobre todo, las fiestas de los santos, en honor al patrón de la parroquia local. Por la mañana, la fiesta alcanza su punto álgido con la celebración de una misa que incluye un sermón sobre la vida y los logros del santo patrón. Por la tarde, una estatua del patrón religioso es llevada en solemne procesión por las calles de la localidad, seguida por los fieles en respetuosa oración. El ambiente de devoción religiosa viene precedido de varios días de celebración y jolgorio: desfiles de bandas, fuegos artificiales y fiestas nocturnas.

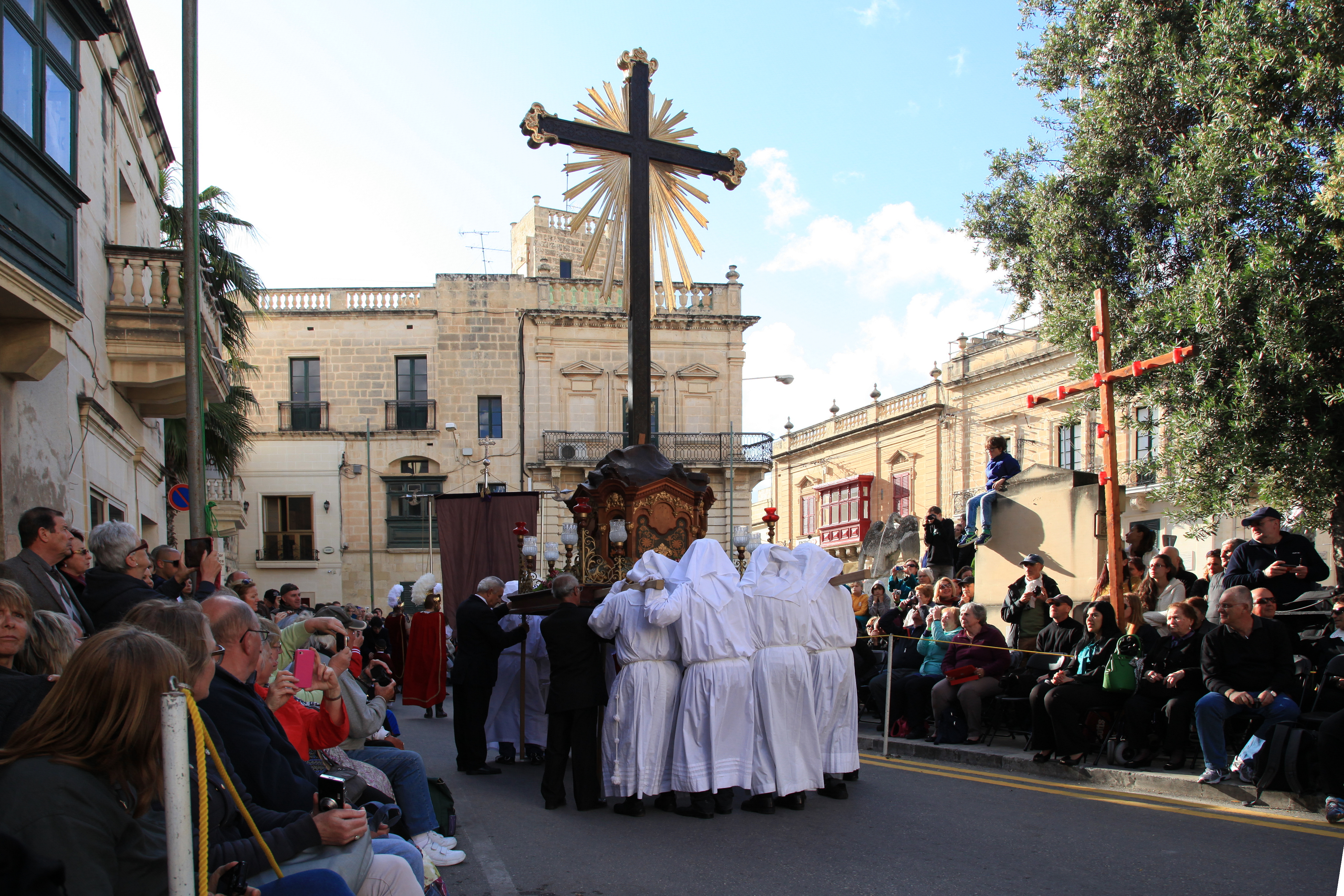
Procesión del Viernes Santo en Malta

El Carnaval (en maltés: il-karnival ta' Malta) ocupa un lugar importante en el calendario cultural desde que el Gran Maestre Piero de Ponte lo introdujo en las islas en 1535. Se celebra durante la semana que precede al Miércoles de Ceniza, y suele incluir bailes de máscaras, concursos de disfraces y máscaras grotescas, fastuosas fiestas nocturnas, un colorido desfile de carrozas alegóricas presidido por el Rey del Carnaval (maltés: ir-Re tal-Karnival), bandas de música y juerguistas disfrazados.
La Semana Santa (en maltés: il-Ġimgħa Mqaddsa) comienza el Domingo de Ramos (Ħadd il-Palm) y termina el Domingo de Resurrección (Ħadd il-Għid). Numerosas tradiciones religiosas, la mayoría de ellas heredadas de una generación a otra, forman parte de las celebraciones de Semana Santa en las Islas Maltesas, en honor a la muerte y resurrección de Jesús.
Mnarja, o l-Imnarja (pronunciado lim-nar-ya) es una de las fechas más importantes del calendario cultural maltés. Oficialmente, es una fiesta nacional dedicada a la festividad de los Santos Pedro y Pablo. Sus raíces se remontan a la fiesta romana de la Luminaria (literalmente, "la iluminación"), en la que antorchas y hogueras iluminaban la noche de principios de verano del 29 de junio.

## Deportes
En la década de 1990, los deportes organizados en Malta renacieron gracias a la creación de varias instalaciones atléticas, incluyendo un estadio nacional y un pabellón del baloncesto en Ta' Qali, así como una pista atlética apta para practicar tiro con arco, rugby y béisbol. En las competencias deportivas internacionales, la mayoría de los malteses suelen apoyar a los equipos ingleses e italianos.
En 1993 y en 2003 Malta organizó los Juegos de los Pequeños Estados de Europa.

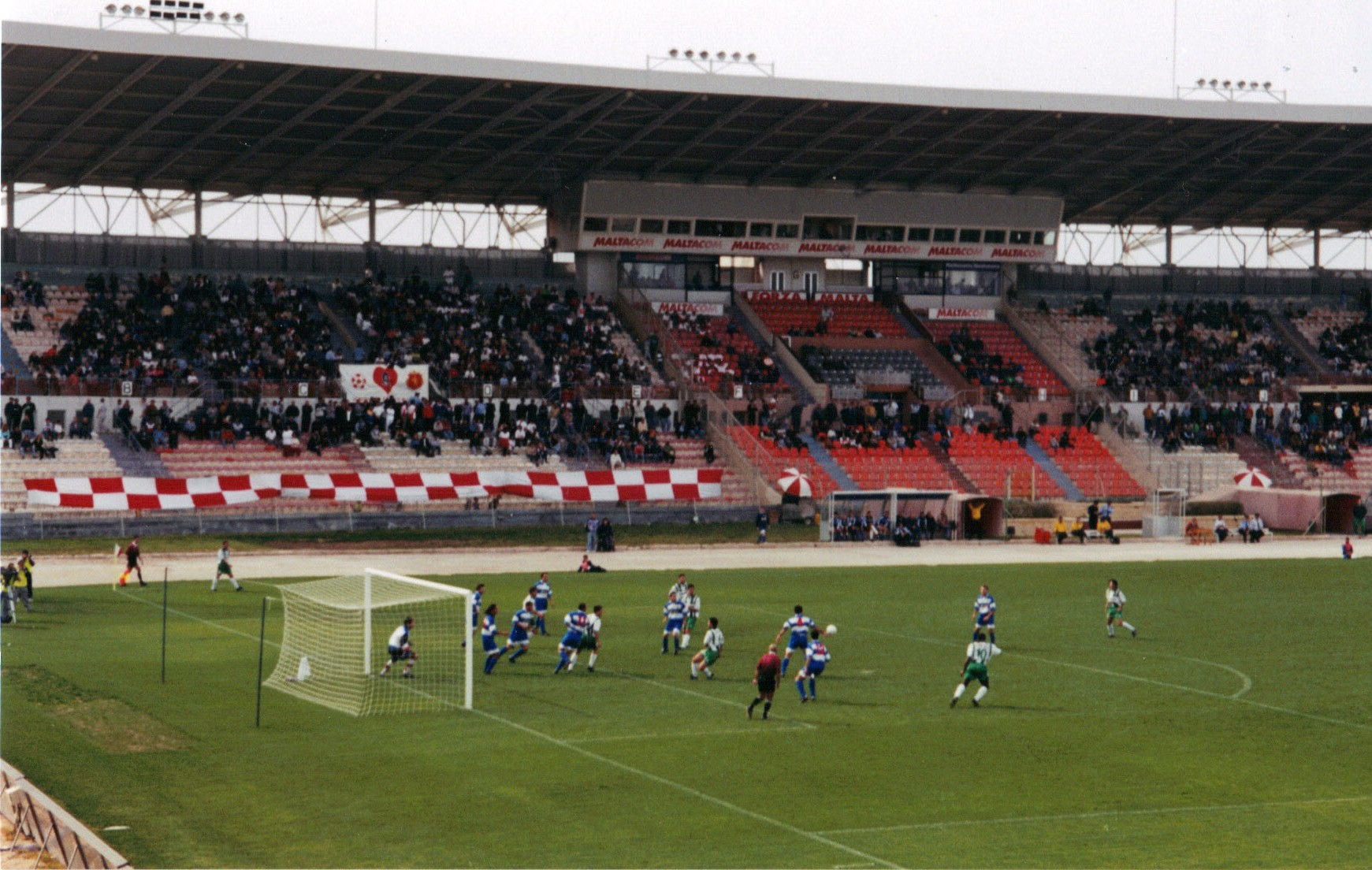
Estadio nacional de Malta (Ta' Qali)

El fútbol es el deporte más popular en Malta. El estadio nacional se llama Estadio Ta' Qali. El equipo nacional de fútbol ha ganado varios partidos contra grandes oponentes que llegaron a las fases finales de las Copas del Mundo, como Bélgica y Hungría. Recientemente un gran número de campos de fútbol han sido construidos en toda la isla. La liga de fútbol más importante de Malta se llama la Maltese Premier League, y consta de 14 equipos. El Futsal es también muy popular.
El rugby también se practica en la Isla. En octubre de 2018, el equipo nacional masculino ocupaba el puesto 39 en el mundo. Recientemente han logrado éxitos, derrotando a equipos como Suecia, Croacia y Letonia. En 2018, Malta logró su mayor victoria contra Andorra, la de 89-3. En 2016 la Unión de Rugby de Malta tenía 2.480 jugadores registrados.
También se juega al rugby, principalmente debido a la migración de retorno de los australianos malteses que lo traen consigo. En julio de 2018, el equipo nacional masculino se clasificó en el puesto 18 del mundo. El equipo nacional es conocido como los Caballeros de Malta, y cuenta con jugadores que actualmente juegan en la Superliga Inglesa como Jarrod Sammut, Jake Mamo, o el jugador más famoso que viene de Malta Mario Fenech. En 2016 la Liga de Rugby de Malta tenía 285 jugadores, la gran mayoría de ellos en Australia.